# 法隆寺の仏像

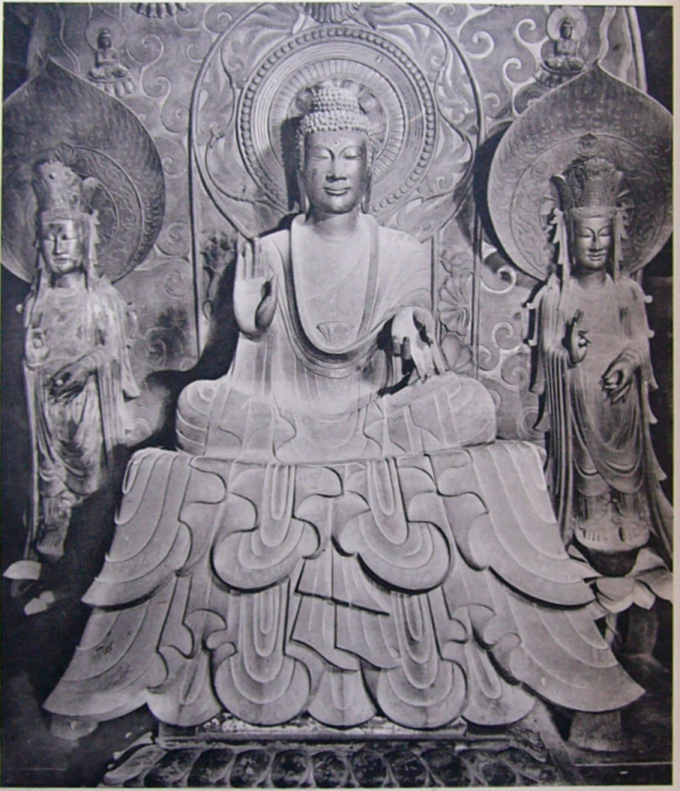
釈迦三尊像

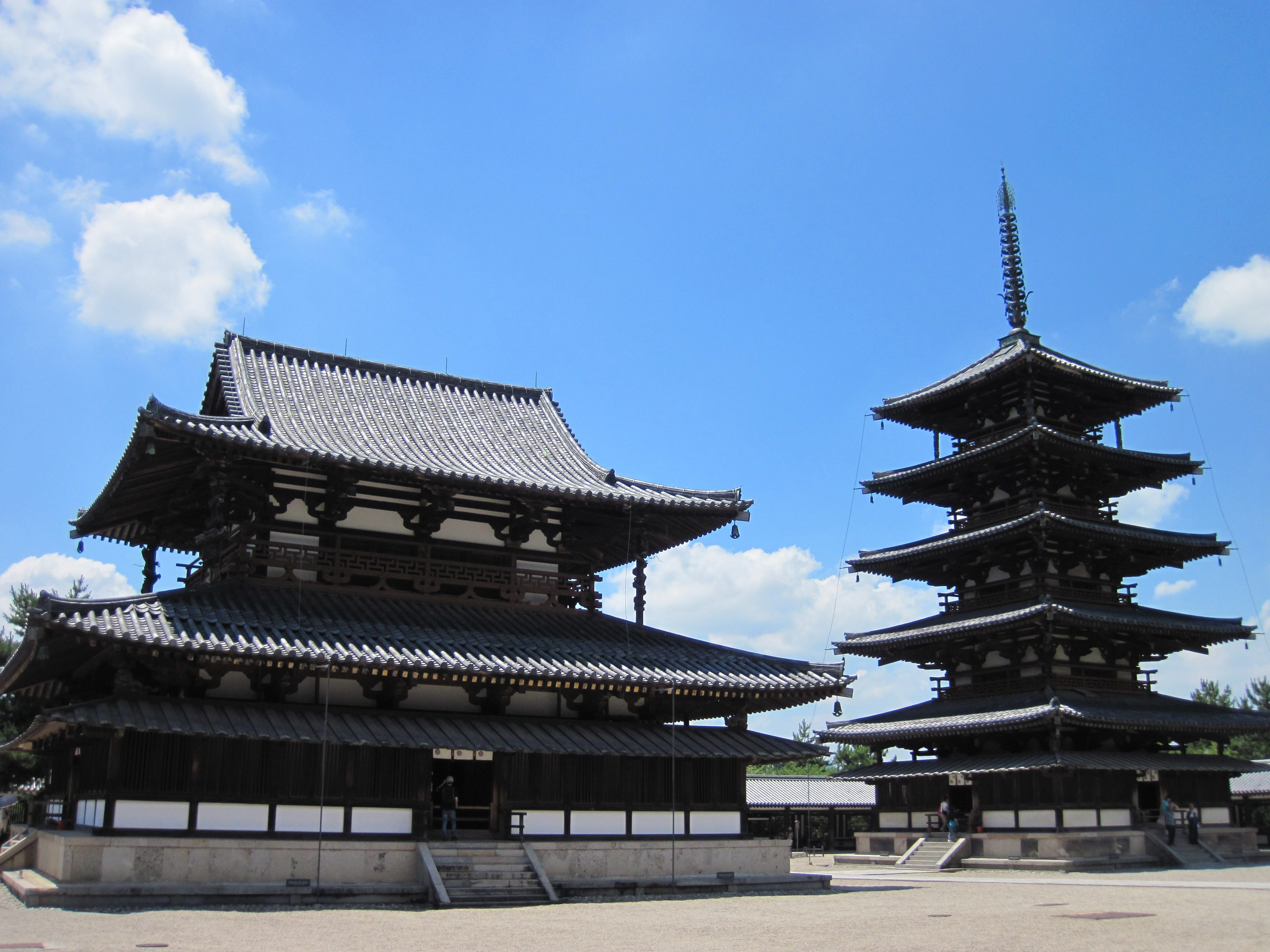
法隆寺金堂と五重塔

本項法隆寺の仏像（ほうりゅうじのぶつぞう）では、奈良県生駒郡斑鳩町にある聖徳太子ゆかりの寺院・法隆寺に伝来する仏像について説明する。
法隆寺の西院伽藍は、現存する世界最古の木造建築として著名であり、「法隆寺地域の仏教建造物」として世界遺産に登録されている。法隆寺には建築のみならず、各時代の仏教美術品が多数収蔵されている。なかでも仏像に関しては日本彫刻史の第一頁を飾る優品の多くが法隆寺に集まっている。飛鳥時代の仏像としては、推古31年（623年）止利仏師作の銘を有する銅造釈迦三尊像をはじめ、百済観音の通称で知られる木造観音菩薩立像、東院夢殿本尊の木造観音菩薩立像（救世観音）などが著名である。奈良時代の仏像には、金銅仏（銅製鍍金）、塑像、乾漆像、押出仏（薄い銅板を打ち出したもの）など、各種の材質・技法を用いた作品が残っている。このように各時代・各技法の仏像が豊富に残されていることが、他寺院にない特色である。
本項では法隆寺に所在する国宝・重要文化財指定の彫刻作品について概観する。ただし、1878年に法隆寺から当時の皇室へ献納された、いわゆる「法隆寺献納宝物」中の仏像については「法隆寺献納宝物」及び「四十八体仏」の項を参照のこと。

## 凡例
- 本項では法隆寺所在の、「彫刻」部門の国宝・重要文化財指定物件を取り上げた。金堂の天蓋は「工芸品」部門の重要文化財であるが、仏像と関連が深いため、本項で取り上げた。
- 文中の「左脇侍」とは、拝観者から見て向かって右側の像、「右脇侍」とは向かって左側の像を指す（「左」「右」は本尊から見た「左」「右」を意味する）。
- 仏像関係の専門用語については、文中に逐一注記すると煩雑になるため、「用語解説」の節でまとめて説明する。
- 各仏像の像高は『奈良六大寺大観』（岩波書店）による。ただし、『奈良六大寺大観』と他の文献とで像高に顕著な差異がある場合は、その旨注記する。

## 金堂の仏像

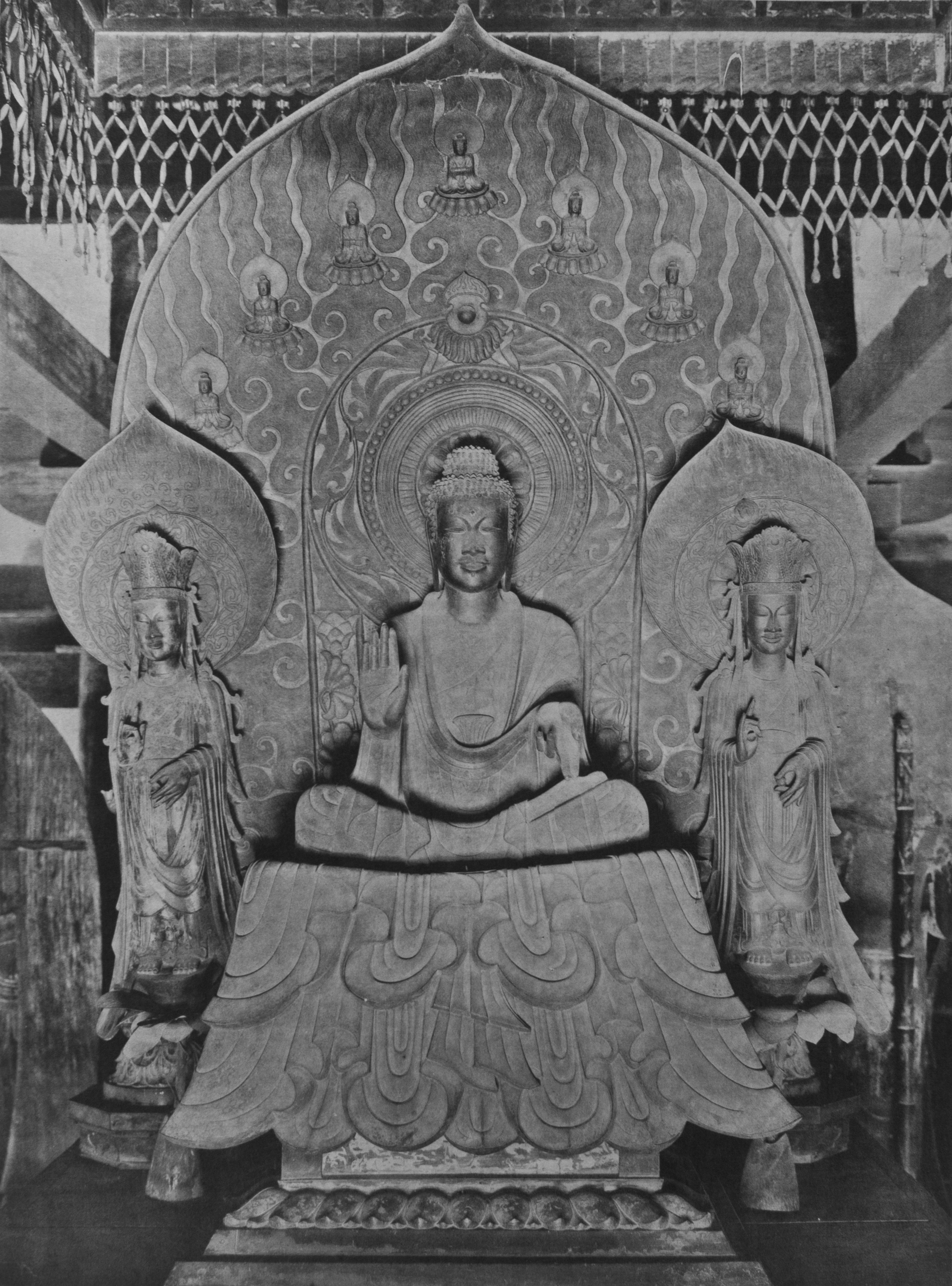
銅造釈迦三尊像（金堂）

### 釈迦三尊像と薬師如来像
法隆寺西院伽藍は現存する世界最古の木造建築であるが、聖徳太子（622年没）在世時の建物ではなく、創建時の伽藍が天智天皇9年（670年）に焼失した後に再建されたものであるということが定説になっている。西院伽藍が創建時の建物であるか再建であるかについては、明治以来数十年にわたって論争（再建・非再建論争）があったが、1939年の旧伽藍（若草伽藍）の発掘調査以降、再建説が定説となっている（再建・非再建論争の詳細については法隆寺再建非再建論争を参照）。現存する金堂は7世紀末頃の建築とみられる。
金堂内陣には「中の間本尊」の釈迦三尊像、「東の間本尊」の薬師如来像、「西の間本尊」の阿弥陀三尊像の3組の本尊が安置されている（以上の仏像はいずれも銅造）。なお、「中の間」「東の間」「西の間」は相互に壁などで明確に仕切られているわけではなく、柱の位置と、天井に吊るされた3つの箱形天蓋とによってゆるやかに区切られているにすぎない。3組の本尊のうち「中の間」の釈迦三尊像の光背裏面には推古31年（623年）造立、「東の間」の薬師如来像の光背裏面には推古15年（607年）造立の銘文がある。しかし、前述のとおり、現存する金堂は7世紀末頃の再建であり、それ以前に釈迦三尊像と薬師如来像がどこに安置されていたのかは不明である。また、これら2組の像の光背銘については、文中の用語の解釈などをめぐってさまざまな説があり、上記の造立年代の信憑性を疑う説もある。特に薬師如来像については、銘文中の用語と像自体の作風・技法の両面から、この像を文面どおり607年の作とする考えは今日ではほぼ否定されており、釈迦三尊像（623年銘）よりも年代的には下る制作とみなされている。天平19年（747年）作成の『法隆寺伽藍縁起并流記資財帳』（以下、『法隆寺縁起』または『資財帳』と略称）の仏像を列挙した部分では、冒頭に薬師像と釈迦像の記載があり、両像が遅くとも8世紀（奈良時代）には金堂内に安置されていたことがわかる。なお、「西の間」の阿弥陀三尊像は、光背銘によれば、もとの像が平安時代末期に盗難に遭った後、貞永元年（1232年）に制作されたものである。
薬師如来像の光背銘には、「病を得た用明天皇は、丙午年（586年）に寺（「法隆寺」と明記はされていない）と薬師像を造ることを発願したが、それを果たさないうちに崩御したので、遺命を奉じた推古天皇と聖徳太子が丁卯年（推古15年・607年）に像と寺とを造った」という意味のことが記されている。天平19年（747年）の『法隆寺縁起』もこれを踏襲し、寺の創立を推古15年（607年）のこととしている。一方、釈迦三尊像の光背裏面には、西暦623年にあたる年、その前年に亡くなった聖徳太子のために止利仏師がこの像を造ったとの銘がある。法隆寺の創建縁起にかかわる銘文を有し、607年に造られたとされる薬師如来像が金堂の中央ではなく東脇に安置され、これより16年後に完成した623年銘の釈迦三尊像の方が堂内中央に安置されていることについては古くから疑問視されていた。鎌倉時代の法隆寺の学僧で、『聖徳太子伝私記（古今目録抄）』の著者である顕真もこの点を不審に思い、同書に「当初は薬師如来像が本尊であったが、釈迦三尊像の方が大きいので、後に交替して釈迦三尊が本尊になった」という意味のことを記している。しかし、寺の本尊が単に像の大きさのみで交替するということは常識的には考えにくい。また、釈迦三尊像の頭上に吊るされている箱形天蓋（飛鳥時代）の大きさが同像の台座とほぼ同じ大きさであることからみても、金堂「中の間」本尊は当初から釈迦三尊像であったとみるのが自然である。釈迦三尊像については、法隆寺建立以前に斑鳩の地に建てられていた聖徳太子の斑鳩宮にもと安置されていたとする説もある。
釈迦三尊像については、像、銘文ともに推古朝の作と認めるのが一般的である。ただし、後述のとおり、銘文については文中の用語などを理由に、これを疑わしいとする研究者もいる。

### 釈迦三尊像
国宝。指定名称は「銅造釈迦如来及び両脇侍像」。金堂「中の間」本尊であり、内陣中央部、木造二重の箱形台座（その形状から宣字形台座と称する）の上に、中尊の釈迦如来坐像と両脇侍菩薩立像が安置される。三尊全体の背後に大型の舟形光背があり、これとは別に両脇侍はそれぞれ宝珠形の光背を負う。銅造鍍金で像高は中尊が87.5センチ、左脇侍（向かって右）が92.3センチ、右脇侍（向かって左）が93.9センチ。
本三尊像の作者は、光背銘によれば司馬鞍首止利仏師、すなわち鞍作止利（鳥）である。止利の生没年は不明だが、祖父の司馬達等（読みは「しばだっと」「しめだちと」など）は『日本書紀』によれば継体天皇の時代に渡日した漢人（あやひと、渡来人）とされ、その出自は中国南朝の梁とも朝鮮半島の百済ともいう。いずれにしても、止利は渡来人の子孫ということになる。『書紀』に見える止利の最初の事績は、飛鳥寺の銅繍（銅造と刺繍）の丈六仏像の造仏工に任じられたことである。
舟形光背の裏面には造像の由来について記した銘文がある。銘文は14字14行で、四六駢儷体の格調高いものである。銘文の大意は以下のとおりである。
西暦621年にあたる年の12月、聖徳太子の生母の穴穂部間人皇女が死去。翌年（622年）正月22日には太子も病に臥し、膳妃も看病疲れで並んで床に着いた。これを憂いた王后王子等と諸臣とは、太子の等身大の釈迦像を造ることを発願。太子の病が治り、長生きすることを望み、もしこれが運命であって太子のこの世での寿命が尽きるのであれば、極楽浄土に往生されることを望んだ。しかし、2月21日に膳妃が、翌日に太子が相次いで亡くなった。所願のとおり623年3月に釈迦像、脇侍像と荘厳具（光背や台座）を造り終えた。作者は司馬鞍首止利仏師である。
この銘文については、「法興」という私年号の使用や、「法皇」「仏師」という語が推古朝にあったとは考えられない等の観点から、疑わしいとする説もある。福山敏男は1935年の論文で、釈迦三尊と東の間の薬師如来の光背銘はいずれも疑わしく、推古朝の作ではないとした。福山は推古朝には「天皇」の語はなく、したがって「法皇」という用語もなかったとするが、これについては、栗原朋信（1965年の論文）が推古朝に天皇号がなかったとは証明できないとして批判した。藪田嘉一郎は、「仏師」の語が使用されるのは天平以後であることから（「仏師」の初見は天平6年・734年の正倉院文書）、釈迦三尊光背銘は疑わしいとし、笠井昌昭も同様の説を述べている。これについて大橋一章は、そもそも正倉院文書以前の文字資料は乏しいので、推古朝に「仏師」の語がなかったとは証明できず、むしろ釈迦三尊光背銘が「仏師」の初見であろうとして反論した。

### 薬師如来像

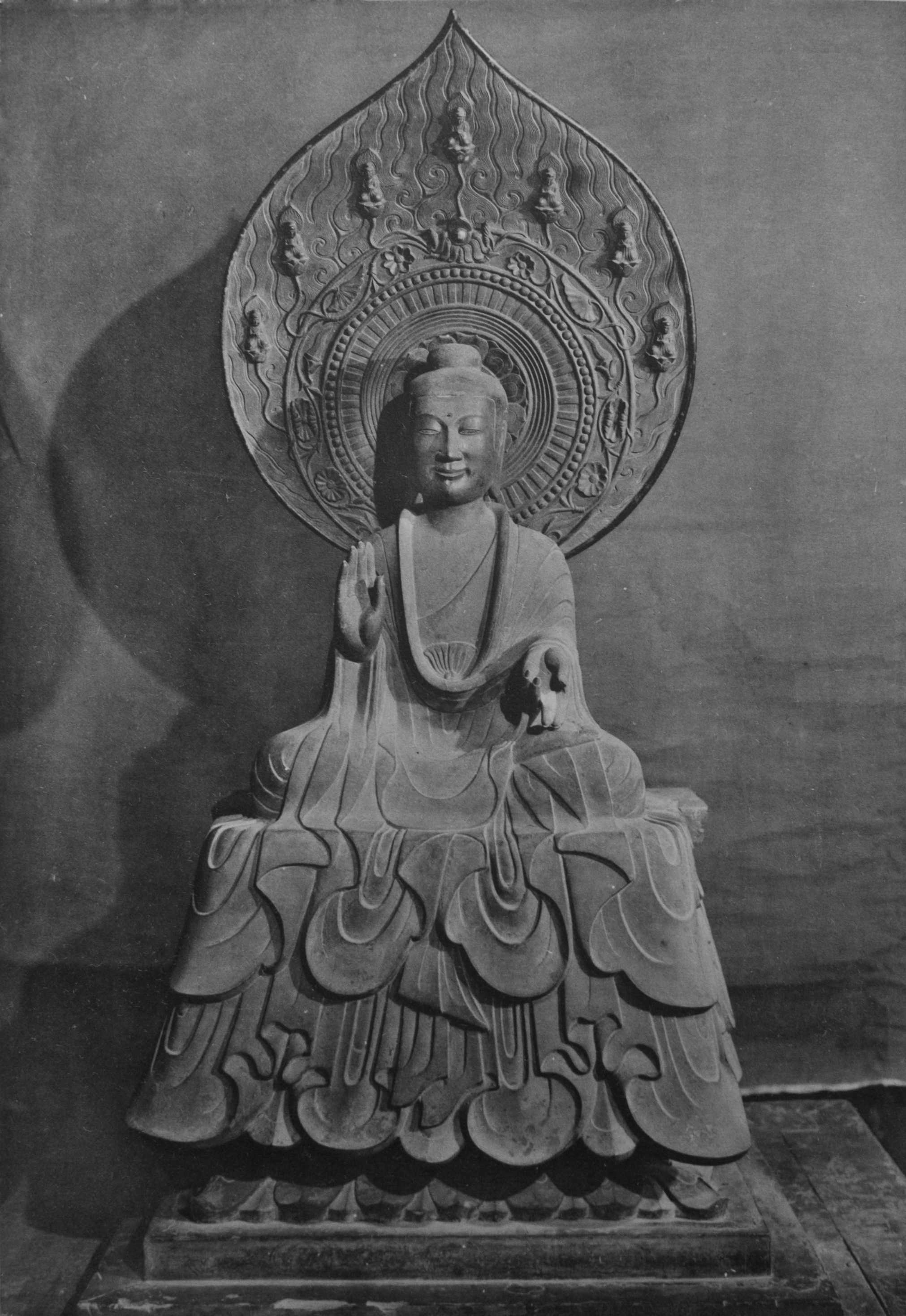
銅造薬師如来坐像（金堂）

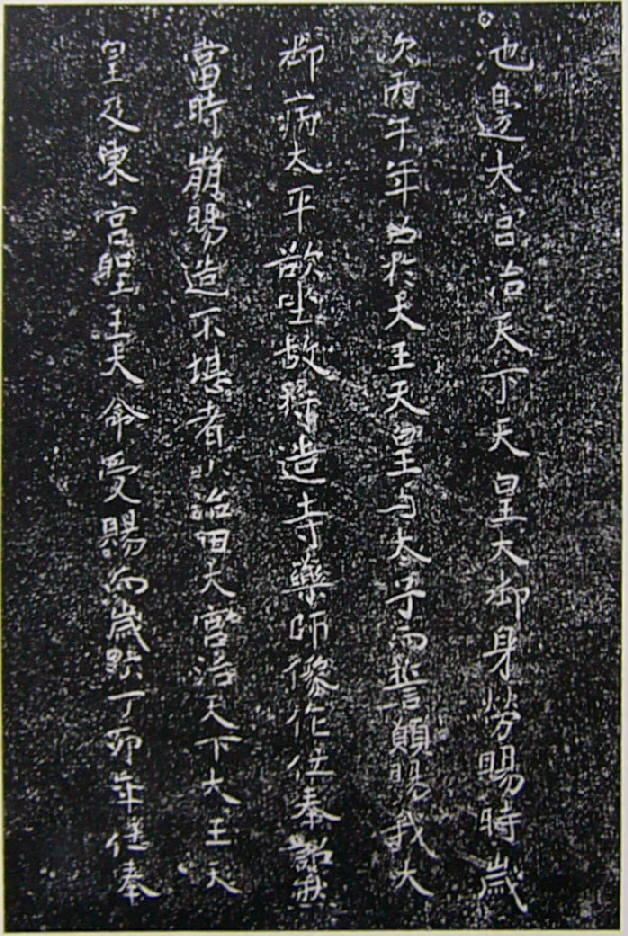
銅造薬師如来坐像（金堂）光背銘文

国宝。指定名称は「銅造薬師如来坐像」。金堂「東の間」本尊。光背に丁卯年（607年）、用明天皇のために作った旨の造像銘があり、これを信じれば、金堂「中の間」の釈迦三尊像よりも古い、法隆寺創建の根本にかかわる像ということになるが、後述のとおり、この像及び光背銘を文字通り607年の作とすることには疑義がもたれている。内陣東側、木造二重の箱形台座（その形状から宣字形台座と称する）の上に安置され、宝珠形の光背を負う。銅造鍍金で像高は63.8センチ。施無畏与願印を結んで坐す如来像で、服制は僧祇支（下衣）の上に大衣を通肩に着し、胸前に僧祇支の線が斜めに見えている。腹前に見えるのは僧祇支の紐の結び目である。作風・技法から、実際の制作は7世紀後半に下るとみられる。かつて、本像の左右には1体ずつの菩薩像（寺伝名称は日光菩薩・月光菩薩）が置かれ、「薬師三尊像」として安置されていた。しかし、これらの菩薩像は薬師像とは作風が異なり、本来の一具でないことは明らかである。伝日光菩薩・月光菩薩像は現在は境内の大宝蔵院に移されている。
本像は全体的に中の間の釈迦像と似ているが、異なる点も多い。台座前面に大衣と裳の裾を長く垂らして裳懸座とする点は釈迦像と共通するが、裳懸座の左右両端は、釈迦像のそれが勢いよく反り返っているのに対し、本像のそれは反りが控えめである。面相も釈迦像に比して本像の方が丸顔であるなど、全体に時代の下る要素が多い。『昭和資財帳』作成時の調査所見によると、釈迦像の像内には鋳造時に溶銅が回りきらなかった箇所に鋳掛けをした跡が3か所に見られるのに対し、本像の像内には鋳掛けはみられず、技法的に進歩が見られるという。型持の処理については、釈迦像では鋳掛けと象嵌を併用しているが、本像では象嵌のみで処理されている。本像の光背は、中央の蓮華文をめぐって、重圏文帯、輻状文帯、連珠文帯、蓮華唐草文帯があり、これらの外側は火焔文に化仏7体を配す。釈迦三尊像の光背では各文様の区画は厳密に区切られているのに対し、薬師像光背の唐草は区画を超えて伸び、前述の化仏7体は蓮華唐草文帯から伸びた茎の上の蓮座に乗っている。また、釈迦三尊像光背には見られない半開の荷葉（蓮葉）文や、唐草の蔓が文様の区画線に絡み付く表現など、新しい要素が見られる。こうした作風や技法の面に加え、光背裏面の銘文にも推古朝の作文とは考えがたい部分がある。
以下に光背裏面の銘文の読み下しを示す（読み方には諸説ある）。
池辺（いけのべ）の大宮に天（あめ）の下治（しら）しめしし天皇（すめらみこと＝用明天皇）、大御身（おほみみ）労（いたつ）き賜ひし時、歳（ほし）は丙午に次（やど）りし年に大王天皇（おほきみのすめらみこと＝推古天皇）と太子（みこ＝聖徳太子）を召して誓願し賜はく、「我が大御病（おほみやまひ）太平（たいら）きなんと欲（おもほ）し坐（ま）す、故（かれ）、将に寺を造り薬師像を作り仕え奉らんとす」と詔（の）りたまひき、然れども当時（そのかみ）に崩（さ）り賜ひて、造り堪（あ）えざれば、小治田大宮に天の下治しめしし大王天皇（推古天皇）及び東宮聖王（聖徳太子）は大命（おほみこと）を受け賜はりて、歳は丁卯に次りし年（推古15年）に仕え奉りき。
大意
用明天皇は病気になり、丙午年（586年）、推古天皇と聖徳太子を召して、「わが病気平癒のために寺と薬師像を造りたいと思う」と言った。しかし、所願を果たせずに天皇が崩御したので、推古天皇と聖徳太子は遺命にしたがい、丁卯年（607年）に寺と薬師像を造った。
上記銘文の内容を文字通りに受け取れば、本像は607年の制作ということになるが、福山敏男は1935年の論文において、薬師如来像光背銘（以下「薬師銘」という）は推古朝（6世紀末から7世紀初）の作成ではありえず、天武朝後半以降、天平以前（7世紀末から8世紀初）に、坂田寺の縁起を模して作成されたものだとした。福山説の主たる根拠は、「天皇」の呼称の使用は大化（645 - 650年）以降であり、推古朝には用いられていなかったこと、日本における薬師信仰は天武朝（673年 - ）以降に広まったものであることなどである。大橋一章は、舒明天皇11年（639年）建立の百済大寺（大安寺の前身）が日本最初の勅願寺であるとしたうえで、用明天皇の時代に勅願寺の建立はありえず、この点だけでも、薬師銘の信憑性を疑うには十分だとしている。薬師銘が何の目的で作文されたのかについて、大西修也は次のように論じている。(1) 670年の火災後、再建を図っていた法隆寺では、国家や皇室からの支援を得るべく、同寺が創建当初から天皇発願の勅願寺であったかのような銘文を創作した。それが薬師銘である。(2) 薬師銘は飛鳥寺の縁起をモデルにして作成された。飛鳥寺の縁起をモデルにしたのは、同寺がもともと蘇我氏の私寺として出発したものでありながら、官寺に準ずる扱いを受けていたので、これに倣おうとしたためである。(3) 飛鳥寺の縁起をモデルにしつつ、飛鳥寺よりも発願の時期や仏像の完成時期が古い縁起を創作し、縁起のいわば「格上げ」を図った。具体的には、飛鳥寺の建立が用明2年（587年）、蘇我馬子の発願によるのに対し、薬師像の発願は1年古い用明元年（586年）とされており、飛鳥寺本尊が推古17年（609年）完成（『元興寺縁起』）であるのに対し、薬師像の完成は推古15年（607年）とされている。
天武9年（680年）に「国の大寺である二、三の寺以外は官司が治めてはならない。ただし、食封を有する寺は官司が治めてもよいが、それも30年間を限度とする」という勅が出された。「国の大寺」とは、具体的には官寺である大官大寺（大安寺の前身）、川原寺、薬師寺とこれらに準ずる飛鳥寺を指し、法隆寺はここに含まれない。しかも、法隆寺については、この勅が出される前年の天武8年に、それまで300戸あった食封が停止されているので、「食封を有する寺」にも当たらず、国家からの財政援助を期待することはできなくなってしまった。大橋一章は、前述の大西修也説を踏まえた上で、再建資金集めに苦慮していた法隆寺は「日本仏教の祖である聖徳太子信仰の寺」として再出発することで生き残りを図ったとする。すなわち、再建法隆寺の金堂には太子ゆかりの銘文を有する釈迦像を本尊に据え、「用明天皇発願」の薬師像は用済みとなったので、釈迦像の脇仏のような形で安置されることになったということである。
本像の木造台座は台脚部の上に箱形を2段に積み上げた形のものである。下段の箱形（下座）に比し、上段の箱形（上座）は一回り小さくなっている。下座の上下にそれぞれ請花（うけばな）と反花（かえりばな、いずれも蓮弁形の装飾）、上座の下に反花がある。材質は請花と反花がクスノキ材、他の部分がヒノキ材である。上座・下座の四面にはそれぞれ彩色の絵画がある。これらの絵画は現状では剥落が激しく、肉眼では図様を確認することはほとんど不可能であるが、山岳、樹木、飛天、四天王などが描かれ、全体としては須弥山世界を表すものと考えられている。下座正面は山岳と2体の飛天が描かれ、背面は山岳とともに2人の人物が描かれている。側面は左右とも2体ずつの天部像を描き、合せて四天王を表したものと思われる。上座は4面とも山岳を描き、正面には下座と同様、2体の飛天を描く。上座と下座は同時の制作ではなく、上座の方が年代が下るとみられる。修理時に下座内部から樹木と天人の墨画が発見されている。

### 古記録に見る金堂の仏像安置状況
天平19年（747年）作成の『法隆寺伽藍縁起并流記資財帳』（以下、『資財帳』と略称）の冒頭には当時の法隆寺の資財として「仏像21具・5躯・40張」の存在を記し、その内訳を列挙している。以下に『資財帳』の該当箇所を引用する。
- 合仏像弐十壱具 伍躯 肆拾張〔注：「肆」は「四」に同じ〕
- 金泥銅薬師像 壱具〔注：「金泥」は原文では「金埿」。以下も同じ〕
- （中略）
- 金泥銅釈迦像 壱具
- （中略）
- 金泥銅像 捌具〔注：「捌」は「八」に同じ〕
- 金泥押出銅像 参具
- 宮殿像 弐具 壱具金泥押出千仏像 一具金泥銅像
- 金泥灌仏像 壱具
- 金泥千仏像 壱具
- 金泥木造 参具 
  - 右人人請坐者
- 檀像 壱具 
  - 右養老三年歳次己未従唐請坐者
- 金泥雑仏像 伍躯 
  - 右人人請坐者
- 画仏像 肆拾張 廿七張人人請坐者
- 立釈迦仏像 壱張
- 立十弟子釈迦像 壱張
- 立薬師仏像 壱張
  - 右天平四年歳次壬申四月廿二日平城宮御宇 天皇請坐者
- 観世音菩薩像 捌張
  - 右天平四年歳次壬申四月廿二日平城宮御宇 天皇請坐者
- 合塔本肆面具𡓳 一具涅槃像土 一具弥勒仏像土 一具維摩詰像土 一具分舎利仏土〔注：「𡓳」は土偏に「聶」。〕 
  - 右和銅四年歳次辛亥寺造者
- 合金剛力士形 弐躯 在中門 
  - 右和銅四年歳次辛亥寺造者

上に引用のとおり、仏像には「一具」（一揃い）と数えるものと「一躯」と数えるものとがあり、「画仏像」は「一張」と数えている。「金泥銅薬師像 壱具」から「檀像 壱具」までの数を合計すると21具であり、冒頭の「仏像弐十壱具」の記載と一致している。したがって、別記されている中門の金剛力士像と五重塔内の塑像群（塔本肆面具）はこの「仏像弐十壱具」のうちに含まれないことは明らかであり、「仏像弐十壱具」とは金堂安置の仏像を指すとみられる。列挙されている仏像のうち、「押出銅像」とは、薄い銅板を立体的な型に乗せ、槌で叩いて打ち出したものである。「宮殿像」の「宮殿」（くうでん）とは厨子の意である。「宮殿像弐具」は、現存する玉虫厨子と橘夫人厨子を指すとするのが一般的な見方である。
承暦2年（1078年）の記録である『金堂仏像等目録』（『金堂日記』）によると、当時の金堂には釈迦像、薬師像以外にも多数の小仏像が安置されていた。これらの大部分は飛鳥の橘寺から移されたものであった。以下に同目録の主要部分を引用する。
- 一記録金銅仏像事
- 合
- 中尊金銅等身釈迦像一体 有脇士二体
- 東壇同三尺釈迦三尊〔ママ〕
- 西壇小仏十八体　之中一体橘寺仏
- 後東厨子 堂内金銅小仏三尊
- 西厨子 同阿弥陀三尊
- 中大厨子
- 上階奉安小仏肆拾陸体
  - 之中木仏一体又奉加納灌仏三体　但一体無頭
- 下階橘寺小仏肆拾肆体
  - 奉加納本仏〔「木仏」の誤写か〕八体抑橘寺仏本数四十九体也一体顕奉坐西小壇上有銘（以下略）

冒頭に「一記録金銅仏像事」とあるとおり、これは金銅仏の目録で、木彫仏については「木仏」と注記されている。この目録では「東壇」（東の間）の仏像が「釈迦三尊」となっているが、これは「薬師三尊」の誤りで、4年後の永保2年（1082年）の目録では「薬師」に訂正されている。この目録によれば、11世紀末の時点の金堂内の状況は次のようであった。「西壇」（西の間）には、鎌倉時代以降は阿弥陀三尊像が安置されているが、当時（11世紀末）は「小仏18体」があった。堂内には「後東厨子」「西厨子」「中大厨子」という3つの厨子があった。このうち中大厨子は現存しない。他の2つについては、鎌倉時代の『聖徳太子伝私記』（仁治3年・1242年頃）に詳細な記録があり、それと照合すれば、「後東厨子」が現存する玉虫厨子、「西厨子」が現存する橘夫人厨子にそれぞれ該当することが明らかである。「中大厨子」は上下2層に分かれ、上の段には小仏46体があり、うち1体が木造（したがって、他の像は金銅）、他に釈迦の誕生仏が3体あるが、うち1体は頭部を欠く。厨子の下の段には飛鳥の橘寺から移された小仏44体があり、他に木造仏8体があった（「本仏」は「木仏」の誤写と解釈されている）。橘寺から移された仏像はもとは49体あった。以上のように、11世紀末の金堂には100体以上の小仏像があった。
法隆寺には明治時代初期までは多くの小金銅仏（銅造・金鍍金の小型の仏像）があった。「四十八体仏」と通称されるこれらの小金銅仏は1878年（明治11年）、当時の皇室に献納され、現在は東京国立博物館の法隆寺宝物館に保管されている。「四十八体仏」のうちには、上記目録に記載の「小仏」の一部が含まれているものと推定される。
現在、金堂内陣の須弥壇上には中央に釈迦三尊像、東に薬師如来像、西に阿弥陀三尊像を安置する。このほか、釈迦三尊像の左右に毘沙門天及び吉祥天像が立ち、須弥壇四隅に四天王像が立つ。『法隆寺大鏡』第一冊（1937年）によると、昭和戦前期の金堂には上述の諸仏のほか、玉虫厨子、橘夫人厨子（阿弥陀三尊像）、観音菩薩立像（百済観音）（以上国宝）、聖観音立像2躯、弥勒菩薩半跏像、普賢延命菩薩坐像（以上重要文化財）が安置されていたことがわかる。玉虫厨子以下の厨子や仏像は、1941年に大宝蔵殿が完成してからは、そちらへ移された。その後、昭和期には金堂北面には地蔵菩薩立像（国宝）と塑造吉祥天立像（重要文化財）が安置されていたが、これら2躯は大宝蔵院（上記大宝蔵殿とは別の建物）の完成後はそちらに移されている。

### 阿弥陀三尊像
金堂西の間本尊。中尊と左脇侍（観音菩薩）は銅造阿弥陀如来及び脇侍像 2躯 康勝作（金堂安置）として重要文化財に指定。鎌倉時代の作。像高は中尊64.6センチ、左脇侍55.4センチ。右脇侍（勢至菩薩）は1994年の補作。光背裏の銘文によれば、当初の像が承徳年間（11世紀末）に盗難に遭い、台座だけがむなしく残されていたため、寛喜3年（1231年）からこの像を造り始め、翌貞永元年（1232年）に開眼供養されたという。原型の作者は康勝、鋳工は平国友である。康勝は運慶の四男の仏師で、本像以外の現存作品としては六波羅蜜寺の空也上人像、東寺御影堂の弘法大師像などがある。阿弥陀像の服制、裳懸座や光背のデザインなどは金堂東の間の薬師如来像と似ており、康勝が飛鳥時代の様式を模して作った復古作である。とはいえ、中尊の面相の実人に近い写実的表現は鎌倉時代風であり、時代の差が歴然と現れている。中尊の印相はいわゆる阿弥陀の定印（じょういん、腹前で両手を組む）だが、これは両界曼荼羅中の阿弥陀像にみられる密教系の印相で、飛鳥時代にはみられないものである。両脇侍のうち、左脇侍像（観音菩薩）は阿弥陀像と一具の作であるが、右脇侍像（勢至菩薩）は明治時代初期に寺外に流出し、右脇侍の立つ位置には、全く別の観音菩薩像（奈良時代の作）が置かれていた。本来の右脇侍像は長年所在不明であったが、パリのギメ美術館の収蔵庫に保管されていたことが1989年に判明。翌年、仏像研究者の久野健によって法隆寺西の間阿弥陀如来の脇侍像と確認された。1994年の「国宝法隆寺展」ではギメの勢至菩薩像が日本へ里帰りし、三尊揃っての展示が実現した。現在金堂阿弥陀如来の右脇侍として安置されているのは、ギメの勢至菩薩像を模して1994年に新たに鋳造された像である。両脇侍像は、もと金堂「東の間」薬師如来の脇侍として安置されていた2体の菩薩像（現在は大宝蔵院へ移動）と着衣や装身具の形式が似ており、古像を範とした模古作である。
以上のように、阿弥陀三尊像自体は鎌倉時代の作だが、その下にある木造台座は、その一部が飛鳥時代のものである。この台座は、金堂「中の間」釈迦三尊像台座や「東の間」薬師如来像台座と同形式で、台脚部の上に箱形を2段に積み上げた形のものである。下段の箱形（下座）に比し、上段の箱形（上座）は一回り小さくなっている。このうち、下座のみが飛鳥時代の作で、上座は鎌倉時代に追加された。下座は請花と反花がクスノキ材で、他の部分がヒノキ材。上座は反花も含めすべてヒノキ材である。上座・下座の四面にはそれぞれ彩色の絵画がある。下座の絵画は現状では剥落が激しく、肉眼では図様を確認することはほとんど不可能であるが、山岳、樹木、飛天、四天王などが描かれ、全体としては須弥山世界を表すものと考えられている。下座正面は山岳と2体の飛天が描かれ、背面は山岳を描く。側面は左右とも2体ずつの天部像を描き、合せて四天王を表したものと思われる。上座の絵画は下座と作風がまったく異なる、鎌倉時代の作品である。上座正面は補陀落浄土図、背面は五台山文殊図、東側面は霊鷲山図を描く。西側面の図は、雲上に黒衣の僧が乗り、合掌する姿が描かれている。僧が西方極楽浄土へ向かうところを描いたものであるが、通常の「来迎図」と異なって図中には来迎する阿弥陀如来の姿は描かれておらず、この僧は自力で台座上の阿弥陀如来のもとへ向かっているものと解釈されている。
以上のように、金堂「西の間」の木造台座は下座部分が飛鳥時代のものであり、「西の間」天井から下がる木造天蓋も飛鳥時代の作である。しかし、西の間に当初どのような仏像が安置されていたのかは定かでない。鎌倉時代の『聖徳太子伝私記』（顕真著）は、「金堂西の間にもとあった阿弥陀三尊像は聖徳太子が自身と母と妃とのために作らせたものであった」と明記している。しかし、金堂西の間にそのような阿弥陀三尊像が安置されていたということは、古い記録では確認できない。天平19年（747年）の『資財帳』には、「東の間」薬師像と「中の間」釈迦像は明記されているが、阿弥陀像についての記載はない。また、平安時代（11世紀末）の記録である『金堂仏像等目録』によれば、当時金堂西壇（西の間）に安置されていたのは阿弥陀三尊ではなく、「小仏18体」であった。前述のとおり、阿弥陀三尊像の光背銘には、「承徳年間（11世紀末）に盗賊が入った」との記載があるが、盗まれたものについては「仏像」とあるのみで、「阿弥陀三尊」と明記はされていない。また、当該盗難事件については、法隆寺の他の記録では確認できない。
「西の間」の台座下座の天板上面は黒漆塗とするが、その中央に円形に黒漆を塗り残した部分（径64センチ）があることが、『昭和資財帳』作成時の調査によって判明した。これは、当初は下座天板の上に何かの像が乗っており、その像の台座に隠れて見えなくなる部分を円形に塗り残したものと考えられる。法隆寺の近くにある中宮寺の菩薩半跏像の台座径がこの塗り残しの大きさに近いことから、「金堂西の間には中宮寺菩薩像が安置されていた」との説がNHKのテレビ番組で紹介されたことがある。しかし、これは事実誤認であることが西川杏太郎によって明らかにされた。中宮寺菩薩像は、榻座（とうざ）という円筒状の台座に腰掛けており、その径は前述の黒漆の塗り残しの径に近い。しかし、榻座の下にはさらに一回り大きい反花座と框座があり、下框の径は107.7センチで、大きさがまったく異なっている。大橋一章は2006年の論文で、この天板上には法隆寺夢殿本尊の救世観音像が安置されていたのではないかとの説を提出している。大橋によれば、救世観音像の台座下框の径は74センチで、前述の黒漆の塗り残しの大きさに近い。また、救世観音像は聖徳太子の等身像と伝承されていることから、太子信仰の寺である法隆寺の金堂に安置する像としてふさわしく、ある時期から金堂「西の間」本尊が不在となっている理由も、救世観音像が夢殿に移されたことで説明がつくという。

### 天蓋
木造天蓋 3基として2020年、彫刻部門の国宝に指定。飛鳥時代および鎌倉時代。金堂の「中の間」釈迦三尊、「東の間」薬師如来、「西の間」阿弥陀三尊のそれぞれ頭上の天井から吊り下げられている。3基のうち「中の間」分と「西の間」分は飛鳥時代、「東の間」分は鎌倉時代の作である。中天蓋は幅275センチ、奥行246センチ、西天蓋は幅242センチ、奥行217センチ。以下、飛鳥時代の作である中天蓋と西天蓋について説明する。両天蓋はヒノキ材製、長方形の箱形で、屋根部とその下の側板部からなる。全体に彩色で各種の文様を描くほか、クスノキ材製の奏楽天人像と鳳凰像ならびに金銅透彫金具を取り付けて荘厳している。屋根部は寄棟屋根形の上と下とに、「吹返板」と称する斜めに張り出した板を設ける。吹返板の外面には忍冬唐草文を彩画する。屋根部の下に位置する側板部は、外面に上から連珠文、2段の鱗形文を彩色で描き、その下は逆三角形を水平方向に連ね、その間隙（上向きの三角形）には垂幕形に彫りを入れている。各天蓋の内面は格子天井を張り、各格子内に蓮華文を描く。その下の支輪（天井とその下の壁面を斜めにつなぐ部分）は各区画に蓮茎を描く。その下、側板の裏面にあたる部分は上部に山岳文を描き、その下は垂幕形に彫りを入れる。側板の下には木製の玉を針金で連ねた垂飾があり、その最下部には鈴形の金具を吊る。この垂飾部は補修が多い。両天蓋には奏楽天人像各24体、鳳凰像各14体、金銅透彫金具（中天蓋は14枚、西天蓋は4枚）が取り付けられていたが、これらの一部は失われ、一部は取り外されて別途保管されている。奏楽天人像は、中・西の各天蓋の、上の吹返板に10体、下の吹返板に14体ずつ取り付けられ、計48体あったはずだが、『奈良六大寺大観 法隆寺二』によれば、現存するものは、後世誤って東天蓋に取り付けられたものを含めて38体である。いずれも飛鳥時代後期（白鳳期）の仏像の表現に通じる童子形の像である。各像が奏でる楽器は琵琶、鈸子（ばっし、シンバル状の楽器）、細腰鼓（さいようこ）、横笛、縦笛の5種である。各天人像の光背は、木造透彫の破損しやすいものであったため、その大部分は後補で、当初の光背が残るのは6体のみである。鳳凰像は各天蓋の側板外面に14体ずつ取り付けられ、計28体あったはずだが、現存するのは24体である。中天蓋では下の吹返板に、天人像と互い違いに蓮弁形の金銅透彫金具14枚が取り付けられていたが、西天蓋では四隅に計4枚の金具を取り付けるのみであった。中天蓋の金銅透彫金具はそれぞれデザインの異なる3種類に分類され、14枚中の8枚が現存する。西天蓋では4枚中の3枚の金具が現存する。
東天蓋は屋根上の銘文から天福元年（1233年）の作であることが明らかである。全体の構造、デザインは中天蓋・西天蓋とほぼ同じである。奏楽天人像は下の吹返板のみに取り付けられ、14体中の10体が残っている。鳳凰像は14体中の10体が残る。中・西天蓋に取り付けられていた金銅透彫金具は、東天蓋ではすべて省略されている。

### 四天王像

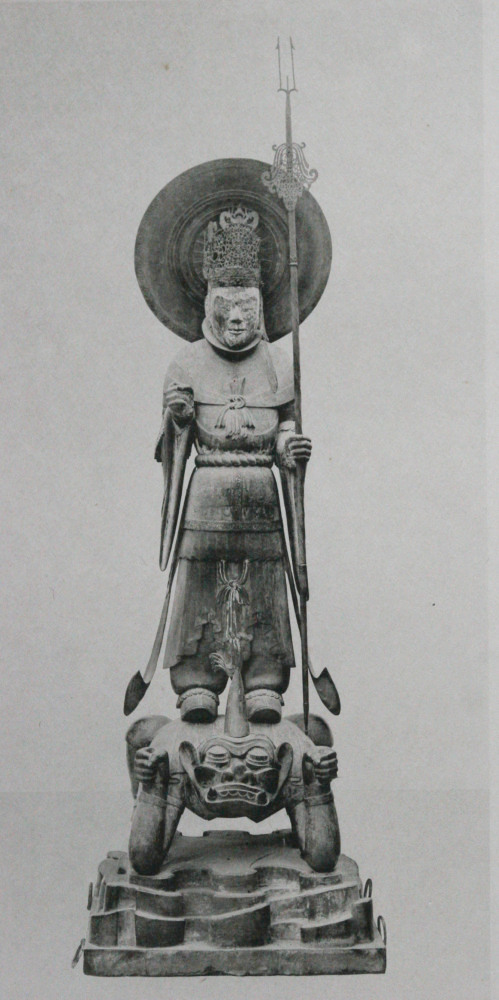
木造四天王立像のうち増長天（金堂）

木造四天王立像として国宝に指定。飛鳥時代。金堂安置。現存する日本最古の四天王像である。像高は持国天133.3センチ、増長天134.9センチ、広目天133.3センチ、多聞天134.3センチ。なお、戦前の資料では、現・持国天像を増長天、現・増長天像を持国天とするものがある。須弥壇の南東に持国天、南西に増長天、北西に広目天、北東に多聞天が立つ点は、他寺院の四天王と同様である。ただし、他寺院の四天王は4躯とも正面向きに安置されるのが通例だが、法隆寺金堂の場合は後方に位置する広目天と多聞天の2躯が外向き（広目天は西向き、多聞天は東向き）に安置されている。各像はクスノキ材の一木造で、光背、台座もクスノキ材製である。本体は各像の手首から先（多聞天像は袖口から先）と、天衣の垂下部（腕から外側に垂れる部分）に別材を矧ぐほかは一材から彫成している。なお、天衣垂下部は広目天の右腕から垂れる分が当初のものであるほかは後補になる。後世の四天王像が怒りの表情を表し、足下で暴れる邪鬼を踏みつけるような動きのあるポーズを示すのに対し、法隆寺金堂四天王像はいずれも静かな表情で、両脚を揃えて直立し、足下の邪鬼も暴れる様子がない。よく見ると、邪鬼の四肢は手かせ足かせで拘束されており、暴れる心配がないので、四天王も静かに直立しているのだと解釈されている。各像の踏まえる邪鬼は顔つきが相互に異なっており、持国天の足下のそれは牛頭、増長天の足下のそれは一角をもつ。各像は円形の光背（頭光）を負う。この光背は各像の後頭部に金具で取り付けられている。各像は正面に引き合わせのある甲（よろい）を着用する。後世の四天王像が唐風の甲冑を着用するのに対し、本像の甲はより時代の古い六朝風のものである。腹部は太い紐で締め、肩には布を掛けてこれを正面側で結んでいる。腕の部分には手首までを覆う袖のほかに、細かい襞のある鰭袖（はたそで、ひれそで）と、長く垂れさがった広袖が見え、3枚の衣服を着ていることがわかる。下半身には足首で括る袴の上に裳を着用し、沓をはく。各像に当初の彩色と截金文様が残り、彩色には朱、丹、緑青、群青が用いられている。各像のポーズはほとんど同じだが、両手の持物（じもつ）が異なっている。持国天、増長天はともに左手に三叉戟（さんさげき）を持ち、右手に剣を持つ。多聞天は左手に三叉戟を持ち、右手は宝塔を捧持する。広目天のみ三叉戟を持たず、左手に巻物、右手に筆（各木製）を持つ。持国天と増長天が右手に持つ剣は明治時代の後補である。法隆寺には飛鳥時代の銅剣2口があり、これらが本来持国天・増長天像の持っていた剣であると伝えられている。うち、持国天像の剣は北斗七星の線刻文様があることから「七星剣」と通称される。広目天以外の3像が持つ戟は木製の棒に銅線を巻き付け、2か所に責金（せめがね）という金銅製の金具を巻く。調査の結果、多聞天の持つ戟の責金には、玉虫厨子と同様、タマムシの翅による装飾の痕跡が発見された。大江親通が嘉承元年（1106年）に南都の諸寺を巡拝した際の記録である『七大寺日記』には、「法隆寺金堂の四天王像は難波の四天王寺金堂の四天王像と同じ姿である」との記述がある。四天王寺像は現存しないが、図像集『別尊雑記』（仁和寺本）所収の「四天王寺金堂四天王像」の図像を見ると、各邪鬼は左前肢で戟の先端を支え、右前肢は剣の鞘を捧持している。法隆寺四天王像の場合、4体の邪鬼はいずれも両手の拳を掲げて、何かを支え持つような身振りをしているが、これらの邪鬼が戟の先端を支えることは、位置関係から見て不可能である。これは、邪鬼のポーズの示す意味が理解されずに、形だけが写されたことを意味している。
本四天王像については、当初から金堂に安置されていたとする説（便宜上、「当初安置説」とする）と、他所から移入されたものだとする説（便宜上、「後世移入説」とする）とがある。前述の『七大寺日記』の記述によれば、大江親通が法隆寺を参拝した1106年の時点で金堂に四天王像があったことが明らかであるが、四天王像のそれ以前の所在は明らかでない。後世移入説は、天平19年（747年）の『資財帳』に列挙されている「仏像二十一具五躯」の中に四天王像についての記載がないことをそのおもな根拠としている。一方、当初安置説を唱える研究者は、同じ『資財帳』の施入物について記載した部分には、銭と穀類の施入に関して「四天王分」という記載があることから、天平19年当時、法隆寺には四天王像があったはずであり、『資財帳』は「四天王」と書くべきところを1行書き漏らしたのではないかとする。これについては、次のような反論がある。(1)『資財帳』の「仏像二十一具五躯」という文言の後に列挙されている仏像を数えると正確に21躯5躯であって、1行分の脱落があったとは考えられない。(2) 列挙されている仏像には、具体的な像名を書かず、「金泥木造 三具」と書かれているものがあるが、金堂四天王像は「金泥」ではなく彩色像なので、これにも該当しない。なお、この「仏像二十一具五躯」はあくまでも当時金堂にあった仏像の数量を記したものであり、寺内の他の堂に四天王が安置されていた可能性は否定できない。したがって、前述の「四天王分」の記載は、金堂以外の他の堂にあった四天王の分である可能性がある。
広目天と多聞天の光背裏面にそれぞれ以下の刻銘がある。
（広目天）山口大口費上而次 / 木まら二人作　也〔「まら」の漢字は「門がまえ」に「午」〕
（多聞天）薬師徳保上而 / 鐵師まら古二人作　也〔「まら」の漢字は「司」の2画目以降を「手」に替えたもの〕
これは、広目天は「山口大口費」（やまぐちのおおぐちのあたい）を上位者として「木まら」と2人で造ったもの、多聞天は「薬師徳保」（くすしのとくほ）を上位者として「鐵師まら古」と2人で造ったものと解される。「山口大口費」は、『日本書紀』に白雉元年（650年）に千仏を刻んだ人物として言及される「漢山口直大口」（あやのやまぐちのあたいおおぐち）と同一人とするのが通説であり、本四天王像の制作年代も650年を大幅に前後しない時期と推定される。光背には上記刻銘のほか、持国天と多聞天の光背に「汙久皮臣」、広目天光背に「筆」、多聞天の光背に「薬師光」の針書文字がある。これらの文字は「銘」ではなく、製作時の覚書程度のものとみられている。持国天と多聞天の光背に見える人名は、かつては「片文皮臣」と読まれていたが、東野治之の研究により「汙久皮臣」（うくはのおみ）と読むのが妥当とされている。

### 毘沙門天・吉祥天像

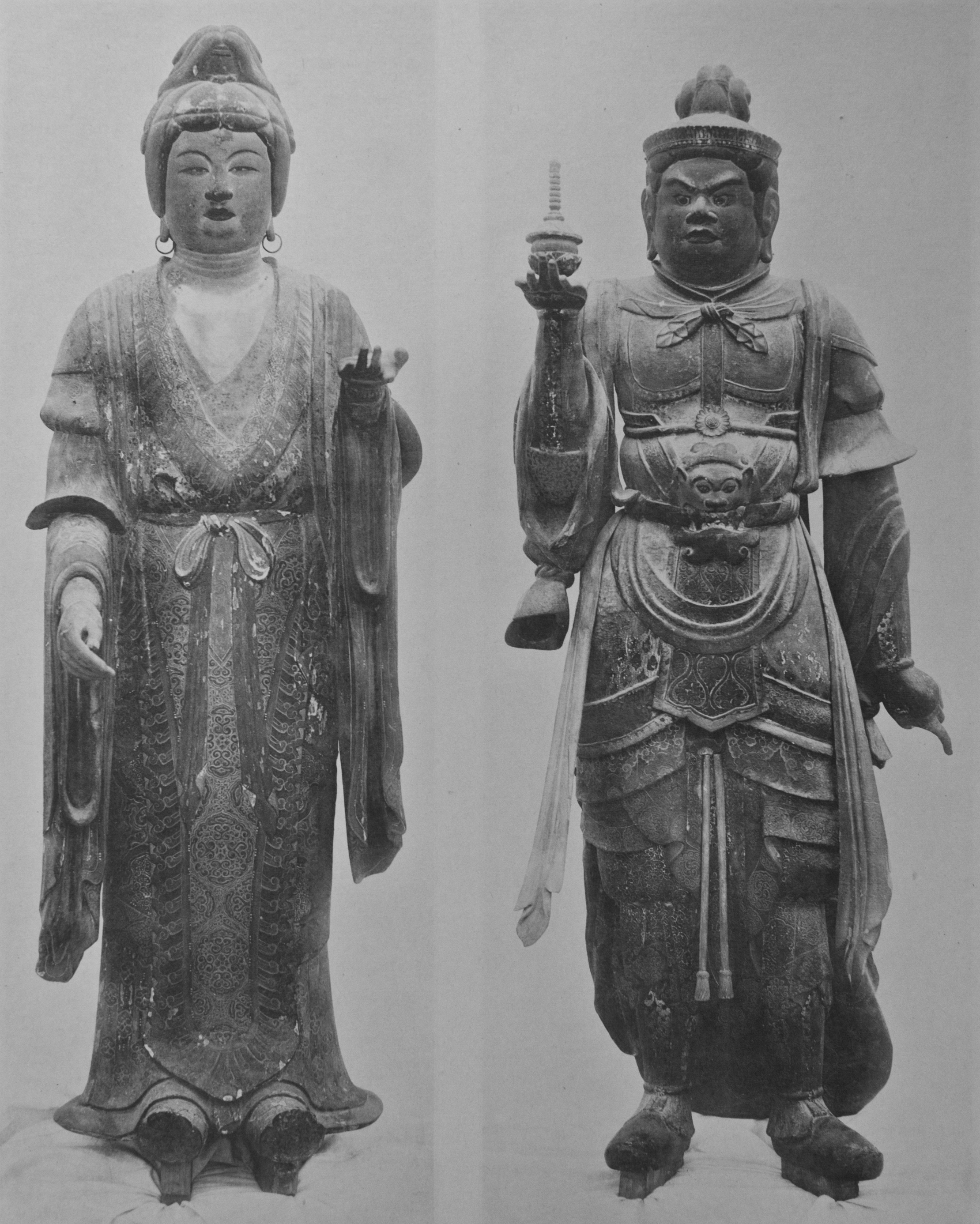
木造毘沙門天（右）・吉祥天立像（左）（金堂）

木造毘沙門天立像・吉祥天立像として国宝に指定。平安時代（1078年）。金堂本尊の釈迦三尊像の左（向かって右）に毘沙門天像が、右（向かって左）に吉祥天像が立つ。木造彩色で、像高は毘沙門天が123.2センチ、吉祥天が116.7センチ。仏（釈迦）の左右に毘沙門天と吉祥天を安置するのは『金光明最勝王経』の第六「四天王護国品」の所説による。本像の制作経緯は『金堂日記』という史料に記載があり、吉祥悔過会（きちじょうけかえ）の本尊として、承暦2年（1078年）に造像され開眼供養されたものであることがわかる。吉祥悔過会とは、五穀豊穣や天下泰平を祈る法会である。両像とも頭体の主要部をヒノキ材の一材から木取りし、前後に割り矧いで内刳を行う。毘沙門天は右手で宝塔を捧持し、左手は垂下して戟を逆手に持つ。ほぼ直立に近い穏やかな姿である、毘沙門天像は足下に邪鬼を踏まえるものが多いが、本像は邪鬼を伴わない。吉祥天は左手に宝珠を捧持し、右腕は肘を軽く曲げて垂下する。吉祥天像は、下げた右手の掌を開いて与願印とするものが多いが、本像は右手の指を軽く曲げている。各像の両肩から先は別材を矧ぎ、毘沙門天像はさらに右肘から先、裳や沓の端部などに別材を矧ぐ。両像とも表面は布貼り、錆下地に彩色と截金で仕上げる。ただし、截金の使用は控えめで彩色主体である。両像の着衣に見られる大型の花文は、箔押の上に彩色し、文様の輪郭を塗り残して下の箔を見せる技法によっている。

## 五重塔塑像群

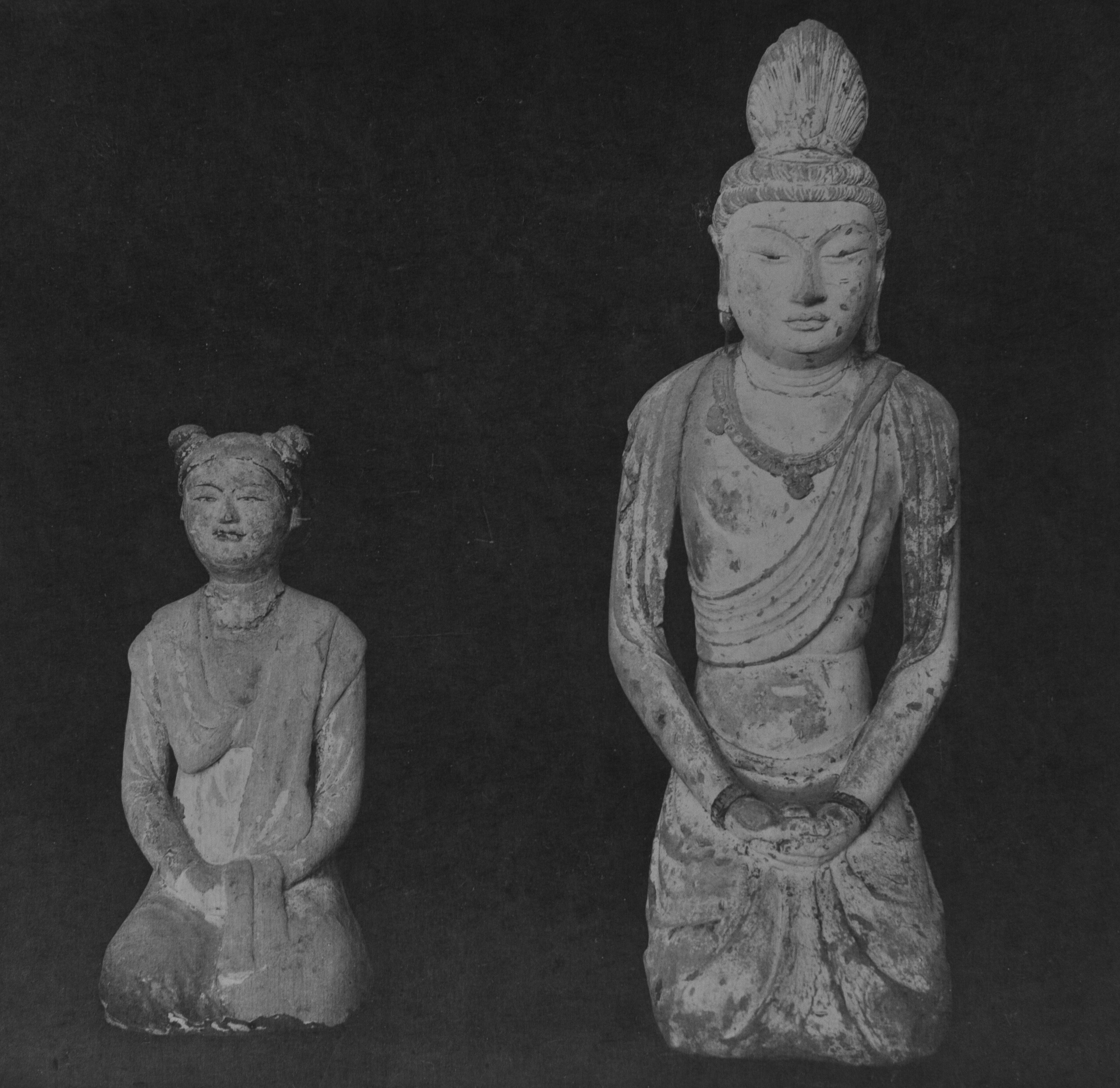
塔本四面具（五重塔初層安置塑像群）のうち東面の女子像（左）、北面の菩薩像（右）

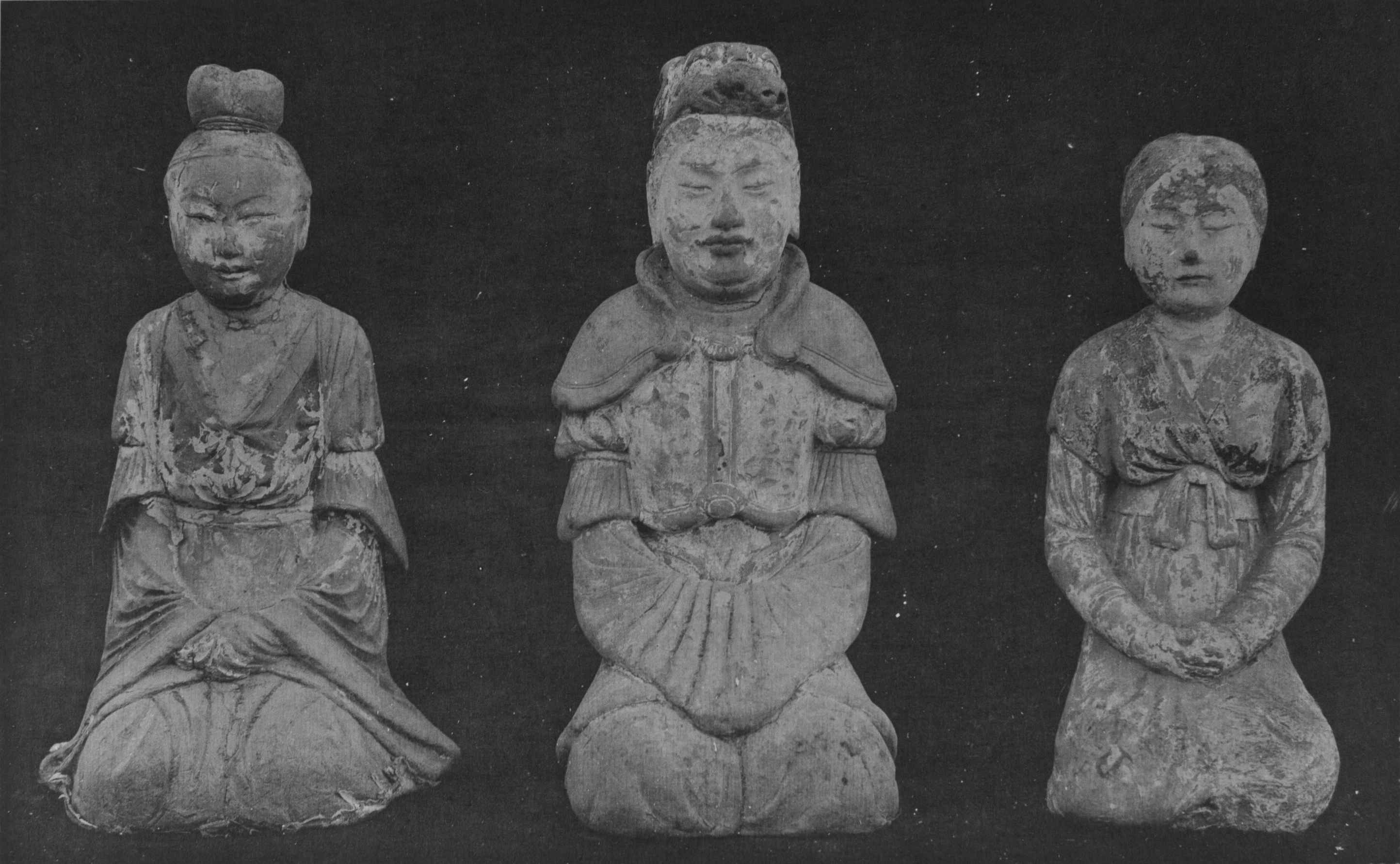
塔本四面具（五重塔初層安置塑像群）のうち北面の天部像（中央）、東面の女子像（左右）

国宝。奈良時代（711年）。五重塔の初層内部には多数の塑像が安置され、塑造塔本四面具（そぞうとうほんしめんぐ）として国宝に指定されている。一般拝観者は階段を上って塔の初層に近づくことはできるが、内部に入ることはできず、金網越しに遠くからの拝観となる。「塔本四面具」とは、天平19年（747年）の『資財帳』に見える名称である。『資財帳』には「合塔本肆面具𡓳」〔「𡓳」は土偏に「聶」〕の記載に続けて「一具涅槃像土 一具弥勒仏像土 一具維摩詰像土 一具分舎利仏土」「右和銅四年歳次辛亥寺造者」との注が付されている。土偏に「聶」の漢字は「ショウ」と読み、塑像の意である。「一具涅槃像土」以下は塑像群の表す場面内容を説明しており、これらの塑像群は和銅4年（711年）に完成したものであることがわかる。日本では、古代の塔の初層に塑像群を安置する例は他寺にもあったが、現存するのは法隆寺のものだけである。興福寺五重塔初層には四方四仏の浄土が塑像で表されていたが現存しない。薬師寺の東西両塔の初層には釈迦八相（釈迦の生涯の8つの重要な出来事）が塑像群で表されていたが、現在は一部塑像の断片や心木が残るのみである。
法隆寺五重塔の初層は、須弥壇上に、心柱とその周囲の四天柱を覆い隠すように塑土を盛り上げて壁を築き（これを中国では「塑壁」という）、山岳とその中の岩窟のような形を造っている。これを背景として、東西南北の4面に多数の塑像を配置し、仏教説話の場面を構成している。各面の主題は、北面が釈迦の涅槃の光景、西面が舎利（荼毘に付された釈迦の遺骨）の諸国への分与の光景、南面は弥勒仏の浄土、東面は『維摩経』に説く、維摩居士（維摩詰）と文殊菩薩の問答の場面である。以上の4場面に計90躯以上の塑像があり、後補の像を除いた80点（78躯2基）が国宝に指定されている。80点の内訳は、北面が32躯、西面が29躯と金棺1基、舎利塔1基、東面が16躯。南面はほとんどの像が後補で、弥勒仏像1躯のみが国宝になっている。五重塔の昭和修理時の所見では、創建当初は須弥壇が現状より狭かった。創建後しばらくして（50年以内という）、心柱の根元が腐朽したため修理が行われ、その際に須弥壇を改造して広げたものとみられる。この改造以前には現存する塑像をすべて配置するだけのスペースはなかったとみられ、一部の像は改造時に追加された可能性がある。
4面の塑像群の主題のうち、北・西面は釈迦の入滅と遺骨の分配に関わるものであり、南面は釈迦入滅後56億7千万年後に下生するとされる未来仏の弥勒を表したもので、これら3面の主題は時系列に沿ったものと考えられるが、東面の維摩と文殊の問答だけは異質の主題であり、これら4つの主題がどのような理由で選ばれ、全体として何を意味しているのかは明確でない。東面については、聖徳太子が維摩経義疏を著していることから特にこの主題が選ばれたとの説もある。
北面は中央に横たわる釈迦涅槃像を含め、計34躯の塑像を配置し、うち後補の2躯を除く32躯が国宝である。釈迦涅槃像の像長98.0センチ。その他の像は18.1–58.9センチ。中央手前にいて、釈迦の脈を取るのは医師の耆婆大臣（ぎばだいじん）である。釈迦の背後には菩薩像2体が坐す。その左右には僧形像、俗形像、天部像などが坐し、冷静な表情の者もいるが、大部分の者は釈迦の入滅を悲しんで悲痛な表情を見せ、袖を顔に当てる者、大口を開けて泣き叫ぶ者などもいる。なかでも、最前列の左右に並ぶ7体の羅漢像は両手で胸を叩く、天を仰ぐなど、激しい身振りと表情で悲しみをあらわにしている。これら7体の羅漢像は、誇張された表現が他の像と異質であることから、和銅4年当初の像ではなく、後に追加されたものとする説もある。国宝の32躯の内訳は、釈迦涅槃像1躯、菩薩像2躯、僧形像が最前列の羅漢7躯を含めて11躯、天部像が12躯、俗形男子像が耆婆大臣像を含め2躯、俗形女子像4躯となっている。うち、僧形像2躯、俗形女子像3躯の計5躯は、背景左右の山岳中腹から突き出た岩上に置かれている。天部像12躯のうち、三面六臂の阿修羅像と、獅子冠を被る乾闥婆（けんだつば）像以外は、像名の特定が困難である。12躯の中には、頭部が鳥（あるいは蛇、鼠とも）の形をした異形像3躯が含まれる。阿修羅像は著名な興福寺の同像より古い作例として注目される。
西面は『大般涅槃経』に説く分舎利（釈迦の遺骨の分配）にかかわる場面である。釈迦は入滅後、荼毘に付されたが、その後、諸国の王や部族が釈迦の遺骨（舎利）の分配を主張した。『大般涅槃経』によれば、ドーナという婆羅門の調停により、舎利は8つに分けられ、平等に分配されたという。西面の塑像群は、金棺、舎利塔と29躯の人物像からなり、これらは階段状に4段に配置されている。金棺の高さ25.6センチ、舎利塔の高さ37.3センチ、その他の像は17.1–39.7センチ。上段中央の金棺は蓋に雲文、身に葡萄唐草文を表し、その左右には官人の服装をした人物各1名が坐す。その一段下には八角形の傘蓋を有する舎利塔を置く。これは日本最古の舎利塔の遺品として貴重なものである。その左右には僧形像2躯ずつが坐す。その下の段は左右に俗形の男女像計9躯（官人2、俗形男子2、俗形女子5）を置く。さらに一段下がった最前列は、左右に各7躯、計14躯の小像（僧形1、俗形男子3、俗形女子10）を横一列に並べるが、これらの像はもとからここにあったものではなく、五重塔の各面にあった塑像を寄せ集めたものである。鎌倉時代の『古今目録抄』によれば、西面には他に荼毘の炎が表され、薪を運ぶ人物2人がいると記されているが、今それらの像は失われている。
南面は弥勒仏の倚像（腰かけた形の像）を中心に、左右に菩薩半跏像、その一段下に一対の神王像、最下段には文殊菩薩騎獅像を中心に、狛犬一対、力士像一対、天部像一対を配す。弥勒仏の像高81.0センチ（座高55.4センチ）。弥勒仏以外は後補で、国宝指定対象外である。
東面は、『維摩経』に説く、病身の維摩居士（維摩詰）が見舞いに訪れた文殊菩薩と問答を繰り広げる場面を表したもの。像高は維摩像45.2センチ、文殊像52.4センチ、その他が28.2–45.0センチ。塑像は階段状に3段に配置されている。上段には向かって左に維摩、右に文殊が坐し対面する。維摩と文殊の背後にはそれぞれ1躯の菩薩が随侍する。中段と下段は、中央の通路を挟んで左右に3躯ずつ、計12躯の俗形の男女（女子10、男子2）が坐す。このほか、左右の山岳から発する雲の上にいくつかの像がある。向かって左方の雲上には散華する菩薩像、右方の雲上には香飯を運ぶ菩薩像、左方と右方のそれぞれに牀座（しょうざ、腰掛）を運ぶ獅子像が表されているが、これらはいずれも『維摩経』中のエピソードを視覚化したものである。
塑像の制作方法はおおむね次のとおりである。ヒノキ製の底板の上に心木を立て、これに縄を巻いて芯にする。指などの細い部分には銅線などを芯にする。これに荒土、中塗土、仕上土の順で粘土を塗り重ねて仕上げる。塑像群のうち、東面の文殊菩薩像などには中国の唐様式の影響がうかがわれる。俗形の女子像のなかには唐時代の俑（墓に副葬した人物像）に似たものがあり、唐代美術の影響が強く感じられる。また、仏教美術史家の宮治昭によれば、北面に涅槃浄土、南面に弥勒仏を配する構成は、シルクロードのキジル石窟との共通性が指摘されている。

## 中門仁王像
塑造金剛力士立像（吽形体部木造）2躯
重要文化財。奈良時代（711年）。中門安置。像高は阿形（あぎょう）379.9センチ、吽形（うんぎょう）378.5センチ。『資財帳』の記載から、五重塔の塑像群と同じ和銅4年（711年）の完成とわかる。日本の金剛力士（仁王）像としては、長谷寺の銅板法華説相図（686年または698年）に表されているものに次いで古い。門内の向かって右に朱色の阿形像、左に黒色の吽形像が立つ。安置場所が長年外気にさらされる環境にあったため、各像とも補修が多い。本来は塑造だが、重要文化財指定名称に「吽形体部木造」とあるとおり、吽形像は16世紀の修理で大部分が木造に替わってしまっている。阿形像は比較的当初の部分を残していると思われていたが、修理時の調査の結果、奈良時代末期頃に大幅に造り替えられていることが判明。むしろ、吽形像の木造に替わっていない部分（頭部、右手、背部、腰）の方に当初の形が残っていることがわかった。吽形像には足枘があるが、阿形像の方にはない。このため、足枘ではなく吊金具を用いて像を支えていたものと推定される。

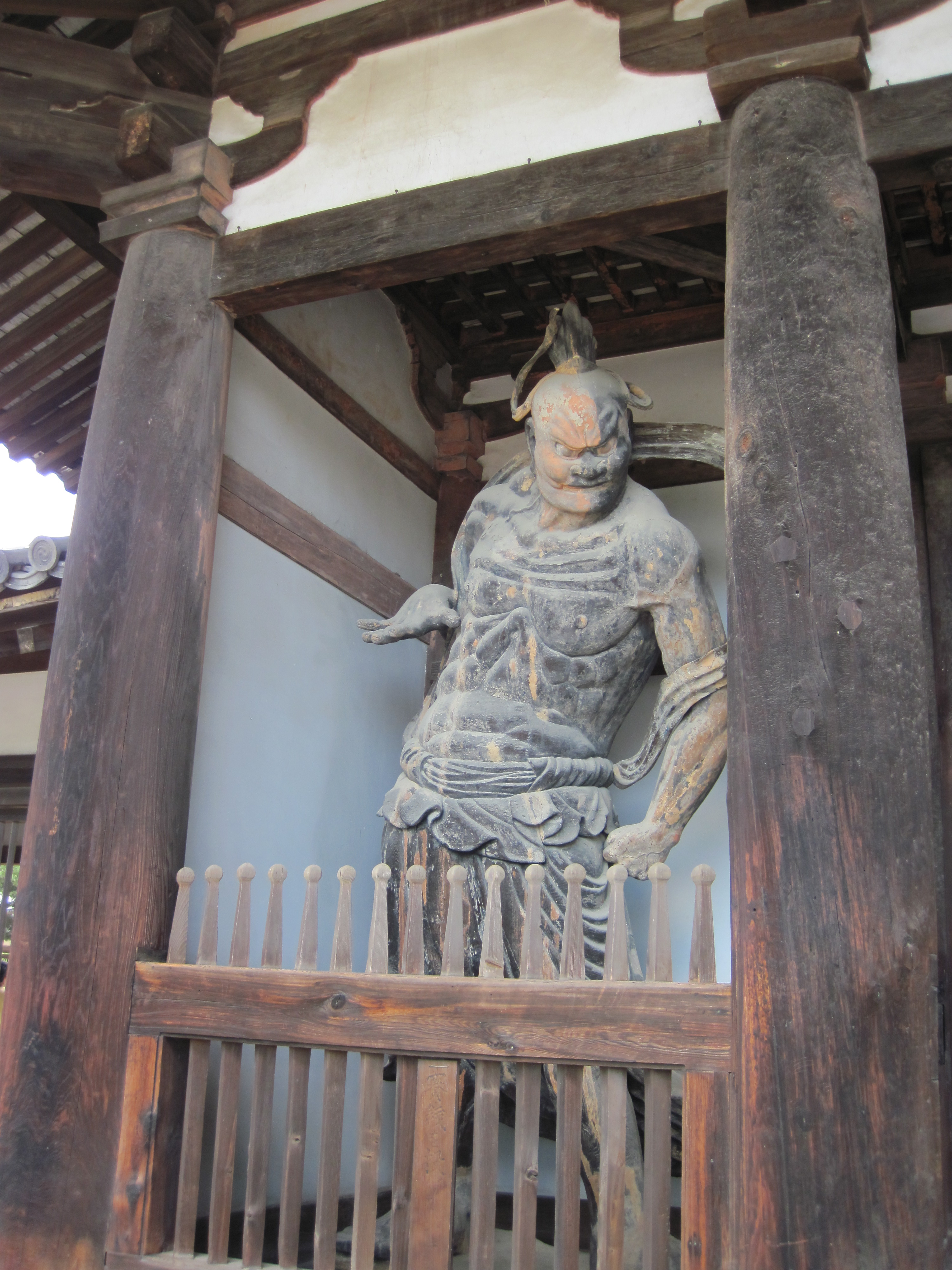
木造金剛力士立像（吽形、中門安置）
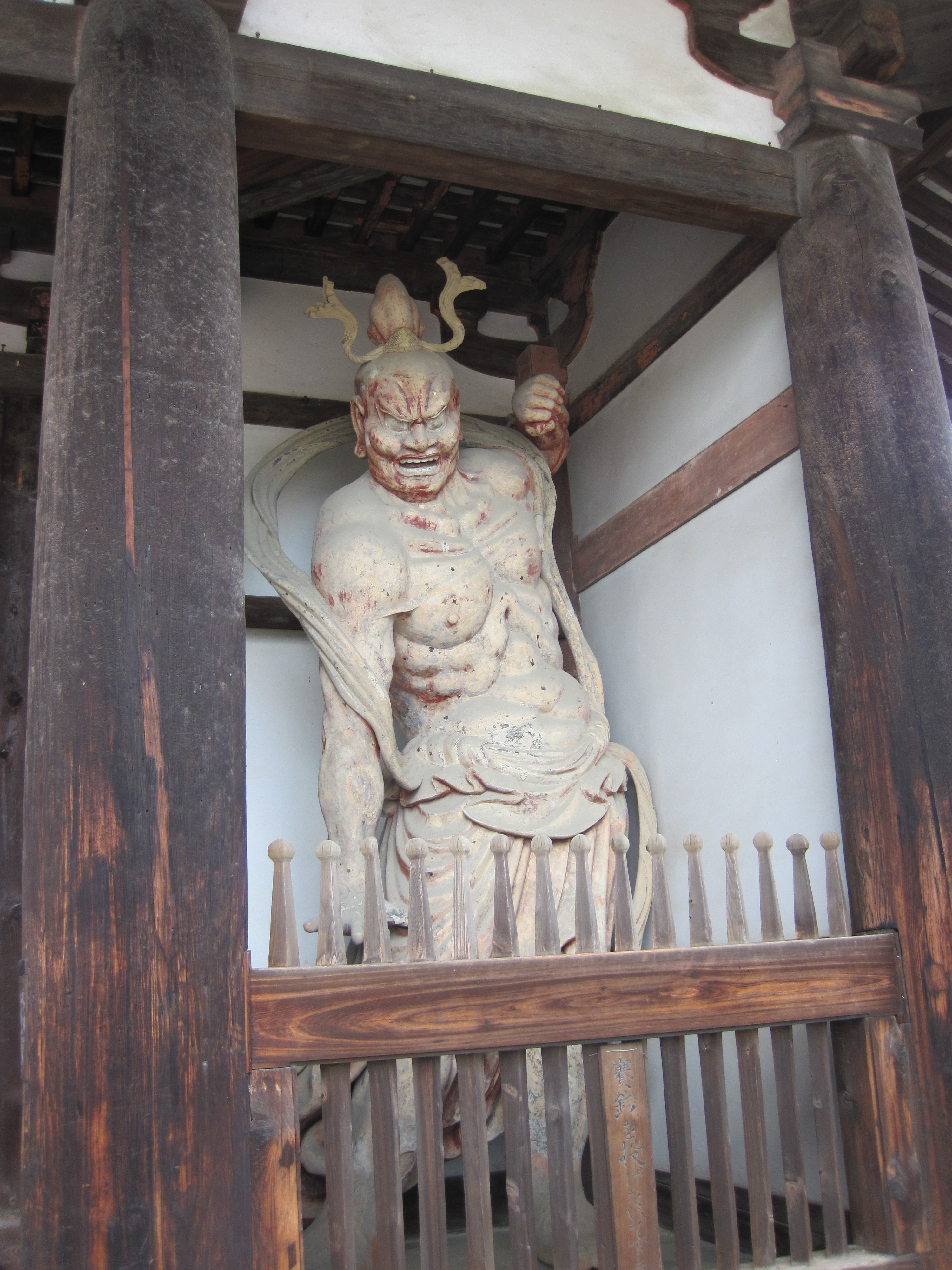
木造金剛力士立像（阿形、中門安置）
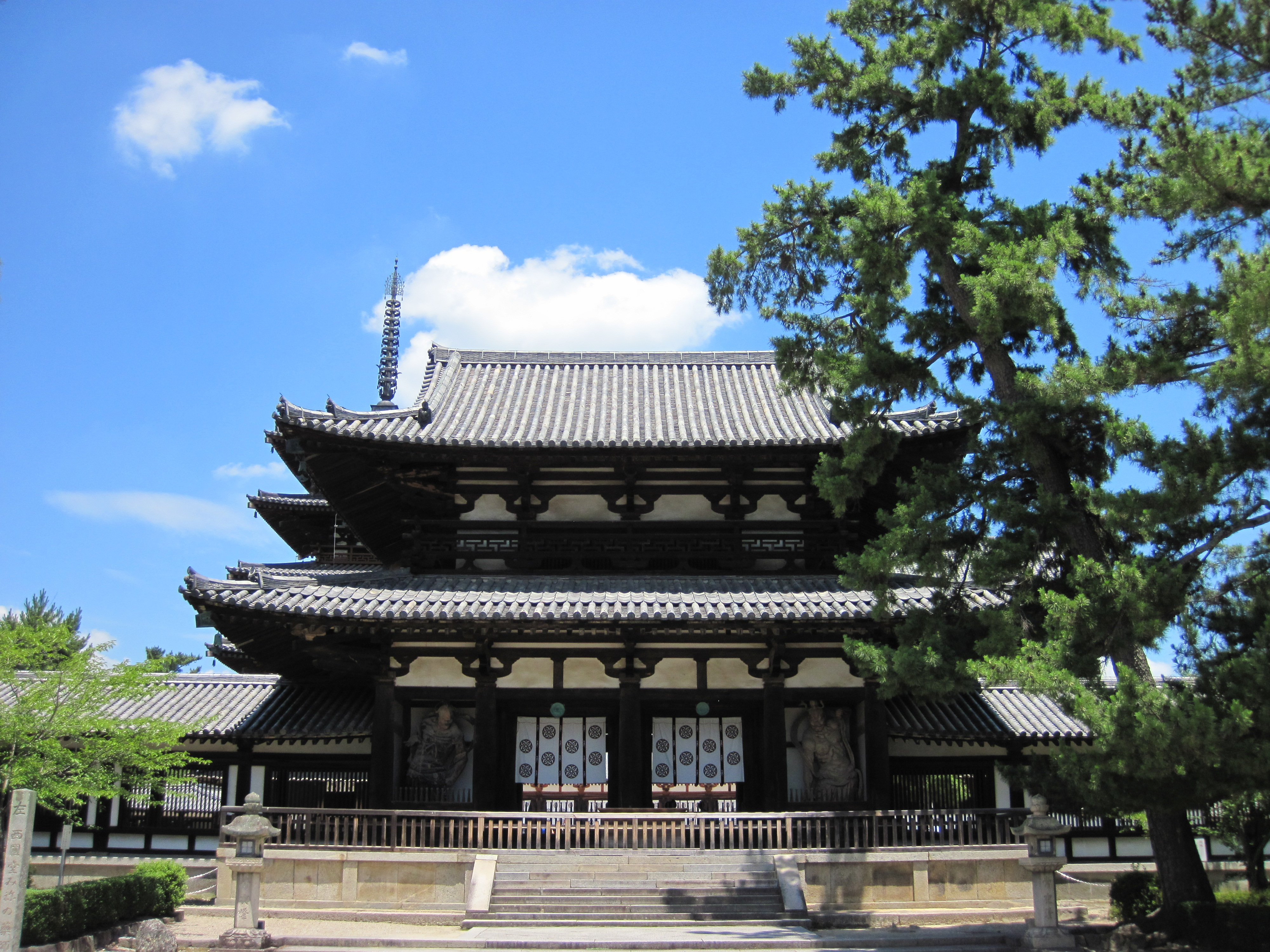
中門

## 大講堂の仏像

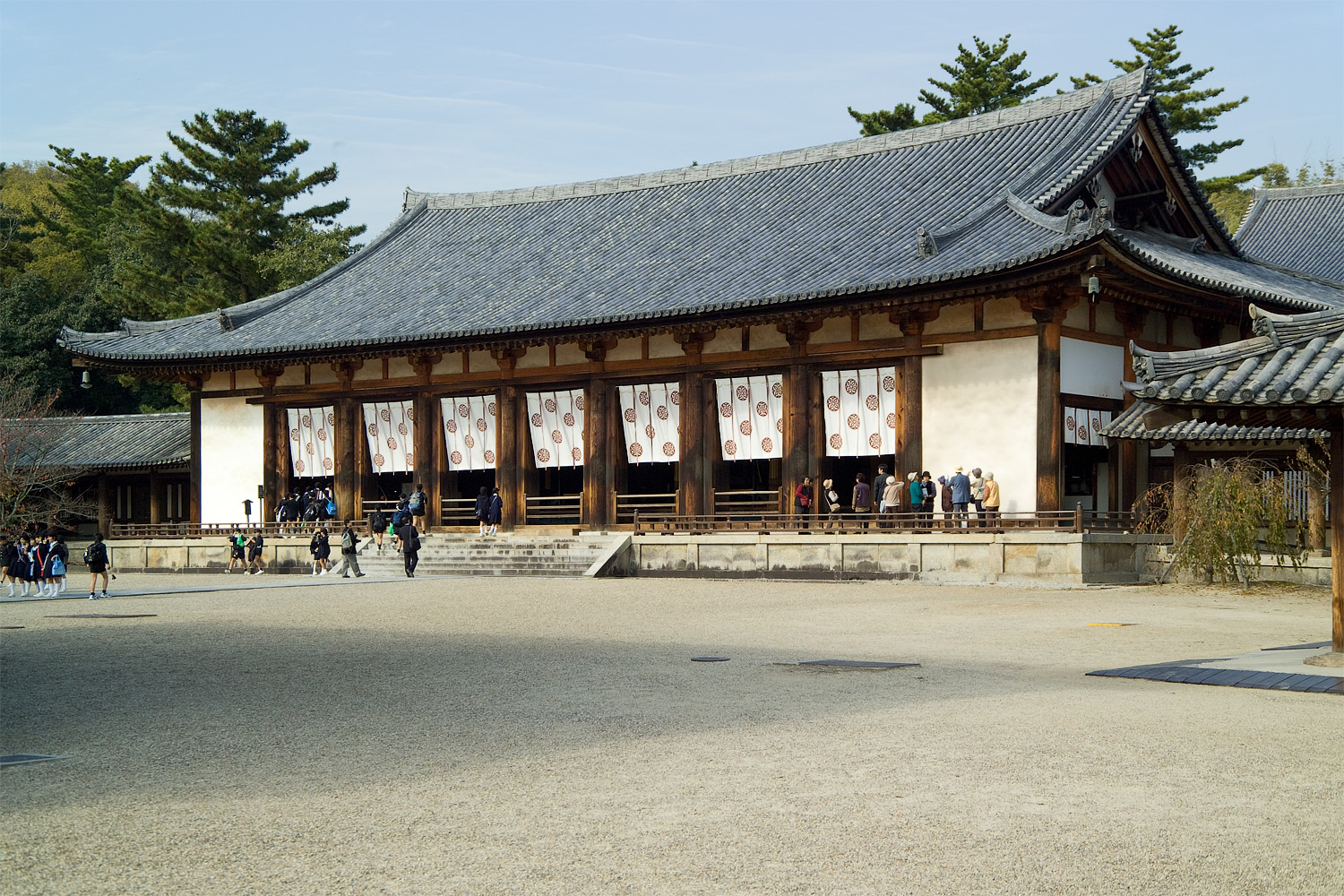
大講堂

西院伽藍内、金堂・五重塔の北に位置する。須弥壇上に薬師三尊像と四天王像を安置する（拝観可）。
木造薬師如来及び両脇侍像
国宝。平安時代。像高は中尊247.2センチ、左脇侍172.1センチ、右脇侍172.1センチ。中尊は左手に薬壺（やくこ）を持つ、通形の薬師如来像である。台座から光背先端まで含めた高さは4メートルに達する。両脇侍像（日光菩薩、月光菩薩）は坐像で、宝冠をいただき、両腕を前方に差し出し、両像とも中尊に近い方の手を下げる。中尊は平安初期風の量感豊かな像であるが、伏目がちの表情、平行して流れる穏やかな衣文などから、制作は堂が再建された正暦元年（990年）頃とみられる。中尊と脇侍は作風が異なり、作者が異なるとも考えられる。各像の光背は周縁部を除き当初のものであり、台座も当初の形式を伝える。
木造四天王立像
重要文化財。平安時代。像高は持国天201.3センチ、増長天194.8センチ、広目天197.0センチ、多聞天204.0センチ。大講堂須弥壇の四隅に立つ。ヒノキ材、寄木造。頭体部を通じ、正中と両側とに矧ぎ目があるが、うち正中の矧ぎ目は別材を寄せたものでなく、割矧とみられる。全体に太作りで体躯の抑揚が少なく、制作は10世紀末から11世紀前半とみられる。ただし、4躯のうち広目天像のみ作風が異なり、別に制作されたものと考えられている。各像の天衣、持物、光背、邪鬼とその下の方座は後補である。

## 聖霊院の仏像

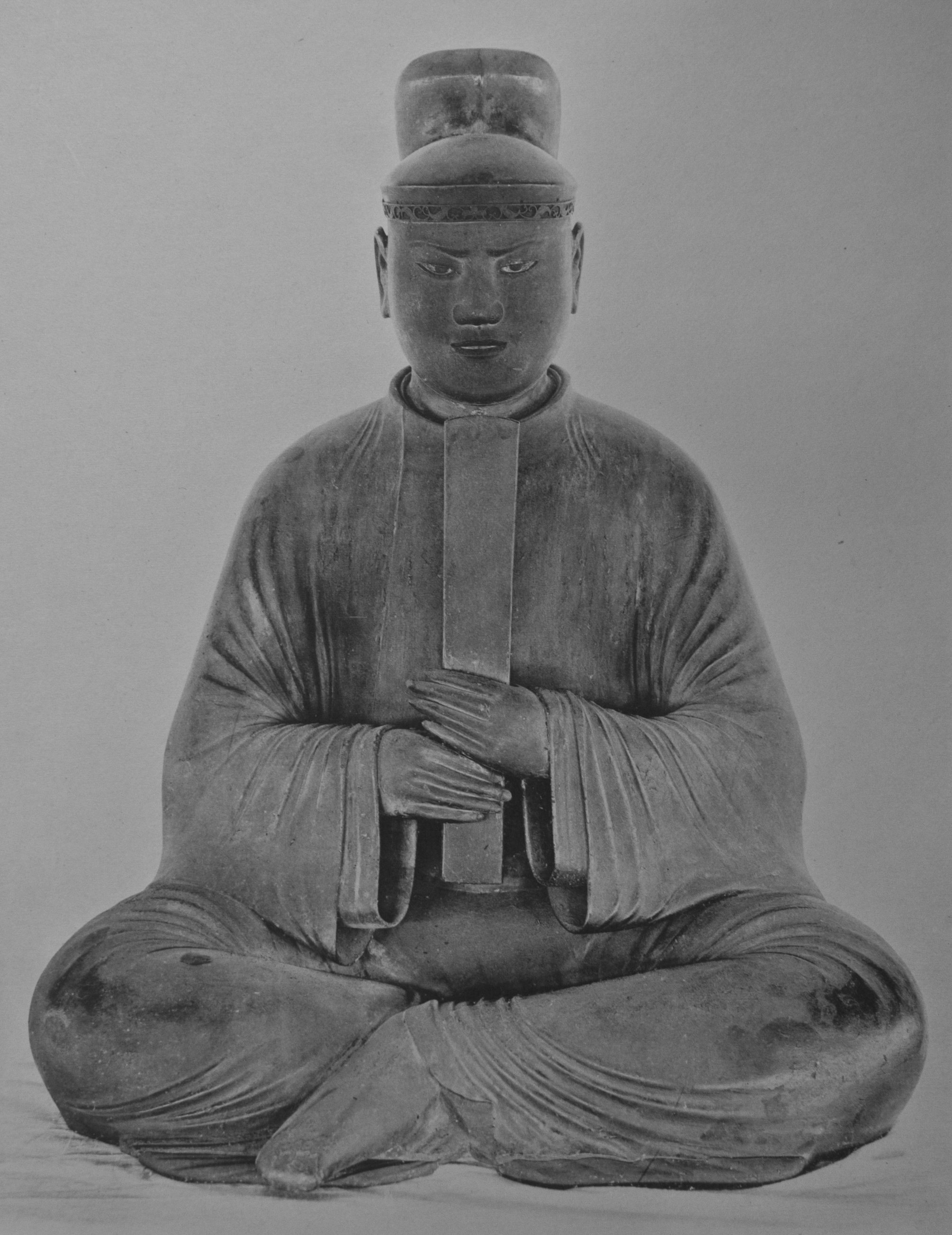
木造聖徳太子坐像（聖徳太子及び眷属像のうち、聖霊院安置）

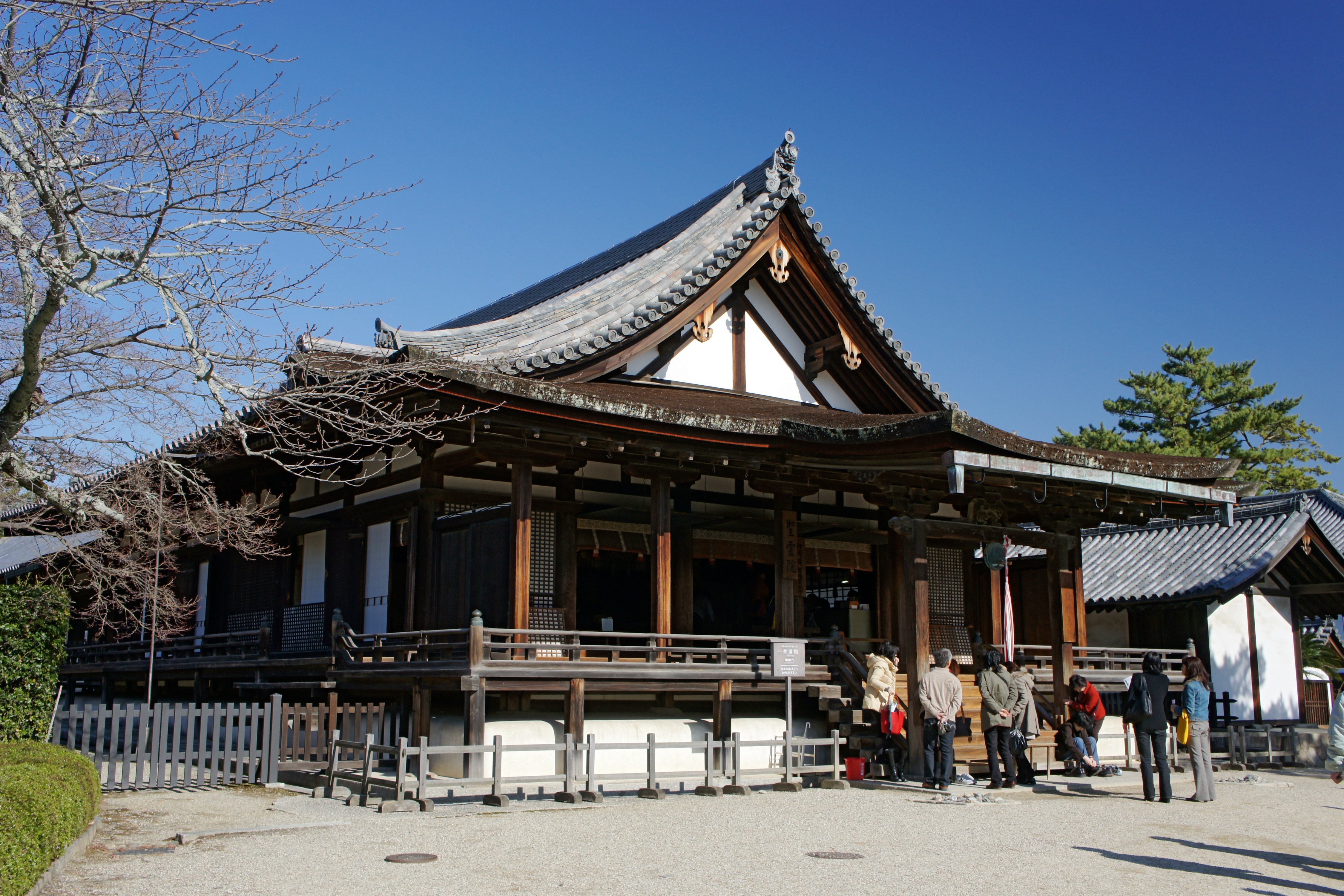
聖霊院

聖霊院（しょうりょういん）は、西院伽藍の回廊の東方に建つ、南北棟の建物。もとは僧房である東室（ひがしむろ）の一部であったが、鎌倉時代に聖徳太子を祀る仏堂に改築された。内陣には三間の大型厨子があり、聖徳太子及び眷属像（5躯）、如意輪観音像、地蔵菩薩立像を安置する。これらの諸仏は秘仏で、毎年3月21日から24日のお逮夜法要、お会式法要のときのみ開扉される。ただし、一般拝観者が内陣に入って拝観できるのは3月21日のお逮夜法要の終了後のみ。
木造聖徳太子及び眷属像
国宝。平安時代。像高は聖徳太子84.2センチ、山背王64.0センチ、殖栗王（えぐりおう）53.9センチ、卒末呂王（そまろおう）52.4センチ、恵慈法師63.9センチ。国宝指定名称は以下のとおり。
- 木造聖徳太子 山背大兄王 殖栗王 卒末呂王 恵慈法師坐像 5躯
- 附 銅造観音菩薩立像 木造蓬莱山及亀座付
- 附 紙本墨書妙法蓮華経二 維摩経並勝鬘経一 3巻（木製経筒入） 奥に筆師法隆寺僧隆暹敬白とある

聖霊院内陣には間口三間の厨子があり、中央間に聖徳太子像を、左右の間には3躯ずつ計6躯の像を安置する。すなわち、厨子の西の間は、奥に如意輪観音像、手前向かって左に山背王像、右に殖栗王像を安置、東の間は、奥に地蔵菩薩像、手前向かって左に卒末呂王像、右に恵慈法師像を安置する。『法隆寺別当次第』という記録に、保安2年（1121年）、東室の南端を改造して聖霊院を設けたことが記され、聖徳太子と眷属像もこの時に造られたものとみられる。礼拝対象としての聖徳太子像には二歳像（南無仏太子像）、七歳像、十六歳像（孝養像）、勝鬘経講讃像などがあり、鎌倉時代の顕信著『聖徳太子伝私記』は本像を34歳の勝鬘経講讃像としている。しかし、絵画作品に表された聖徳太子勝鬘経講讃像との比較から、聖霊院像は勝鬘経講讃像ではなく摂政像であるとする説もある。像は冕冠（べんかん）を被り、朱色の袍（ほう）を着し、両手に笏（しゃく）を持って坐す。冠の正面には毘沙門天像を表す。この毘沙門天像は後補で、他に冠上の冕板、持物の笏、左袖口の一部、裳先の一部を後補とする。4躯の眷属像のうち、山背王（山背大兄王）は聖徳太子（厩戸王）の子、殖栗王と卒末呂王は異母兄弟、恵慈法師は法の師にあたる高句麗僧である。山背王、殖栗王、卒末呂王、恵慈法師はそれぞれ如意、筥（はこ）、大刀、柄香炉を持つ。これらのうち恵慈法師の持つ柄香炉以外は当初のものである。如意、筥、大刀は勝鬘経講讃の聴聞者の持物としては不審で、この点も本像を勝鬘経講讃像ではないとする説の根拠になっている。太子像の謹厳な面持ちに対し、眷属4躯の面相は対照的に親しみやすくユーモラスな表現になっており、そのことによって太子像の聖性をより強調する効果を上げている。太子像の像内には法華経、維摩経、勝鬘経の三経と銅造の観音菩薩像とが納入されている。これらの納入品は1905年（明治38年）に一度確認され、1985年（昭和60年）の調査でもあらためて確認と撮影が行われているが、その概要は以下のとおりである。一番下には巻物3巻を並べた形を模した、木製の容器がある。この容器は蓋と身に分かれ、中に3巻の経巻（法華経2巻と維摩経・勝鬘経合わせて1巻）を納める。その上には木彫りの亀が乗り、その背には自然木を組み合わせて制作した蓬莱山を乗せ、その上に銅造観音菩薩像が立つ。観音菩薩像については聖徳太子像の像内にあるものなので詳細は不明だが、像高は約24センチ、胸前に両手で宝珠を捧持する形の像で、奈良時代の作品とみられる。
木造如意輪観音半跏像
重要文化財。平安時代。像高126.3センチ。聖霊院の厨子の西の間に安置される。如意輪観音は六臂の坐像に表すものが多いが、本像は二臂の半跏像で、左脚を踏み下げ、右手を頬に近付けて思惟のポーズを示す。通常の菩薩像と異なり、衣は胸の部分も覆っている。図像集『別尊雑記』に四天王寺の救世観音像として収録される像と図像的に近い。穏やかな像容から平安後期、11・12世紀の作とみられる。
木造地蔵菩薩立像
重要文化財。平安時代。像高76.7センチ。聖霊院の厨子の東の間、前出の如意輪観音像と対になる位置に安置されるが、制作年代は異なる。カヤ材の一木から本体及び蓮肉までを彫出する一木造である。両手先は別材を矧ぐが、後補のものに替わっている。作風から平安時代初期、9世紀の作とみられる。もと金堂安置（現・大宝蔵院）の地蔵菩薩立像と服制や印相が共通し、制作年代も同じ頃であるが、本像の方がなで肩である点が異なる。

## 西円堂の仏像

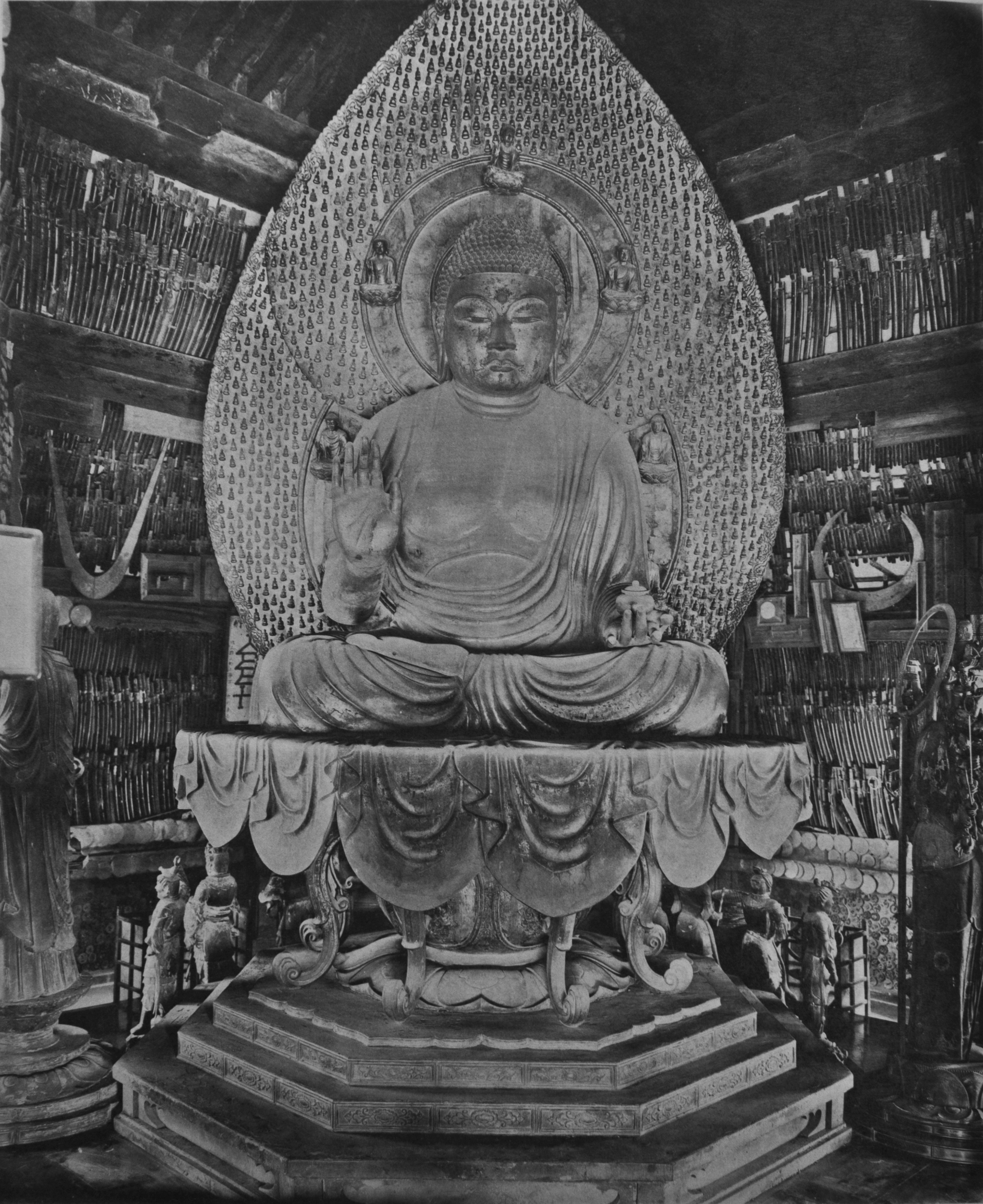
乾漆薬師如来坐像（西円堂）

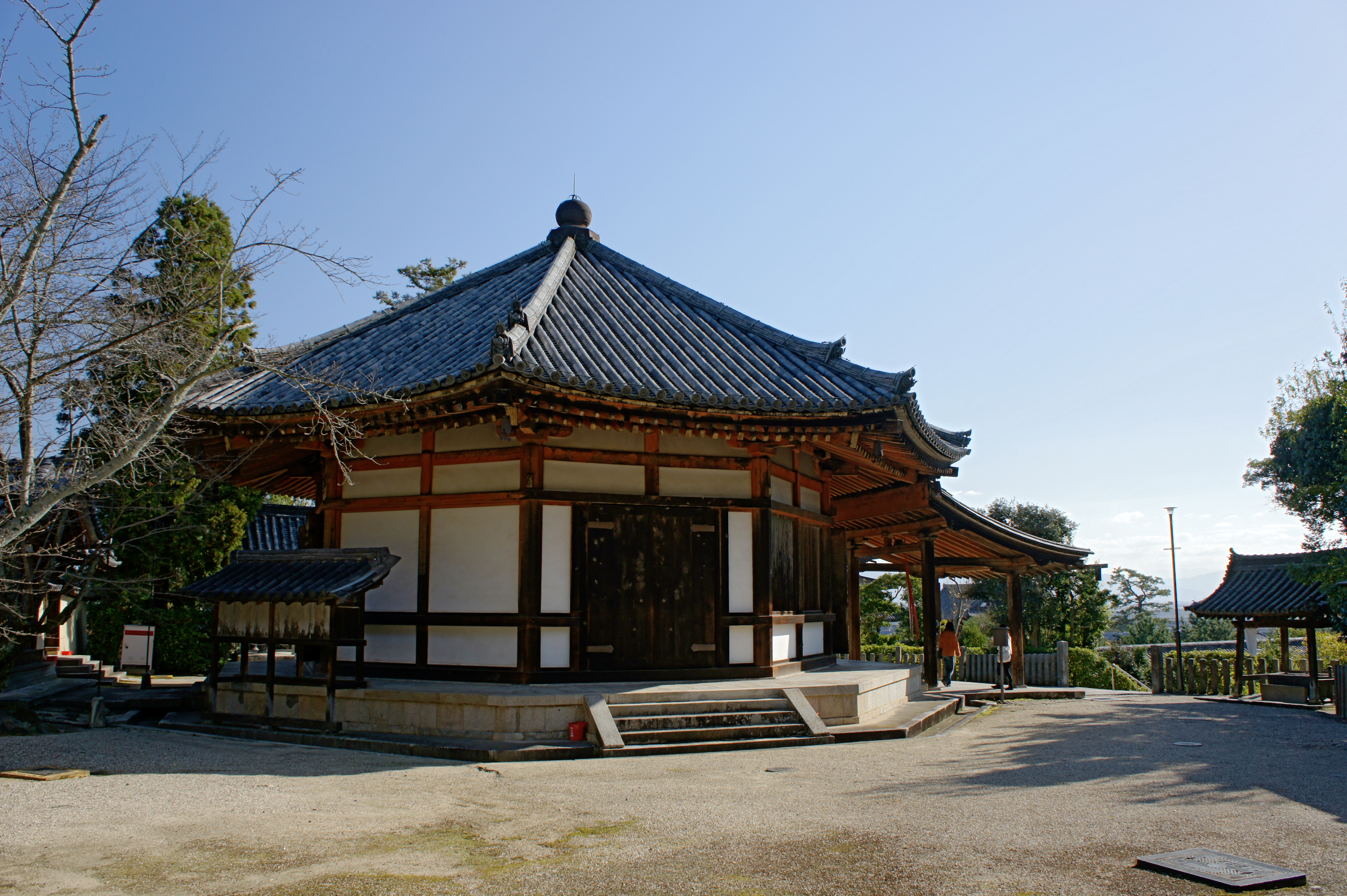
西円堂

西円堂（さいえんどう）は西院伽藍の北西方、石段を上った丘の上に建つ八角円堂である。薬師如来を本尊とすることから「峰の薬師」の通称がある。内部には堂内一杯の空間を占める乾漆薬師如来坐像を安置する。このほか、薬師像の台座の周囲を取り巻くように十二神将像を安置し、薬師像の向かって右に千手観音立像を安置する。
乾漆薬師如来坐像
国宝。奈良時代。像高246.3センチ。西円堂の本尊として安置される脱活乾漆像。体躯はやや太りぎみで、衣文は深く表すが、全体に造形が単調で形式化していることが指摘されており、制作年代は奈良時代も末期の8世紀後半ごろと推定されている。千仏を表した光背は後補で弘安6年（1283年）の作。台座は八角の裳懸座で、大部分当初のものである。台座の框側面には木屎漆の盛上げで宝相華文を表している。西円堂自体は奈良時代の創建であるが（現在の建物は鎌倉時代の再建）、この薬師像の存在が確認できるのは大江親通の『七大寺巡礼私記』（保延6年・1140年）が初出である。同書の「講堂」の項には、当時西円堂が破損していたため、この薬師像は講堂に移されていたと記録されている。
木造十二神将立像
重要文化財。鎌倉・室町時代。像高75.7–96.0センチ。西円堂本尊薬師如来像の台座を囲んで外向きに立つ十二神将像。頭上に十二支の動物の標識を付ける。12躯すべてが同時の作ではなく、作風や制作時期の異なるいくつかのグループに分けられ、古い像は鎌倉時代作だが、一部の像は室町時代に下る。12躯ともヒノキ材で玉眼を用いるが、子神像と亥神像のみが一木造で他10躯は寄木造である。『奈良六大寺大観』は、亥神像は頭部が過大で制作年代が子神像よりやや下がり、巳神・午神・未神像がこれに次ぐとする。同書によれば、丑・寅・卯・辰・申・酉の各像は体勢が堅く、動きの少ない点に共通点があり、応永5年（1398年）に西円堂の修理が行われた際に造られた像かとし、戌神像はさらに時代が下るとする。『国宝法隆寺展図録』は、子神像と亥神像が古く、戌神像の時代が下るとする点は『奈良六大寺大観』と同様だが、子神像と亥神像の用材をヒノキでなくクスノキとする。同図録は、残り9躯のうち午神像と未神像の作が優れているとする。また、寅・卯・辰・巳・申・酉の各像を同一グループと見なし、丑神像はこれらとは別作と見ている
木造千手観音立像
重要文化財。平安時代。像高173.6センチ。もとは法隆寺子院の金光院にあった像で、一時期寺外に流出した後、1906年（明治39年）に法隆寺に寄進された。旧国宝指定当時は地蔵堂にあったが、その後西円堂に移されている。クスノキに似た材の一木造で内刳を施す。脇手は、左右各18本ずつの大手の他に、多数の小手を取り付ける。頭上の十一面は背後の1面を除いて後補。表面の彩色、台座、光背、天衣垂下部、各手の持物も後補である。11世紀末頃の制作とみられる。

## 上御堂の仏像

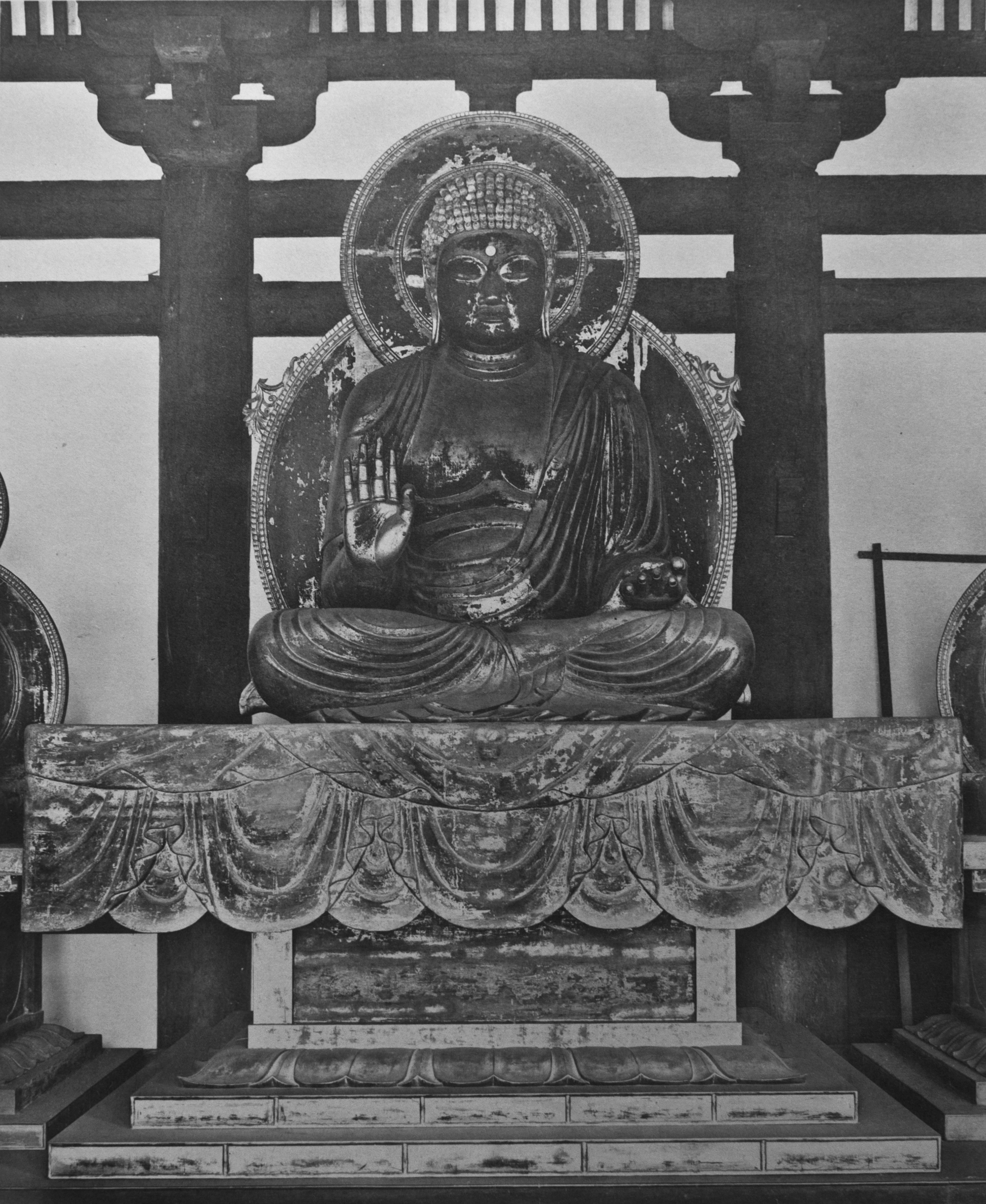
木造釈迦如来坐像（釈迦三尊のうち、上御堂安置）

上御堂（かみのみどう）は、西院伽藍の北方、大講堂北裏の小高いところに建つ仏堂。須弥壇上に釈迦三尊像と四天王像を安置する。堂内は通常は非公開で11月1日から3日のみ公開される。
木造釈迦如来及び両脇侍像
国宝。平安時代。像高は中尊230.0センチ、左脇侍154.2センチ、右脇侍150.2センチ。中尊、両脇侍（文殊菩薩、普賢菩薩）とも坐像に作る。サクラ材の一木像で、脇侍像の両腕と各像の台座は後補。本像を安置する上御堂（かみのみどう）は、延長年間（923年 - 931年）法隆寺別当観理が京都普明寺の堂を移して創始したものだが、現存する堂は鎌倉時代末期のものである。本三尊像は、醍醐寺の上醍醐薬師堂の薬師三尊像（延喜13年・913年）と様式的に共通点があり、上御堂が創始された10世紀前半頃の制作とみられる。
木造四天王立像
重要文化財。南北朝時代。像高は持国天167.2センチ、増長天173.5センチ、広目天168.9センチ、多聞天171.0センチ。上御堂須弥壇の四隅に立つ。寺の記録である『嘉元記』『別当記』の記載、及び各像の台座框裏の銘により造像事情が判明する。それらによると、本像は湛舜僧都の発願で、約10年をかけて文和4年（1355年）に完成したもので、担当仏師は持国天・増長天が寛慶、広目天が順慶、多聞天が幸禅である。ヒノキ材、寄木造で内刳を施し、玉眼を使用。表面は彩色と截金で仕上げている。

## 東院夢殿の仏像

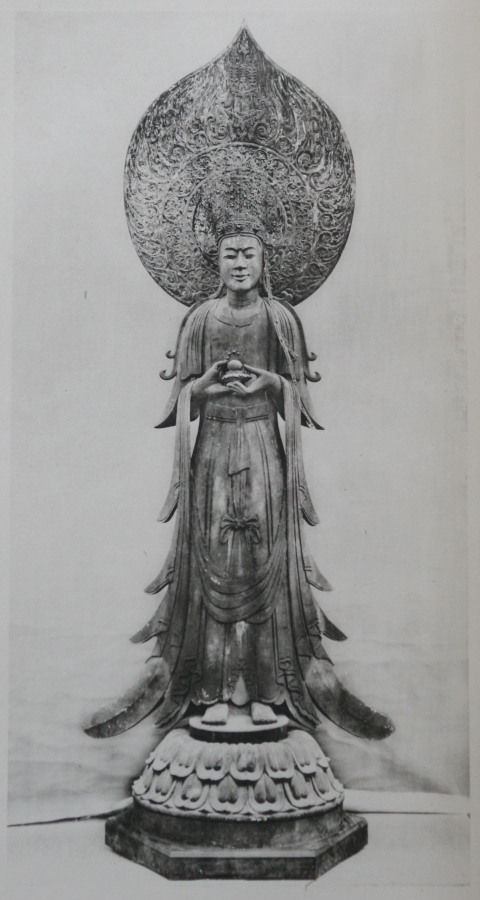
木造観音菩薩立像（救世観音、夢殿安置）

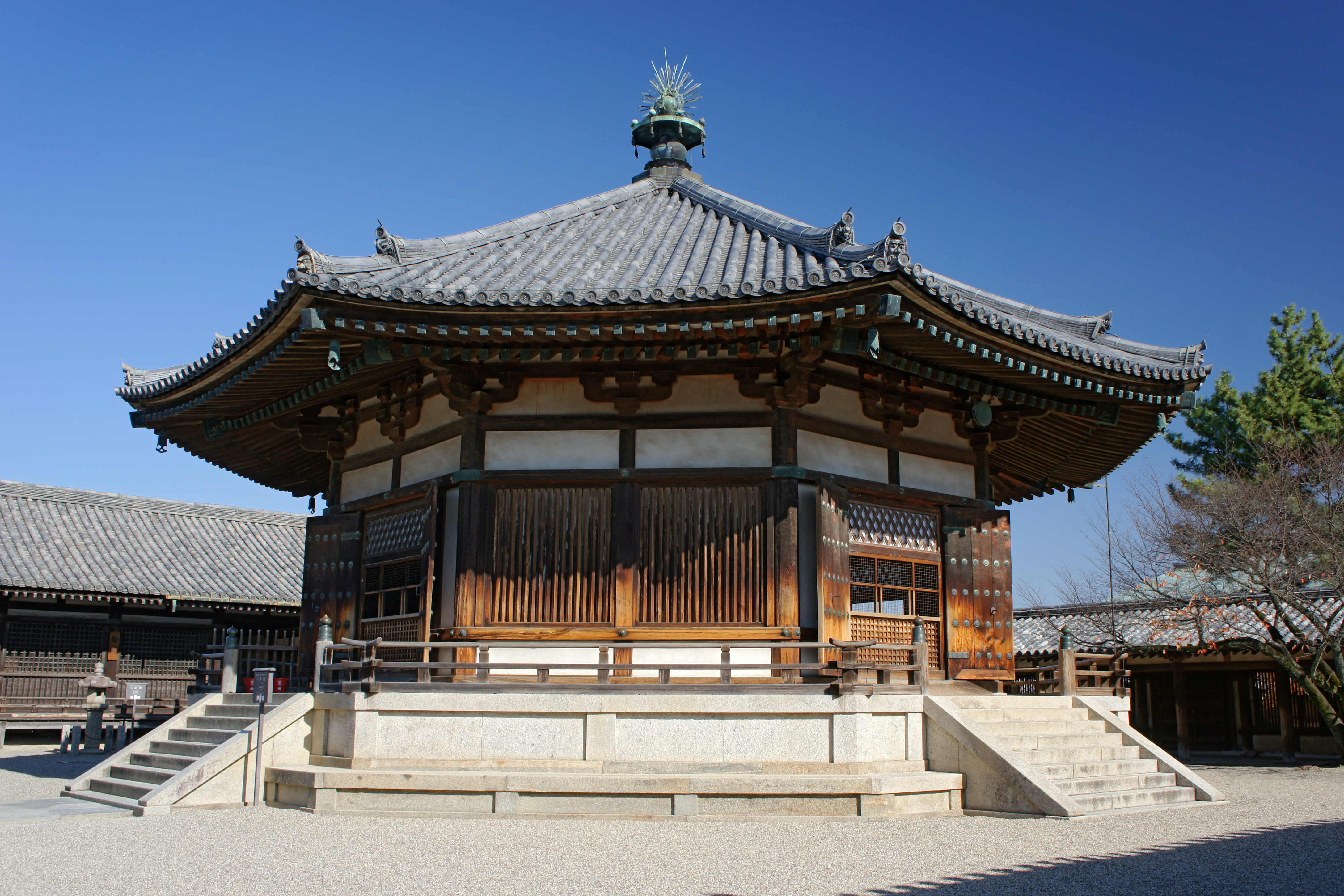
夢殿

東院の所在地は聖徳太子の斑鳩宮の跡地である。皇極2年（643年）、蘇我入鹿の兵による襲撃で斑鳩宮は炎上し上宮王家（聖徳太子の家）は消滅した。その跡地に天平10年（738年）頃、行信によって建てられたのが東院で、夢殿はその中心になる八角円堂の通称である。

### 救世観音像
木造観音菩薩立像（救世観音）として国宝に指定。飛鳥時代。夢殿内部中央の厨子内に安置される。秘仏で、毎年春と秋に開扉される（開扉期間は2015年の例で4月11日 - 5月18日、10月22日 - 11月22日）。「救世観音」（くせかんのん）と通称される。「救世」は寺では「くせ」と読んでいるが、文献では「くぜ」「ぐぜ」と読む場合もある。作風から飛鳥時代前期の作とみられるが、夢殿の建立（738年頃）以前、本像がどこにあったのかは不明である。長年秘仏であったため保存状態はよい。像高は179.9センチ。本体、台座、光背ともにクスノキ材。上半身に僧祇支（そうぎし）、下半身に裳をまとい、二重反花（かえりばな）の台座上に直立する。着衣には文様を表さない。両手は胸前で組み合わせ、火焔宝珠を捧持する。頭部から台座蓮肉とその下の角枘、胸前で組んだ両手、持物の宝珠まで含めて一材から木取りし、垂髪、天衣遊離部などを別材矧ぎ付けとする。像表面は漆で目止めをし、白土下地を施した上で金箔押しとし、唇には朱を差す。宝冠は金銅製透彫に青色ガラス玉で装飾し、頂部にはペルシャ風の宝珠と三日月の意匠を表す。冠帯の左右に纓（えい）を張り出す。冠帯側面から下がる垂飾は右側の分を欠くが、左の垂飾は腰付近まで長く伸びる。なお、持物の宝珠の上の火焔にも青色ガラス玉の装飾がある。光背は宝珠形の頭光（ずこう）で、中央に蓮華文、その周囲には内側から順にC字形を連ねた雲気唐草文帯、連珠文帯、忍冬唐草文帯があり、最外部には火焔を表し、頂部には宝塔を表す。この光背は支柱を用いず、L字形の金具で像本体の後頭部に直接取り付けている。肩に掛かる蕨手状の垂髪、膝前で交差し体側に鰭状に広がる天衣の扱いなど、全体に左右相称性が強い。杏仁形の眼、古拙の微笑を浮かべる唇などとともに、いわゆる止利式仏像の様式を示すが、面相は目尻がやや吊り上がり、鼻が大きく、人中線を明確に刻む点に特色がある。本像のように、両手を胸前で組み合わせ宝珠を捧持する形の像は朝鮮半島の百済系の像に多く、中国南朝の梁の様式が百済を経て日本へもたらされたものと考えられている。久野健によって紹介された関山神社（新潟県妙高市）の銅造菩薩立像は両手先を欠失するものの、造形的に救世観音像に近い。関山神社像は百済製とみられ、日本にこの種の像が将来されていたことの傍証となる。
この像は平安時代末期にはすでに秘仏化していたとみられ、鎌倉時代の『聖徳太子伝私記』には「今世ならびに昔日にも其体（そのすがた）を知らず」とある。かつて像には白布が巻かれ、寺僧もその姿を見たことがなかったが、1884年（明治17年）、古社寺調査のため訪れたアーネスト・フェノロサが数世紀ぶりに厨子を開扉し、白布を解き、像の姿を明らかにしたとされている。なお、フェノロサによる開扉が行われたのは1884年とするのが通説だが、法隆寺僧で歴史学者である高田良信は、寺側の記録に同年開扉のことが見えないことから、実際に開扉が行われたのは1886年または1888年のことではないかとしている。現在、本像を安置する八角形の厨子は1940年（昭和15年）に製作されたもので、それ以前の厨子は元禄9年（1696年）製作のものであった。高田良信によれば、本像は元禄の時点で修理が行われており（像内には江戸時代の釘が残る）、像に白布が巻かれたのはその時ではないかという。「救世観音」という名称は経典に典拠がなく、名称の由来については諸説ある。天平19年（747年）の年記を有する『東院縁起』には本像は聖徳太子在世時に造られた「御影救世観音」であるとする。ただし、『東院縁起』は平安時代末期に古記録を集成して編集したもので、内容に矛盾が多く全面的には信頼できない史料とされている。より信頼のおける史料である天平宝字5年（761年）の『法隆寺縁起幷資財帳』（東院資財帳）には「上宮王等身観世音菩薩木像 一躯 金薄押」とあり、「救世観音」の名称は見えない。大江親通が嘉承元年（1106年）に南都の諸寺を巡拝した際の記録である『七大寺日記』に「救世観音」とあるところから、平安時代末期にはこの名称があったことがわかる。大村西崖（1926年の論文）は、中国南北朝時代以来の造像に「救苦観音」の名が多く見えることから、「救世観音」は「救苦」を「救世」と読み誤ったものとした。内藤藤一郎（1930年の論文）は、法華経観世音菩薩普門品の「観音妙智力 能救世間苦」という句が「救世観音」の典拠であるとした。この説については、「救世間苦」は「世間の苦を救う」という意味であり、「救」は「苦」には掛かっても「世」には掛からないという反論がある。藤井由紀子（1995年の論文）は、梁の武帝が「国主救世菩薩」と称された例を挙げ、「救世」とは護国仏教の理念を表す言葉であるとした。

### その他の像

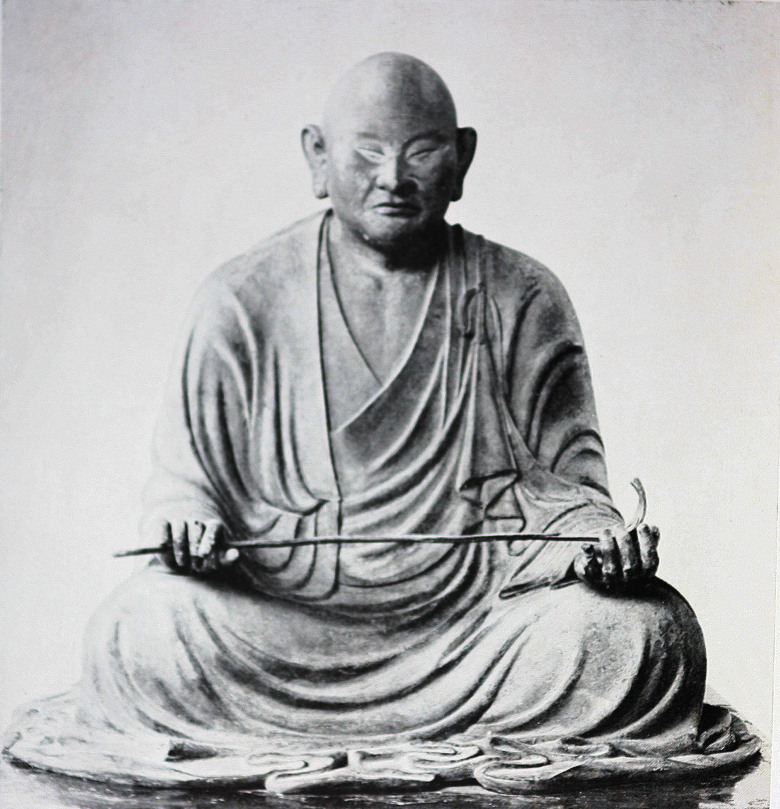
乾漆行信僧都坐像（夢殿安置）

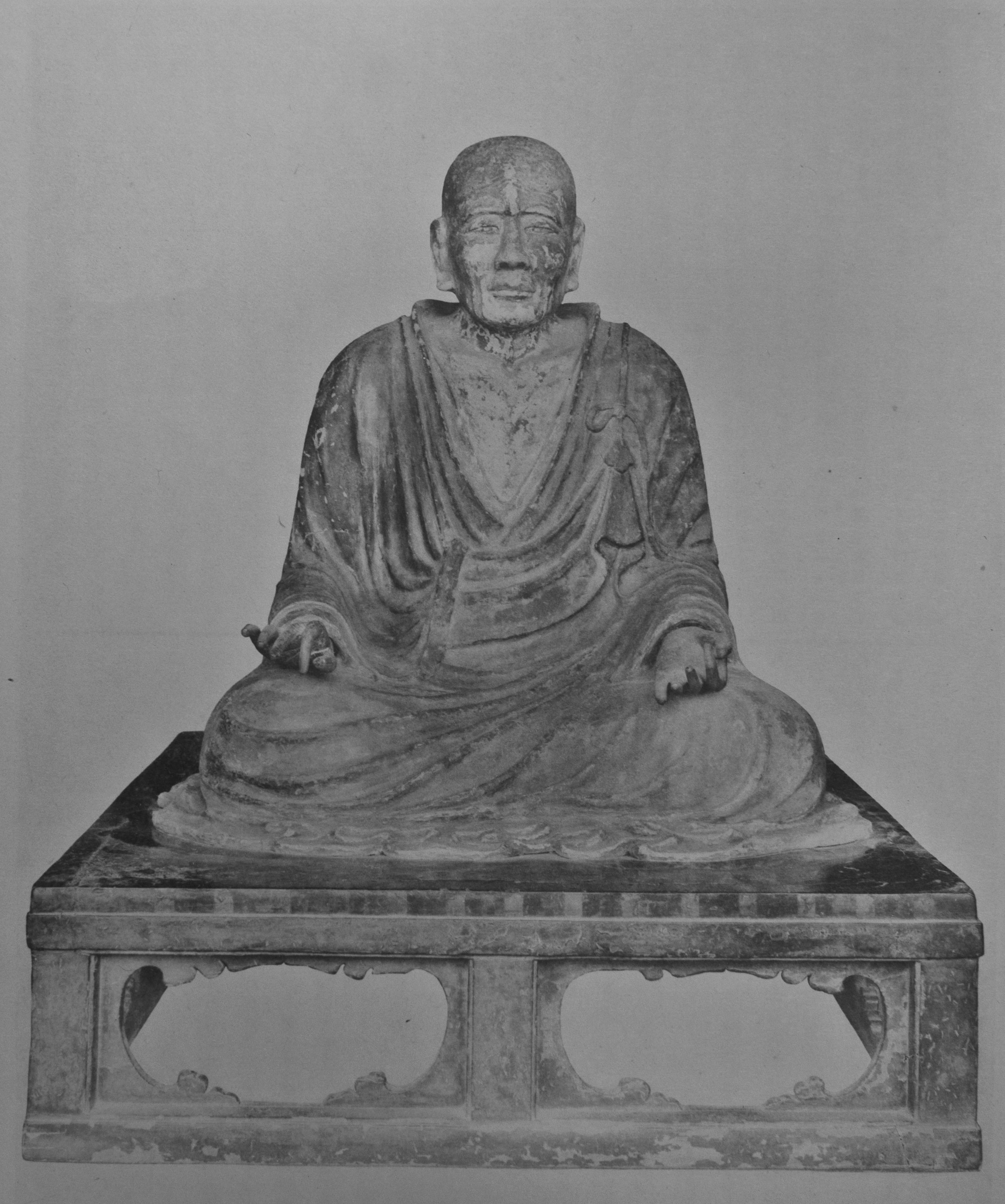
塑造道詮律師坐像（夢殿安置）

乾漆行信僧都坐像
国宝。奈良時代。像高88.5センチ。夢殿堂内、壇上の北東（向かって右奥）に安置される。麻布を漆で張り重ねた脱活乾漆像。もとは彩色されていたが、ほとんど剥落している。法隆寺東院伽藍の創立者である行信の肖像で、頭頂がやや尖り、両目は吊り上がり、鼻翼が大きい、個性的な面貌に表される。両手は膝に置き、持物（じもつ）の如意を執る。この如意は角製で、造像当初のものである。礼盤形の台座は鎌倉時代の作。『法隆寺別当次第』には、永保3年（1083年）、夢殿の行信像と道詮像（後出）を仏壇下から仏壇上へ移動したとの記録がある。大江親通が嘉承元年（1106年）に南都の諸寺を巡拝した際の記録である『七大寺日記』には、行信像は「丑寅角」にあったと記されており、本像はその当時から現状とほぼ同じ位置に安置されていたことがわかる。行信については生没年を含め、生涯のくわしいことはよくわかっていない。平安時代末期の『七大寺年表』は行信の没年を天平勝宝2年（750年）とするが、実際はそれより長生きしたとする説もある。仮に行信の没年を750年とし、没後まもなく本像が作られたとすると、本像は唐招提寺の鑑真像（天平宝字7年・763年頃）より十年以上古い、日本最古の肖像彫刻ということになるが、後述のように、実際の制作年代はもう少し下るとみられている。『続日本紀』天平勝宝6年（754年）11月24日条に、「薬師寺行信」なる僧が厭魅（えんみ、呪詛によって人を殺すこと）を行ったかどで下野薬師寺に流罪になったとの記事があり、これが東院伽藍創立者の行信と同一人物か否か、同一人物である場合、流罪になった人物の肖像を作ったのはなぜかという点が疑問である。浅井和春は、天平神護2年（766年）、「薬師寺行信」と同じ時に流罪になった大神多麻呂という人物が復位したとの記事が『続紀』にあることを指摘し、この時行信の名誉も回復されたのではないかと推定した。また、その翌年にあたる神護景雲元年（767年）には行信発願の大乗経2,700巻（通称行信経）が完成している。このため浅井は、行信の復権と大乗経の完成を機として本像が作られたのではないかと想定している。
塑造道詮律師坐像
国宝。平安時代。像高87.3センチ。夢殿堂内、壇上の北西（向かって左奥）に安置される。道詮は、貞観元年（859年）頃、当時荒廃していた東院を再興したとされる僧で、『僧綱補任』によれば貞観15年（873年）に没したとされる。本像もその頃の作と思われる。本像のような塑像は奈良時代に多く作られたが、平安時代にはまれである。
木造聖観音立像
重要文化財。平安時代。像高146.3センチ。夢殿堂内、壇上の北に、救世観音像と背中合わせに立つ。ヒノキ材の一木造で、内刳はない。曲げた左腕の前膊部、右手先、両脚先などは別材を矧ぐ。当初の彩色と截金文様が残り、左右二材からなる板光背も当初のものである。。
木造聖徳太子立像
重要文化財。鎌倉時代。像高91.1センチ。夢殿堂内、壇上の東面に安置される。聖徳太子像にはいくつかの種類があるが、本像は十六歳孝養像と呼ばれるタイプで、柄香炉を捧げ持ち、父用明天皇の病気平癒を祈る姿である。ヒノキ材の寄木造で玉眼を嵌入し、彩色仕上げとする。鎌倉時代末期の作。

## 伝法堂の仏像
伝法堂は東院伽藍内、絵殿舎利殿の北に建つ。750年頃に聖武天皇夫人の橘古那可智宅を施入したものと推定される。堂内には多くの仏像を安置する。間仕切りはないが、天井から下がる天蓋によって「東の間」「中の間」「西の間」に分かれる。東・中・西の間の本尊はいずれも阿弥陀三尊像である。これら3組の三尊像のほか、須弥壇四隅に四天王像が立ち、須弥壇前方には向かって右から薬師如来坐像、釈迦如来坐像、梵天立像、帝釈天立像、弥勒仏坐像、阿弥陀如来坐像を安置する。堂内は原則非公開。
乾漆阿弥陀如来及び両脇侍像
重要文化財。奈良時代。像高は中尊120.2センチ、左脇侍157.3センチ、右脇侍160.0センチ。伝法堂「中の間」に安置。麻布を漆で張り重ねた脱活乾漆像である。台座は木造に乾漆を併用したもので、当初のもの。作風はやや生硬であるが、脇侍像の胸飾の造形などには華麗な天平風がうかがえる。中尊は右手を上げ、左手を下げ、各手の第一・三指を曲げる。この印相の如来像が奈良時代に阿弥陀如来と呼ばれていたかどうかは不明で、本像の名称も当初からのものか不明である。
乾漆阿弥陀如来及び両脇侍像
重要文化財。奈良時代。像高は中尊119.0センチ、左脇侍159.0センチ、右脇侍157.1センチ。伝法堂「西の間」に安置。「中の間」三尊像と同じく脱活乾漆像である。中尊の印相が、胸前に両手を構える転法輪印である点は「中の間」三尊像と異なるが、作風は全体的に「中の間」像と似ており、同一工房の作である可能性もある。脇侍像の胸飾や各像の台座の宝相華文などに繊細な造形が見られる。
乾漆阿弥陀如来及び両脇侍像
重要文化財。奈良時代。像高は中尊87.7センチ、左脇侍126.5センチ、右脇侍126.5センチ。伝法堂「東の間」に安置。「中の間」「西の間」の三尊像と異なり、木心乾漆像である。伝法堂にある3組の三尊像のなかでは、もっとも優れた出来の像である。中尊は胸前に両手を構える転法輪印を結び、「中の間」「西の間」の三尊像とは逆に右脚を上にして坐す。中尊、脇侍とも前後二材矧ぎの木心に木屎漆を盛り上げて整形する。両脇侍像は、真正面向きでなく、斜め45度向きに安置するように意図して作られていることが指摘されている。すなわち、両脇侍像を顔が正面向きになるように安置すると、台座の文様が正面向きにならないが、中尊側に45度回転させて安置すると、台座の格狭間が正面に向くように収まる。
木造梵天帝釈天立像
重要文化財。平安時代。像高は梵天161.4センチ、帝釈天161.5センチ。江戸時代には伝法堂にあったことが記録からわかるが、本来どこに安置されていたものかは不明。サクラの一木造で、高い宝冠をいただく。両像は服装やポーズがほぼ等しく、一具と考えられるが、細部に作風の差があり、作者が異なることも考えられる。両像の名称（どちらが梵天でどちらが帝釈天であるか）には混乱がある。『奈良六大寺大観』では左手の掌を上に向けている像を梵天、左手の掌を横へ向けている像を帝釈天としているが、『国宝・重要文化財大全』（毎日新聞社）では前者を帝釈天、後者を梵天としている。
木造四天王立像
重要文化財。平安時代。像高は持国天91.9センチ、増長天102.8センチ、広目天106.4センチ、多聞天98.3センチ。4躯とも後頭部に「常楽寺四天王四躯之内」の墨書があり、元来法隆寺の像でなかったことがわかる。常楽寺という名の寺は複数あるが、この常楽寺は法隆寺の南方にかつて存在した末寺を指すとみられる。須弥壇前方を守る2躯（持国天・増長天）と後方に立つ2躯（広目天・多聞天）とでは用材や作風が異なる。持国天と増長天はサクラ材の一木造で、首が太く、天冠台正面に花文の飾りがある。一方、広目天と多聞天はヒノキ材の前後矧ぎで、全体に細作りであり、天冠台正面の飾りはない。以上により、これら4躯は本来の一具ではなく、広目天・多聞天像は他の2像にやや遅れての制作とみられる。
木造薬師如来坐像
重要文化財。平安時代。像高80.4センチ。サクラ材の一木造で、内刳はなく、表面は漆箔仕上げとする。両脚、右前膊、両手先などは後補。台座は蓮肉部のみが当初のもの。11世紀前半頃の制作。
木造釈迦如来坐像
重要文化財。平安時代。像高71.8センチ。ヒノキ材の一木造で、内刳を行い、表面は彩色仕上げとする。両手先などは後補。台座は蓮肉部のみが当初のもの。11世紀前半頃の制作。
木造弥勒仏坐像
重要文化財。平安時代。像高71.5センチ。サクラ材の一木造で、表面は彩色仕上げとする。右前膊、両手先などは後補。11世紀前半頃の制作。同じ堂内の釈迦如来像と同じ作者による作品と推定される。
木造阿弥陀如来坐像
重要文化財。平安時代。像高79.9センチ。ヒノキ材の一木造で内刳を行い、表面は漆箔仕上げとする。右前膊、左袖先などは後補。11世紀前半頃の制作。台座は蓮肉と框の一部は古いものだが、本来本像に属したものかどうかは不明。同じ堂内の薬師如来像と同じ作者による作品と推定される。

## 百済観音像

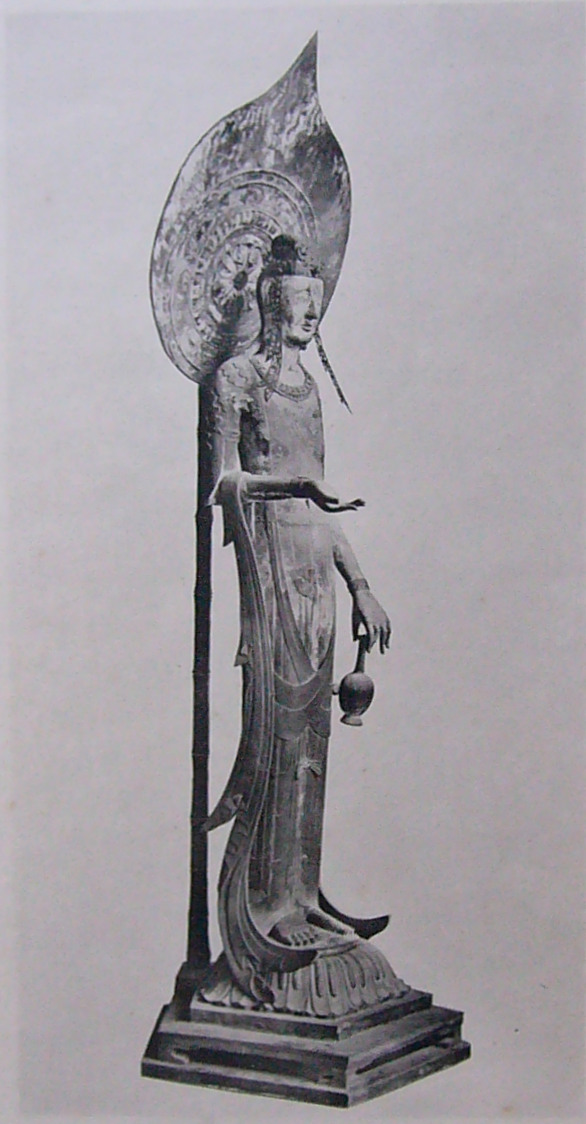
木造観音菩薩立像（百済観音）
国宝。飛鳥時代。大宝蔵院の百済観音堂に安置される。像高210.9センチ。かつては金堂内、釈迦三尊像の背後に安置されていたが、1907年頃帝室奈良博物館（現奈良国立博物館）に寄託。1930年頃に寺に戻り、1941年から大宝蔵殿に移された。作風から飛鳥時代前期（7世紀前半から中葉）の作とみられる。クスノキ材の一木造で、台座、光背もクスノキ材。上半身に僧祇支（そうぎし）、下半身に裙（くん）をまとい、反花（かえりばな）の台座上に直立する。右手は肘を曲げ、掌を上に向けて前膊を正面に突き出す。左手は下げ、肘をわずかに曲げて、第一・三指で水瓶を持つ。頭部から台座蓮肉まで含めて一材から木取りし、頭上の髻、両腕の肘から先、天衣遊離部などを別材矧ぎ付けとする。持物の水瓶はヒノキ材製。腰下から足首あたりまで内刳を行い、蓋板を当てる。面部、上半身などに乾漆を盛上げ、全体に彩色するが剥落が著しい。宝冠、腕釧、臂釧、胸飾は金銅製透彫。台座は五角形。光背は宝珠形の頭光（ずこう）で、台座から立てた支柱で支える。台座支柱は竹竿のように見えるが、竹を模したクスノキ材製で、支柱の基部には古様な山岳文を刻む。肩に掛かる垂髪は止利派の仏像のような蕨手状に様式化したものではなく、自然な表現になっている。天衣は膝前で交差し、腕から体側に垂れる。腕から垂れる天衣は、止利派の仏像のそれのような左右対称に平面的に広がるものでなく、手前に向かって立体的にカーブしており、作者が像の側面観を意識していることがうかがわれる。
本像は多くの文化人に絶賛された著名な像であるが、中世以前の伝来はまったく不明である。1897年に「観世音菩薩」として旧国宝に指定されているが、それ以前は「虚空蔵菩薩」と呼ばれていた。本像の存在に関するもっとも早い記録は、元禄11年（1698年）、奉行所に提出するために作成された『和州法隆寺堂社霊験幷仏菩薩数量等』とされている。延宝3年（1746年）、法隆寺僧良訓の記した『古今一陽集』には「虚空蔵菩薩、御七尺余」とあり、「本像の由来は古記に欠けており、古老は異朝将来の像と伝えている」という意味の記述がある。このように、寺では本像を虚空蔵菩薩と呼んでいたが、1911年（明治44年）になって寺内の倉から本像の宝冠が発見され、そこに観音の標識である阿弥陀の化仏があることから、寺側としても本像を観音菩薩と認めざるをえなくなった。「百済観音」という名称が使われだしたのはさほど古いことではなく、1917年刊の『法隆寺大鏡』第40集が初出とみられる。その2年後、1919年には和辻哲郎が著書『古寺巡礼』で本像を「百済観音」と呼んでいる。

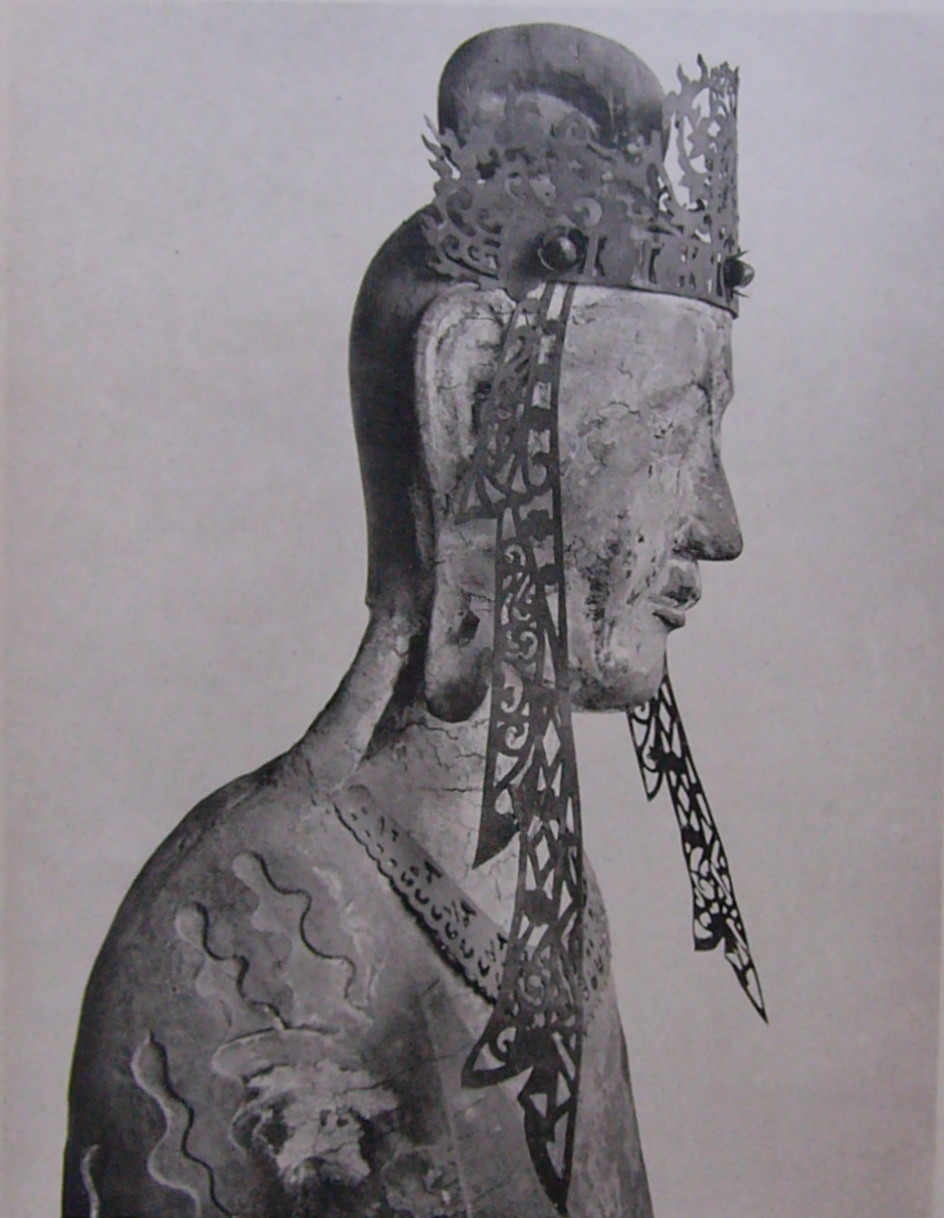
木造観音菩薩立像（百済観音）頭部
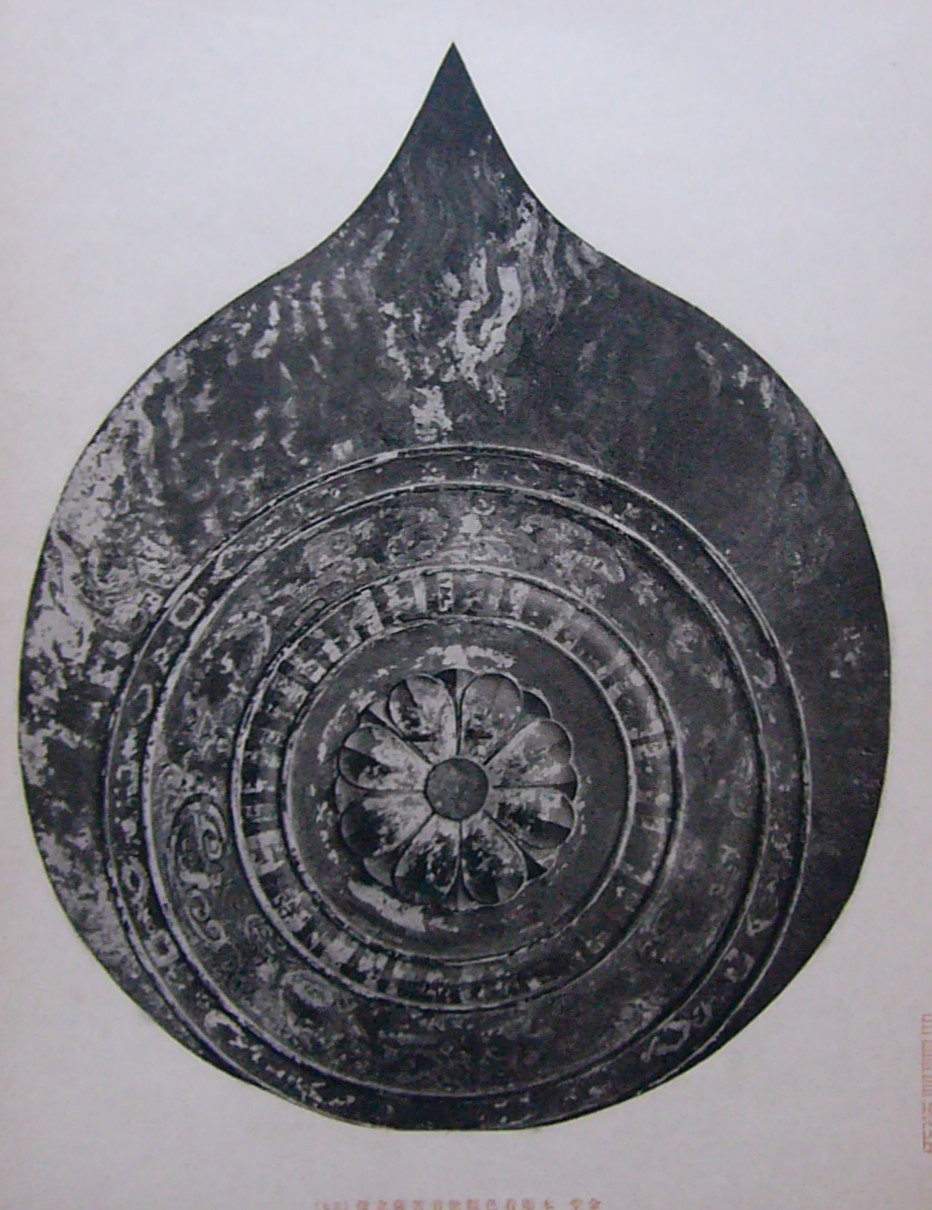
木造観音菩薩立像（百済観音）の光背

## 伝橘夫人念持仏
銅造阿弥陀如来及両脇寺像（伝橘夫人念持仏）3躯 木造厨子1基 一具
国宝。飛鳥時代後期（白鳳期）。大宝蔵院に安置。厨子と、内部に安置される阿弥陀三尊像を合せて1件の国宝に指定されている（「彫刻」部門での指定）。通称は橘夫人厨子（たちばなぶにんずし）。昭和戦前期までは金堂内陣に西向きに安置されていた。天平19年（747年）の『資材帳』に「宮殿像弐具」とあり（宮殿（くうでん）は厨子の意）、その下に割注で「壱具金泥押出千仏像 壱具金泥銅像」とあるが、このうち前者が国宝の玉虫厨子にあたり、後者の「壱具金泥銅像」が橘夫人厨子を指すと考えられている。橘夫人とは光明皇后の生母・県犬養宿禰三千代（あがたのいぬかいのすくねみちよ）のことで、厨子内の阿弥陀三尊像は同夫人の念持仏と伝える。この厨子を橘夫人所縁とする伝承は、すでに鎌倉時代の『聖徳太子伝私記』にみられる。また厨子自体の須弥座下框（したがまち）に「光明后母公阿弥陀座」の墨書がある。

### 厨子

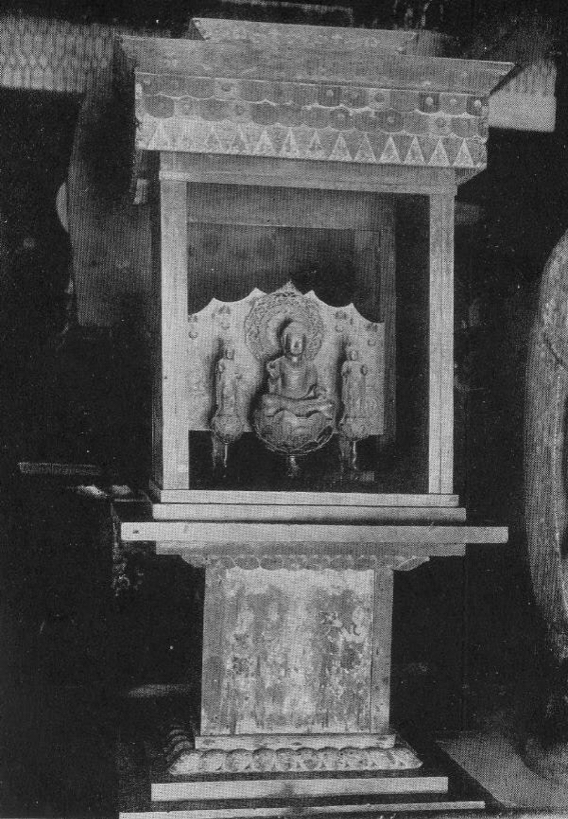
橘夫人厨子。内部に銅造阿弥陀三尊像を収める。

高さ263.2センチ。厨子は台脚付きの須弥座部と、その上に載る宮殿部（くうでんぶ、仏龕）の、大きく2つの部分に分かれる。須弥座部は格狭間（ごうざま）入りの台脚上の四隅に柱を立て、柱間に羽目板を入れ、上下に請花と反花を設ける。宮殿部は四隅に厚板2枚をL字形に組み合わせて立ててこれを柱とし、柱間は4面とも観音開きの扉2枚ずつを設ける。宮殿部の上には天蓋が載る。この天蓋は金堂内陣の天蓋を模したものと思われ、構成やデザインが金堂のものと一致している。天蓋上部は寄棟屋根形の上と下に吹返板が斜めに張り出し、その下部は金堂天蓋と同様、鱗形と逆三角形の垂飾りを描いている。厨子は、現状では須弥座部の大きさに比して宮殿部が過大で、安定感を欠いている。このアンバランスな外観は当初からのものではなく、後の改造によって宮殿部が拡張されたことによる。奈良県教育委員会による厨子の修理（1967年）の際の所見によれば、当初の宮殿部は、須弥座の上框の上に4本の八角柱を立て、柱間は扉を入れず吹放しとした開放的な構えであった。柱も現状より短く、現状のような須弥座部と宮殿部の大きさがアンバランスなものではなかった。須弥座と天蓋は白土地に彩色、宮殿部の扉は黒漆塗で、装飾方法を異にしているのも、宮殿部の改造に起因している。須弥座の四面の羽目板には白土地に彩色の絵画があるが、剥落が著しい。正面の羽目板は宝瓶形の供物台を挟んで、両側に合掌する菩薩を描く。背面は蓮池上に3本の蓮茎が立ち上がり、その上に各1体の蓮華化生（れんげけしょう）を描く。両側面はそれぞれ連山と僧形1体を描く。これらの絵画は濃い隈取で立体感を表しており、初唐様式の影響がうかがわれる。正面の画像は厨子内の銅造阿弥陀三尊像を供養するように描かれている。宮殿部の扉の表裏には黒漆塗の地の上に金線で仏画を描く。扉は計8枚あるが、正面左扉は後補、背面右扉は表裏とも黒漆で塗りつぶされており、図柄は不明である（説明の便宜上、厨子の外面から見て向かって左の扉を「左扉」とする）。したがって、当初の仏画があるのは残り6面の扉である。正面右扉は表面に金剛力士、裏面に如来像（釈迦説法図）を表す。左右側面の計4面の扉は、表面に各1体の天部像を描き、計4体で四天王を構成する。これら4面の扉の裏面には各1体の菩薩像を描くが、これらは左側面、右側面ともに観音菩薩・勢至菩薩の一対をなす。背面左扉は一時期寺から流出して大阪の藤田家（藤田美術館創設者）の所蔵になっていたが、後に返却されたもので、表面に帝釈天を描く。この扉の裏面は描き直されており、当初如来像だったものが、上半身のみ菩薩像になっている。以上のうち四天王像は長安年間（701年 - 705年）作の西安慈恩寺大雁塔門框の四天王像との様式的類似が指摘されている。美術史家の秋山光和は、この厨子及び阿弥陀三尊像が県犬養宿禰三千代と関係する遺品であることを肯定したうえで、厨子は三千代の生前の製作であり、前述の宮殿部の改造は天平5年（733年）の三千代の没後に、娘の光明皇后によって行われたものと推定した。

### 銅造阿弥陀如来及び両脇侍像

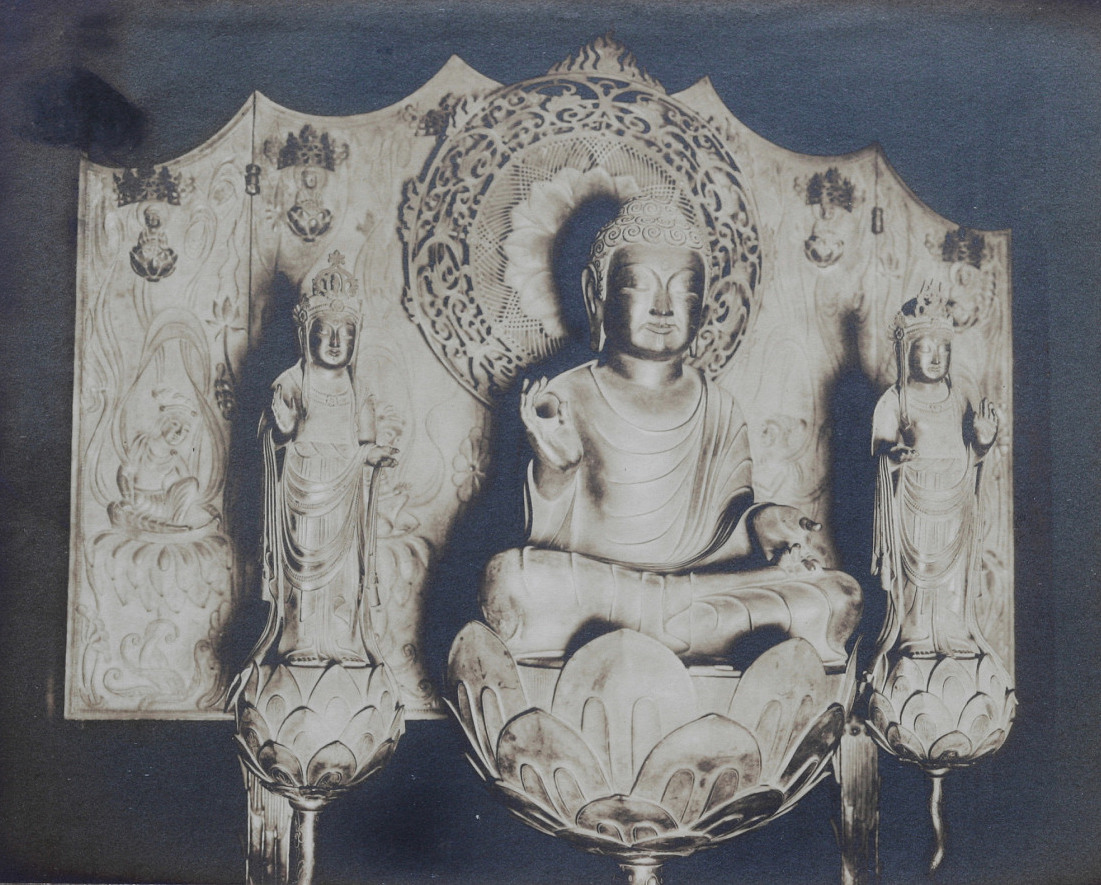
銅造阿弥陀三尊像（伝橘夫人念持仏）（この写真では左脇侍と右脇侍の位置が現状とは逆になっている。）

橘夫人厨子内に安置。銅製浮彫の蓮池から3本の蓮茎が立ち上がり、その上に中尊阿弥陀如来坐像と両脇侍（観音菩薩立像、勢至菩薩立像）がそれぞれ乗る。三尊の背後には銅製浮彫の後屏を立てる。像高は中尊34.0センチ、左脇侍28.8センチ、右脇侍28.7センチ。蓮池は幅78.2センチ、奥行51.5センチ。後屏は縦53.5センチ、幅77.8センチである。中尊阿弥陀如来像は丸顔で眉と目との間隔が広く、上瞼を二重に表し、唇にはいわゆる古拙の微笑を浮かべる。髪は螺髪ではなく、渦巻状の線を彫出している。図像的には頭頂の肉髻が低いこと、手指の間に縵網相（まんもうそう、水かき）を表すこと、頸部に三道を表さないことなどが特色である。服制は大衣の下に偏衫（へんさん）を着す。両脇侍像はいずれもわずかに腰を捻って立つ。両肘を曲げて腕を前方に向け、中尊に近い側の手は掌を見せ、反対側の手は掌を上に向ける。プロポーションは体部に比して頭部が大きく、腰の位置が高い。三道を表さない点は中尊同様である。脇侍は蓮座と本体を一鋳とするが、中尊の蓮座は別鋳である。蓮座は蓮弁が幅広で、脇侍分は子葉に忍冬文を表す。中尊の光背も別鋳である。光背は後屏に取り付けられており、繊細な透彫の網文及び唐草文の外周に火焔を表す。三尊の足下の蓮池はさざ波や渦を浮彫し、全開、半開などの蓮葉を表す。後屏は3枚の銅板を蝶番でつないだもので、上部の輪郭は五連の弧を描く。表面には浮彫で蓮華化生5体と化仏7体を表し、化仏はいずれも透彫の天蓋を伴う。

## その他の国宝仏像

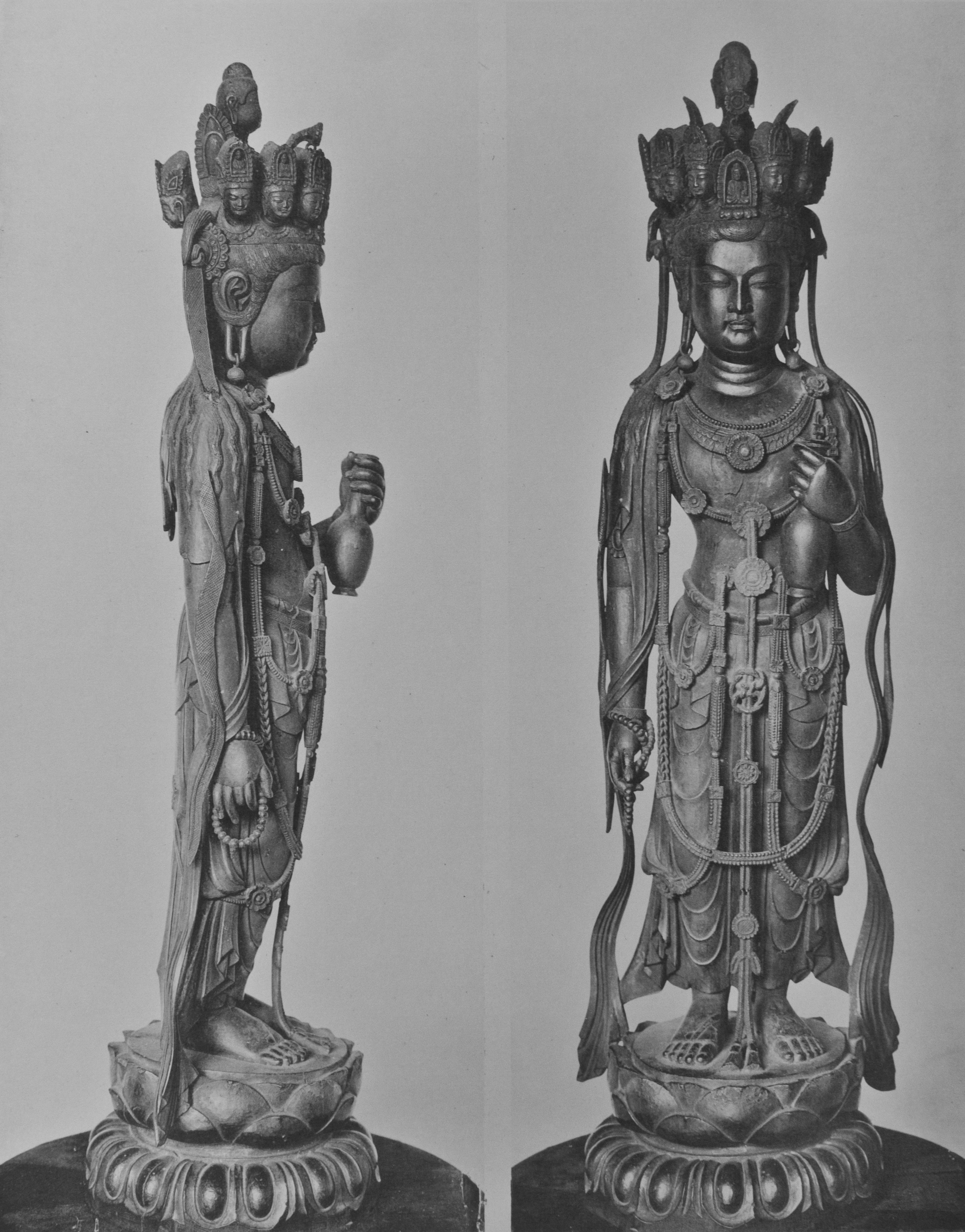
木造観音菩薩立像（九面観音）
国宝。唐時代。像高37.1センチ。ビャクダン材、素地仕上げで細密な彫技をみせる仏像で、作風・技法から日本製ではなく、中国唐時代の作品とみられる。天平19年（747年）の『資財帳』に「檀像 壱具 右養老三年歳次己未従唐請坐者」とあるのが本像に当たるとみられる（「檀像」はビャクダン製の像の意）。像容は十一面観音に似るが、本体の顔と頭上の小面を合計しても9面しかないため、九面（くめん）観音と呼ばれている。日本における十一面観音像は、玄奘訳の『十一面神咒心経』の説くところにしたがい、頭上に菩薩相3面、瞋怒相（しんぬそう）3面、狗牙上出相（くげじょうしゅつそう）3面、大笑相1面を表し、頂上仏面と合わせて11面とするのが通例である。これに対し本像は菩薩相、瞋怒相、狗牙上出相が各2面、大笑相が1面で、これに頂上仏面、本面を合せても9面しかなく、図像的に他に例を見ない像である。ビャクダン材の一木造で、頂上仏面と頭上の三面頭飾を矧ぐほかは、持物、瓔珞、耳朶から下がって揺れ動く耳飾りに至るまで一木から彫出している。瓔珞の一部は体との間に隙間を設け、浮き上がるように彫出されている。

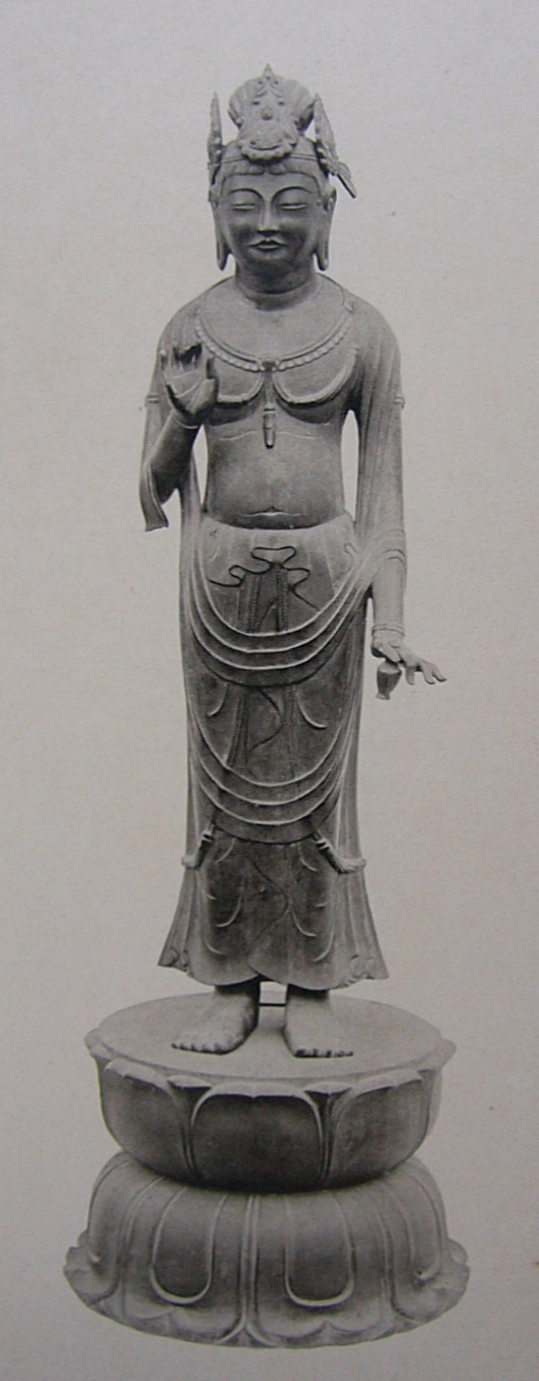
銅造観音菩薩立像（夢違観音）
国宝。飛鳥時代後期（白鳳期）。像高86.9センチ。大宝蔵院に安置する。この像に祈念すると悪夢を吉夢に変えてくれるとの伝承があり、夢違観音（ゆめちがいかんのん）と通称される。「夢違」は寺では「ゆめちがい」と読んでいるが、文献では「ゆめたがい」「ゆめたがえ」と読む場合もある。像自体は7世紀末から8世紀初頃の作であるが、台座は元禄7年（1694年）、法隆寺の江戸出開帳に本像が持ち出された時に作られたものである。面相は、眉の線がそのまま鼻梁につながっている点、二重瞼とする点などは他の飛鳥時代後期（白鳳期）の仏像に共通するが、鼻梁が幅広く、眉と眼との間隔がさほど広くなく、頬から顎にかけての肉取りが引き締まるなど、全体に大人びた表情になっており、この時代特有のいわゆる童子形像とは一線を画す。頭上には髻を結い、三面頭飾を付ける。多くの菩薩像は両肩に垂髪を表すが、本像にはそれがない。天衣は飛鳥時代前期の菩薩像では膝前で交差するものが多いが、本像の天衣は上下2段にU字状に掛かる、より自然な形状になっている。両腕から体側に垂れる部分の天衣は左右とも欠失している。正面の天衣の下を瓔珞がくぐっている様を天衣の凹凸によって表すなど、写実的表現に意を用いている。浅湫毅（あさぬまたけし）は『諸堂開帳霊仏霊宝絵像等目録』という元禄3年（1690年）の記録に「夢違之観音」とあるのが、文献上の本像の初出であるとする。本像は近世には東院絵殿に安置され、それ以前の所在は不明とされていたが、浅湫は上記の元禄3年の記録に「夢違の観音は、往古此殿（注：絵殿）にこれ有り、中比（なかごろ）金堂の厨子の内に納め置く」とあるのに着目し、本像はもとは金堂にあったもので、古記録に見える金堂の「中大厨子」（現存せず）に納められていたものであろうと述べている。

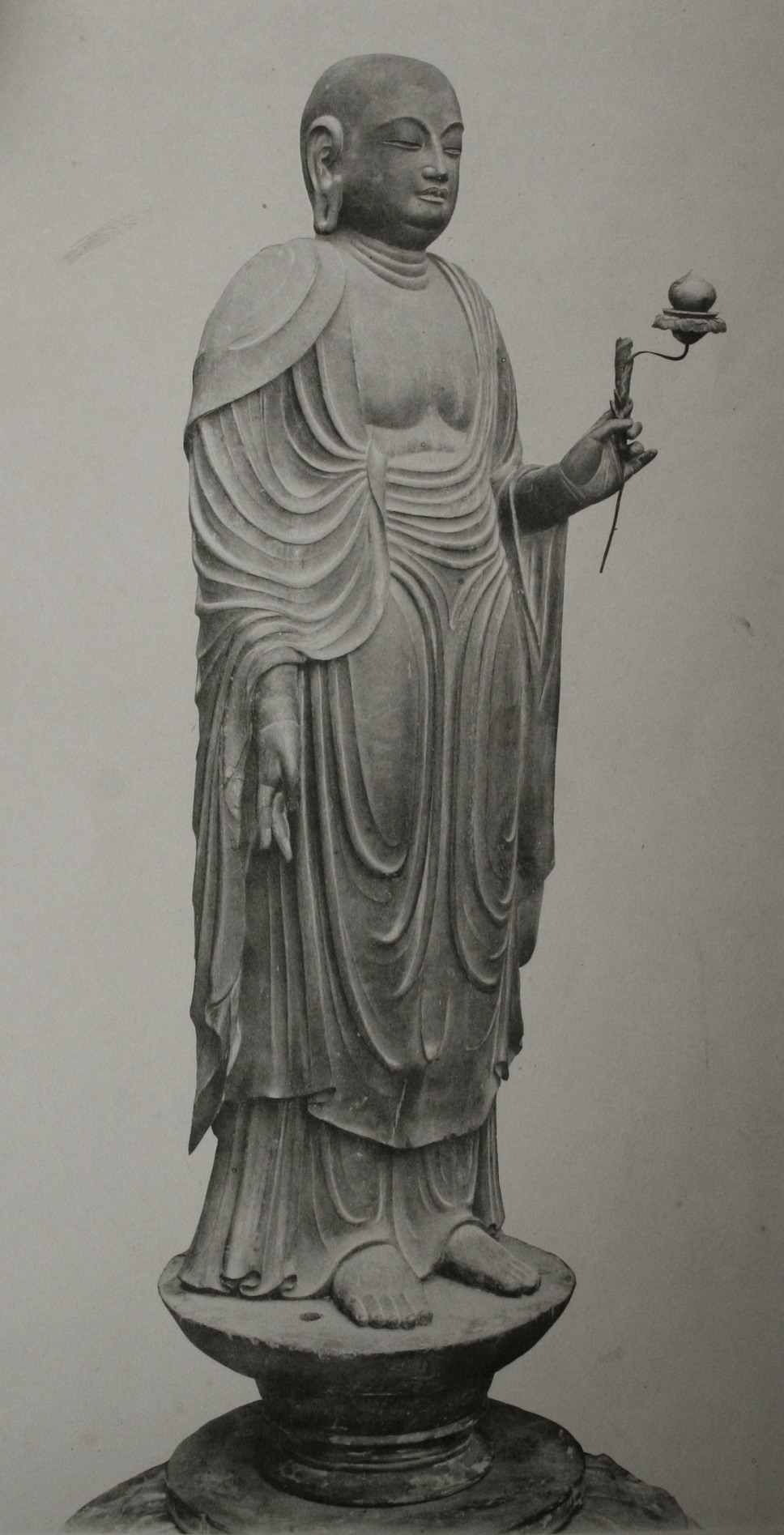
木造地蔵菩薩立像
国宝。平安時代。像高173.0センチ。もと大神神社の神宮寺の大御輪寺（だいごりんじ）に伝わった像で、明治初年の神仏分離の際に法隆寺に移された。昭和期には金堂の北面に安置されていたが、大宝蔵院開館後はそちらへ移されている。カヤ材の一木造で、本体から台座蓮肉部までを一材から木取りし、内刳はない。錫杖を持たない形の地蔵像で、右手は下げて掌を前に向け、左手は肩の辺に上げて蓮茎を持つ。体の奥行が厚く、大波と小波を交互に彫る翻波式衣文を刻む点、腰から大腿部にかけての衣文をY字状に表して量感を強調し、大腿部の隆起した部分には衣文を刻まない点など、平安初期彫刻の特色が顕著で、制作は9世紀と推定される。

## その他諸堂の仏像
上に紹介済みのものを除く、法隆寺境内の諸堂に安置の仏像を紹介する。これらの諸堂は原則として一般には非公開である。

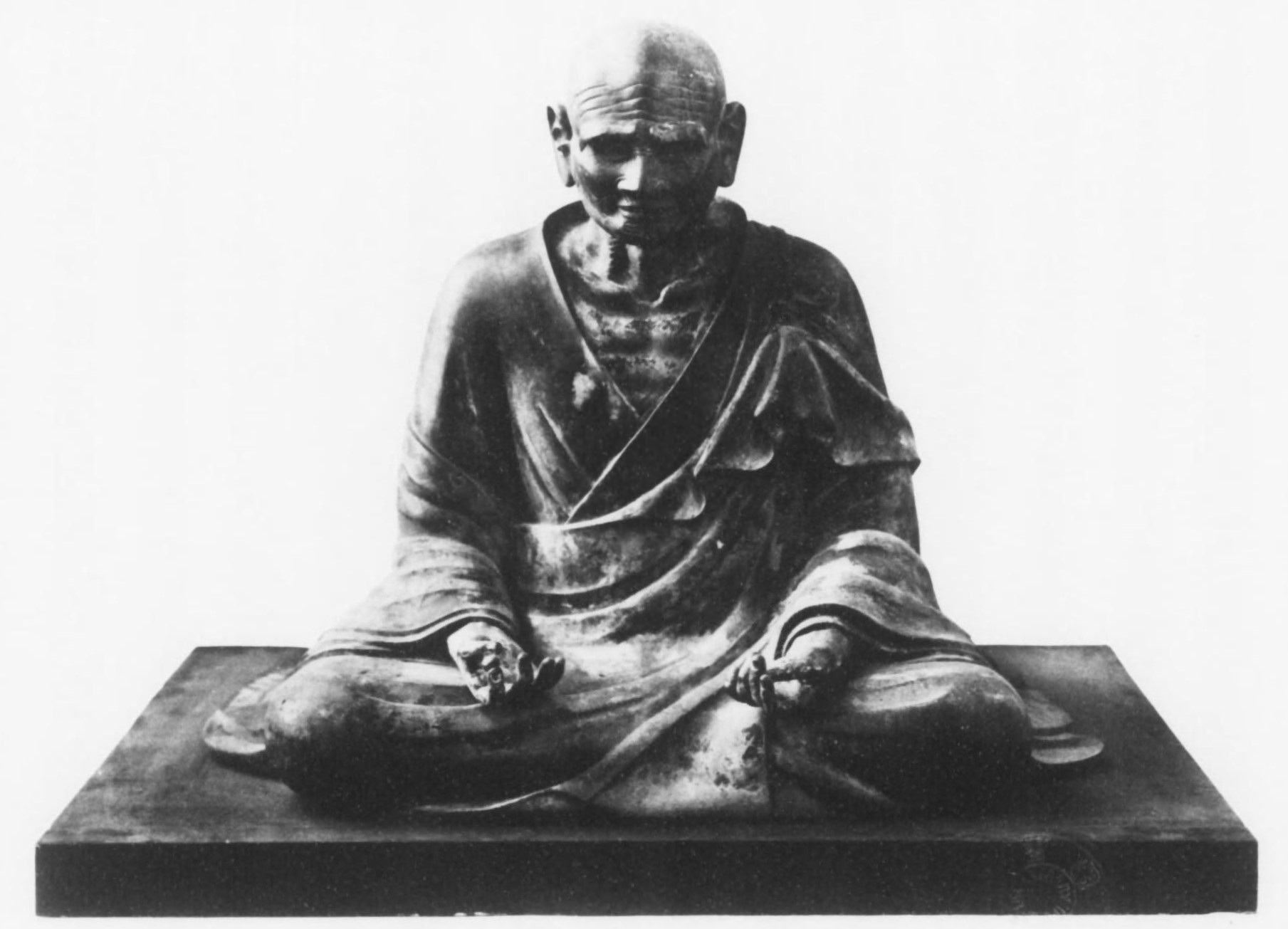
木造伝勧勒僧正坐像
重要文化財。平安時代。経蔵安置。像高90.6センチ。老齢の僧形の像で、上体を前傾させて坐す。ヒノキ材の左右矧ぎで内刳をほどこす。寺伝では聖徳太子の師であった百済の僧・勧勒（かんろく）の像とされ、新住職の晋山のときにのみ開扉された像であった。実際は、特定の人物の肖像ではなく「聖僧像」として作られたものと推定される。
木造文殊菩薩騎獅像
重要文化財。室町時代。宝珠院本堂安置。像高43.2センチ。法隆寺の子院の一つである宝珠院の本堂に安置される。獅子上の蓮華座に坐す、通例の文殊像である。像表面は金泥と截金で仕上げる。銘文により、長禄3年（1459年）舜覚房春慶の作と判明する。本体のみならず、台座、光背も当初のものを存する点で貴重である。
木造阿弥陀如来坐像
重要文化財。平安時代。三経院安置。像高88.4センチ。定印を結ぶ阿弥陀像。小ぶりな目鼻立ち、平行線状に整えられた衣文など、典型的な定朝様の作例であり、平安末期、12世紀頃の作とみられる。法隆寺文書に天承2年（1132年）阿弥陀像を施入したとの記載があり、本像がそれにあたる可能性もある。
木造持国天・増長天立像
重要文化財。平安時代。三経院安置。像高は持国天が94.5センチ、増長天が93.4センチ。持国天は右脚を高く上げて左脚1本で立つ。増長天は右手を上げ宝塔を捧持する姿と思われるが、現状、宝塔は失われている。当初の彩色が残る。同じく三経院に安置する阿弥陀如来像と同じ頃の制作と思われ、阿弥陀像と一具であった可能性もある。重要文化財指定名称は持国天・増長天となっているが、本来の像名はそれぞれ広目天及び多聞天であるとする説もある。なお、『奈良六大寺大観』では左脚を上げる像を持国天、もう1躯を増長天としているが、『国宝・重要文化財大全』（毎日新聞社）では前者を増長天、後者を持国天としている。
木造地蔵菩薩半跏像
重要文化財。鎌倉時代。地蔵堂安置。像高50.0センチ。錫杖と数珠を持つ、通形の地蔵菩薩像である。左脚を踏み下げて坐す。右足先を左大腿部に乗せていないので、厳密には「半跏像」ではなく「踏み下げ坐像」である。頭体主要部を前後2材から木取りし、頭部を割り放して玉眼を嵌入する。胸飾、腕釧、持物の錫杖の頭部などは銅製。肉身部は白に塗り、着衣は彩色と截金で仕上げる。13世紀頃の作品。
塑造薬師如来坐像
重要文化財。食堂（じきどう）安置。奈良時代。像高60.9センチ。食堂須弥壇上の厨子内に安置される。食堂には同じく塑造の梵天・帝釈天像と四天王像も安置されていたが、これらは大宝蔵院に移された。天平19年（747年）の『資財帳』には本像と同定できる像の記載がない。本像が食堂に安置されていたことが確認できるのは、鎌倉時代の『聖徳太子伝私記』（顕真著）以降である。本像は服制が古様で、奈良時代、天平期の作とみられるが、像表面は厚い漆箔でおおわれており、どこまで当初の姿を伝えるものか定かでない。台座は金堂の諸仏と同様の「宣字形台座」と呼ばれる箱形のものだが、近世の補作とみられる。
木造阿弥陀如来及び両脇侍像
重要文化財。平安時代。新堂安置。像高は中尊85.5センチ、左脇侍104.7センチ、右脇侍103.0センチ。サクラ材の一木造で、内刳はない。中尊は古風な八角形の裳懸座に坐す。両脇侍の反花座裏に弘安7年（1284年）、越前法橋定慶の修理銘がある。中尊の両脚部の衣文をまばらに彫るのは珍しい形である。平安時代後期、11世紀頃の作。
木造四天王立像
重要文化財。平安時代。新堂安置。像高は持国天109.3センチ、増長天109.7センチ、広目天110.5センチ、多聞天109.2センチ。本体から足下の邪鬼の大半までをサクラ材の一木から木取りする。一部に塑土盛上げを併用している。忿怒の相を控えめに表した温雅な作風の像で、制作時期は同じ新堂の阿弥陀三尊と同様、11世紀頃とみられる。
木造不動明王及び二童子立像
重要文化財。護摩堂安置。不動明王は平安時代、二童子は南北朝時代。像高は不動明王93.0センチ、矜羯羅童子44.0センチ、制多迦童子44.0センチ。護摩堂の本尊である。中尊の不動明王は立像で、ヒノキ材の一木造。眼は彫眼とする。右手に宝剣、左手に羂索を持ち、天地眼、牙上下出とする、一般的な形の不動明王像である（「天地眼」は右目を見開き、左目を半眼にする。「牙上下出」は右の牙を上方に、左の牙を下方に出す）。彩色、截金で仕上げるが、現状は古色を呈する。随侍する二童子像はヒノキ材、一木造で玉眼を用いる。制作は不動像より遅れて南北朝時代、康暦2年（1380年）の作である。左（向かって右）の矜羯羅童子は合掌し、右の制多迦童子は右手に宝棒を持ち、左手は肩布をつかむ。不動像の台座と火焔光背は明和2年（1765年）の補作。二童子像の台座は康暦2年、舜慶の補作である。舜慶は同じ堂内に安置する弘法大師像の作者。。
木造弘法大師坐像
重要文化財。南北朝時代。護摩堂安置。像高77.3センチ。護摩堂の東壇に安置する。五鈷杵と数珠を執る、通形の弘法大師像である。銘文により、南都椿井仏師の慶秀が法隆寺仏師舜慶を率いて応安8年（1375年）に制作したことがわかる。
木造阿弥陀如来及び両脇侍立像
重要文化財。子院の北室院本堂安置。像高は中尊97.9センチ、左脇侍63.6センチ、右脇侍63.0センチ。中尊、両脇侍とも立像。いわゆる来迎形の阿弥陀三尊で、観音菩薩は両手で蓮台（亡者を乗せるためのもの）を捧持し、勢至菩薩は合掌する姿に表す。寄木造だが、表面の仕上げの層が厚いため、構造の細部は不明である。粉溜（ふんだみ）仕上げで玉眼を使用する。中尊の光背は頭光・身光部を木造とし、周縁部は金銅製透彫である。両脇侍の光背は木造の頭光の周囲に金銅製の火焔宝珠を配する。両脇侍の宝冠、装身具、垂髪も銅製である。

## 大宝蔵院ほか所在の仏像
大宝蔵院は1998年に完成した、法隆寺の寺宝収蔵展示施設で、中央の百済観音堂と東西の宝蔵からなる。百済観音像のほか、すでに上で解説済みの橘夫人念持仏、九面観音像、夢違観音像も大宝蔵院に収蔵されている。このほか、境内にはよく似た名称の大宝蔵殿がある。大宝蔵殿は1941年に開設された寺宝収蔵展示施設で、大宝蔵院開設後は春秋に期日を区切って開館しており、平素非公開の寺宝等を公開している。
銅造釈迦如来及び脇侍像
重要文化財。飛鳥時代（628年）。像高は釈迦像16.7センチ、脇侍像13.6センチ。三尊形式で、三尊全体を包み込むように蓮弁形の光背を配する、いわゆる一光三尊像の作例。ただし、右脇侍像（向かって左）は失われている。小像ながら、作風や全体の構成、服制などは止利仏師作の金堂釈迦三尊像と似ている。小像のため、中尊の螺髪は植付けではなく、タガネで格子状の線を刻んで表す。左脇侍像は頭部と両肩部を除いて、背面の造形を省略している。失われた右脇侍像のあったところには、光背に像を取り付けるための枘穴が左右に2つ並んでいる。一方、現存する左脇侍像の背面の枘は、左右に並ぶのではなく、後頭部と体部に1つずつ設けられており、型式が異なっている。このことから、左脇侍像は本来の一具ではないとする説もあるが、一方で釈迦像と左脇侍像の作風が似通っていることから、やはり本来の一具だとする説もある。光背には以下の4行48字の銘文がある。
戊子年十二月十五日朝風文　
将其零濟師慧燈為嗽加大臣　
誓願敬造釈迦佛像以此願力　
七世四恩六道四生倶成正覺　
（読み）
戊子年十二月十五日、朝風文将〔「文将其」とも〕、其れ濟師慧燈をして〔「零濟師慧燈」とも〕、嗽加大臣の為に誓願して、釈迦仏像を敬造せしめたまふ。此の願力を以て、七世の四恩、六道の四生、倶（とも）に正覚を成さむことを。
この銘文は固有名詞の部分が難読であるが、西暦628年に嗽加大臣（蘇我大臣）のために作られた釈迦像であることがわかる。蘇我馬子の三回忌に際して作られた像と推定されている。
銅造薬師如来坐像
重要文化財。奈良時代。像高15.4センチ。もと西円堂本尊薬師如来像の胎内仏であったと伝えるが、確証はない。台座は蓮華座の上に裳裾を広げた裳懸座で、光背は後補である。面相は童子を思わせるもので、飛鳥時代後期（白鳳期）の仏像につながるものがある。しかし、台座の裳裾の布が、その下の蓮弁の凹凸にしたがって上下する表現は盛唐風であり、本像が盛唐の影響を受けた奈良時代の作であることを示している。光背とそれを支える支柱は、本来この像に属したものではなく、他像分の転用と思われる。光背は本像のものとしては大きすぎ、様式的にも釣り合わない。
銅造観音菩薩立像（旧金堂阿弥陀如来像脇侍）
重要文化財。奈良時代。像高61.5センチ。もと金堂「西の間」阿弥陀如来像（鎌倉時代作）の右脇侍像として安置されていた像だが、阿弥陀像および左脇侍像とは全く別の、奈良時代の像である（金堂「西の間」の本来の右脇侍像は、明治期に海外に流出し、パリのギメ美術館所蔵となっている）。右腕は軽く曲げて水瓶を執り、左腕は前方に突き出して第一指と第三指で玉を持つ。宝冠、天衣などのデザインは装飾的ななかにも自然さを失わないものとなっている。衣端が台座上に垂れかかる様も自然に表されている。
銅造観音菩薩立像 2躯（旧金堂薬師如来像脇侍）
重要文化財。像高54.1センチ（伝・日光菩薩）及び54.5センチ（伝・月光菩薩）。もと金堂「東の間」薬師如来像の両脇侍として安置され、「日光菩薩・月光菩薩」と呼ばれていた像だが、薬師像とは作風が異なり、本来の一具ではない。また、両像とも頭上の正面に阿弥陀如来の化仏（観音の標識）があることから、本来の像名は観音菩薩である（観音菩薩は、如来の脇侍として安置される場合は薬師如来ではなく阿弥陀如来に随侍する）。両像とも三面頭飾を付け、瓔珞をにぎやかに身にまとう。伝・日光菩薩と伝・月光菩薩とは、右手を下げ左手を上げるポーズも含め、一見するとまったく2体同形に見えるが、台座蓮弁の形状をはじめ、各所に相違点がある。頭上の阿弥陀化仏は、伝・日光では坐像に、伝・月光では立像に表す。伝・月光は、瞼を二重に表す。瓔珞などにタガネで連珠文や複連点文を表すのは両像共通だが、裳の折返しなどに表される、九曜文を半截にしたような文様と、腹部に表された蛇行曲線は伝・月光のみに見られる。なお、金堂西の間の阿弥陀三尊の脇侍像は、本像を模して鎌倉時代に作られたものである。
銅造観音菩薩立像
重要文化財。像高56.7センチ。いわゆる「止利式」仏像の典型的な作品。大ぶりの宝冠をいただき、両手を胸前で合わせ、宝珠を捧持する。宝冠には日輪と三日月を組み合わせた、サーサーン朝風の意匠を表す。左右対称形に図式的に表現された垂髪や天衣などは止利式の特色で、金堂釈迦三尊の脇侍像と類似する点が多い。ただし、金堂脇侍像が背面が空洞であるのに対し、本像は背面も省略せずに造形している。内部は頭部内面まで空洞とする（製作時には頭部内面まで中型土が詰まっていた）が、これも止利派の金銅仏の特色である。
銅造観音菩薩立像
重要文化財。奈良時代。像高25.4センチ。右手は垂下して水瓶を執り、左腕は前方に突き出して第4・5指を曲げる。半円状に突き出した両眼のつくり、下半身の図式的な衣文など、独特の表現がみられる。胸の部分に乳房の隆起を意味するとみられる表現のあるのも珍しい。
銅造観音菩薩立像
重要文化財。奈良時代。像高21.5センチ。右手は前方に突きだし、掌を正面に向ける。左腕は肘を軽く曲げて垂下し、拳を握る。天衣や裳の縁、台座の蓮肉や反花の縁などにタガネで複連点文を刻む。
以上の観音像3躯は、1902年（明治35年）に「金銅誕生釈迦仏立像一、金銅観世音菩薩立像五」の6躯一括で重要文化財（当時の旧国宝）に指定されたものである。誕生釈迦仏と観音像のうち2躯は指定の翌年に盗難に遭い所在不明で、寺に残るのは観音像3躯のみ。所在不明の3躯の写真は『国宝・重要文化財大全』（毎日新聞社）に収録されている。
木造観音勢至菩薩立像（伝・六観音のうち）
重要文化財。飛鳥時代後期（白鳳期）。像高は観音86.9センチ、勢至86.0センチ。
木造文殊普賢菩薩立像（伝・六観音のうち）
重要文化財。飛鳥時代後期（白鳳期）。像高は文殊85.7センチ、普賢83.9センチ。
木造日光月光菩薩立像（伝・六観音のうち）
重要文化財。飛鳥時代後期（白鳳期）。像高は日光80.3センチ、月光77.9センチ。
以上の3組6躯の菩薩像は、かつては金堂釈迦三尊像の下に2躯、金堂阿弥陀三尊像の下に2躯、食堂薬師如来像の下に2躯がそれぞれ安置されていた。これら6躯は作風、技法、像高などに共通点が多く、あわせて「六観音」と称されている。ただし、「六観音」はあくまでも通称で、実際には観音以外の像も含まれており、真言宗、天台宗などで信仰される本来の「六観音」とは関係がない。本来、観音・勢至菩薩は阿弥陀如来に随侍する菩薩であり、同様に文殊・普賢菩薩は釈迦如来に、日光・月光（がっこう）菩薩は薬師如来に随侍する菩薩である。6躯のうち、図像的特色から像名を確定できるのは観音菩薩像と勢至菩薩像のみである（観音は頭上に阿弥陀の小像を表し、勢至は頭上に水瓶を表すのがその特色）。他の4躯については本来の像名は不明であり、釈迦如来像の下にあったものを文殊・普賢菩薩、薬師如来像の下にあったものを日光・月光菩薩と仮に呼んでいるにすぎない。
いずれの像もクスノキ材で、両手先などに別材を矧ぐほかは一木から彫成し、内刳は行わない。像表面は漆箔仕上げで、木彫像であるが金銅仏のような作風を示す。各像は作風から天武・持統朝頃（680年頃）の制作とみられる。眉から眼までの間が広く、童子のような表情と体形に表すのは飛鳥時代後期（白鳳期）の仏像の特色である。上半身には条帛を着けない。天衣の扱いは像によって異なる。観音像、普賢像の天衣は両肩から両腕の内側へまっすぐに垂下するが、勢至像、文殊像の天衣は両肩から垂下したものが下半身正面でX字状に交差したあと、両腕に掛かり、そこから体の外側へ垂れている。日光像、月光像の天衣は勢至像、文殊像のそれに似る。ただし、像の背面を見ると、勢至像、文殊像の天衣は両肩から背中に長く垂れ下がってU字状を呈するのに対し、日光像、月光像のそれは両肩にとどまっている。6躯のうち、日光・月光の一対は他の4躯に比して保存状態が悪い。他の4躯は頭髪部に木屎漆を盛り上げて毛筋を刻んでいるが、日光・月光像では盛上げた木屎漆が剥落してしまっている。日光・月光像ともに両手先は後補、足元から台座にかけて大幅な補修がされており、体側に垂れる天衣も日光像の右腕から垂れる分を除いて後補である。観音、勢至、文殊、普賢の4像が裳裾を短く表し、足首を露出させているのに対し、日光・月光像の裳裾は台座上面に達し、足首は見えていない。ただし、前述のように日光・月光像の足元の部分には大幅な補修が入っており、現状が当初からの形式であるかどうか不明である。『金堂日記』という記録の建久7年（1196年）条に、「橘寺本仏八躰」（「木仏八躰」の誤記か）とあるのが、この六観音像に当たり、もとは橘寺にあったもので、本来は8躯存在したとする説もある。なお、東京の根津美術館には、法隆寺六観音のうちの月光菩薩像とよく似た菩薩像が収蔵されており、上記の「木仏八躰」の1躯だった可能性が指摘されている。ただし、根津美術館像は補修が多く、伝来も不明である。アメリカのフリア美術館にも類似の菩薩像があるが、大幅に改修されており、古像に似せて作った擬古作とする説もある。
乾漆弥勒菩薩坐像
重要文化財。奈良時代。像高62.4センチ。一木造で内刳をほどこした木心に木屎漆を盛り上げて成形した木心乾漆像。毛筋、瓔珞、腕釧などは盛上げで表す。両腕を前方に突出し、右手の掌を上に、左手の掌を正面に向けている。ただし、両手先は後補で、当初からこの形であったかどうかは不明であり、弥勒という像名も本来のものかどうかわからない。シカゴ美術館に類似の像がある。
塑造梵天・帝釈天立像
重要文化財。奈良時代。像高は梵天110.2センチ、帝釈天109.5センチ。もとは食堂（じきどう）の本尊薬師如来像の左右に安置されていた。頭体通じて一木のクスノキ材を芯として塑土で成形する。白土地に彩色を施すが、大部分は剥落している。両像とも甲（よろい）の上に法衣を着、裳を着け、沓をはく。帝釈天像の沓の部分では、塑土が剥落して中の木心が露出しており、その木心に足の指が刻まれているのが見える。このことから、本像の木心が、完成後には見えなくなる部分まで入念に作られていることがわかる。プロポーションは頭部が小さく、腰を軽くひねり、大腿部の量感を強調した造形は盛唐の影響をうかがわせる。
塑造四天王立像
重要文化財。奈良時代。像高は持国天91.4センチ、増長天92.7センチ、広目天95.1センチ、多聞天91.8センチ。前出の梵天・帝釈天像とともに、もとは食堂の本尊薬師如来像の周囲を守っていた四天王像。心木は頭体通じて一木のクスノキ材で、塑土の層は薄い。白土地に彩色を施すが、大部分は剥落している。保存状態は同じ食堂の梵天・帝釈天像よりは悪く、塑土の欠失が目立つ。須弥壇前方を守る2躯（持国天・増長天）のみが冑（かぶと）をかぶるなど、群像としての変化を付けているが、後世の四天王像に比して動きは少ない。
塑造吉祥天立像
重要文化財。奈良時代。像高168.3センチ。もと食堂（じきどう）にあった像で、破損がひどく、本来の像名が不明で、「菩薩像」と呼ばれていた。1935年に修理が行われ、吉祥天像として重要文化財に指定されている。奈良時代、天平期の作であるが、像表面はほとんど補修されている。両手は後補である。昭和期には金堂の北面に安置されていたが、大宝蔵院が開館してからはそちらに移されている。
木造光背
重要文化財。奈良時代。高さ110.0センチ。法隆寺には奈良時代作の光背の残欠が3点伝わるが、そのうちもっとも保存状態のよいもの。光背のみで重要文化財に指定されているが、枘穴の状況からみて、もとは伝法堂東の間の阿弥陀如来像の光背であったものと推定される。頭光部と身光部からなり、いずれも中心の円形の周囲に二重の圏帯をめぐらし、宝相華文を透彫で表す。
金銅僧徳聡等造像記
重要文化財。飛鳥時代。長さ23.1センチ（枘を含み35.5センチ）。甲午年（694年）に作られた観音像の造像記である。像本体は失われている。縦長の銅板の上下に枘が作られているが、仏像のどの部分に取り付けられていたものかは不明である（光背の一部であったともいう）。銅板の表には造像の由来が3行に書かれ、それによれば、甲午年に鵤大寺の徳聡法師、片岡王寺の令弁法師、飛鳥寺の弁聡法師が父母のために観世音菩薩像を作ったという。銅板の裏面には法師らの出自が記されており、それによると、彼らは百済の王族で、日本では「王」姓を名乗ったという。銘文中の「鵤（いかるが）大寺」は法隆寺を指す。この造像記が作られた694年は、持統天皇が法隆寺の仁王会のために仏具類を施入した持統7年（693年）の翌年にあたり、670年に焼失した法隆寺が、20数年後には「大寺」と呼ばれるほどに復興していたことを示唆する。また、造像記中には飛鳥寺の名も見え、当時、法隆寺と飛鳥寺の僧の間に交流があったこともわかる。
厨子入銅板押出阿弥陀三尊及僧形像・銅板押出如来及両脇侍立像（板扉貼付）・銅板舟形後屏（銅板押出天蓋付）
重要文化財。奈良時代。飛鳥・奈良時代に盛んに制作された、いわゆる「押出仏」の遺品である。押出仏とは、浮彫の原型の上に薄い銅板を当て、鎚やノミで叩いて像の形を浮き出させるもので、同じ原型から複数の像を作ることができる。鎚鍱像（ついちょうぞう）ともいう。「厨子入銅板押出阿弥陀三尊及僧形像」は、厨子の高さ64.8センチ、押出仏の高さ39.0センチ。この種の押出仏が厨子に収められて礼拝像として用いられたことを示す実例である。説法印を結んで坐す阿弥陀如来像の左右に観音・勢至両菩薩像が立ち、如来と脇侍の間には各1体の僧形像が立つ。もとは鍍金されていた。これらの像の上部にある天蓋は、一時期寺外に流出して民間の所蔵となっていたものが寺に返還されたものである。東京国立博物館の法隆寺献納宝物には、本作と同じ原型から制作された押出仏が3点ある。黒漆塗の厨子は押出仏用に作られた奥行の浅いもので、上部を屋根形に作り、垂木の形を表す。観音開きの扉を付け、扉内面には金剛力士のような像を描く。「銅板押出如来及両脇侍立像（板扉貼付）」は高さ24.0センチ。3体とも立像に表された三尊像の上部に天蓋を表す。その上部にはそれぞれ小天蓋を有する3体の化仏を表す。「銅板舟形後屏（銅板押出天蓋付）」は、高さ57.4センチ。もと押出仏を貼り付けていた銅板で、現状では押出仏本体は失われて、天蓋のみが残っている。左右2枚の銅板を鋲留めとし、全体を蓮弁形に作る。東京国立博物館保管の法隆寺献納宝物198号の押出仏は、釘穴の跡が一致することから、もとはこの銅板と一具であったことがわかる。銅板の裏面には線刻で竹林と比丘、獅子、力士を表す。
塼製阿弥陀如来及脇侍像
重要文化財。奈良時代。高さ44.5センチ。塼仏（せんぶつ）は、粘土を凹型に詰めて型取りし焼いたもので、奈良時代に盛んに制作された。本作は説法印を結ぶ倚像（腰かけた像）の阿弥陀如来像の左右に観音・勢至両菩薩像が立ち、如来と脇侍の間には各1体の僧形像が立つ。
厨子入木造聖徳太子坐像
重要文化財。平安時代。像高57.9センチ。礼拝対象としての聖徳太子像には二歳像、十六歳像などがあるが、本像は童子形に表された七歳像である。治暦5年（1069年）、仏師円快の作で、彩色は秦致貞（はたのちてい / はたのむねさだ）が担当している。秦致貞はもと東院絵殿にあった「聖徳太子絵伝」（国宝、東京国立博物館蔵）として知られる。像は頭体主要部をヒノキの一材から木取りし、前後割矧ぎとする。頭髪は左右に分けて角髪（みずら）を結い、袍と裳を着用して坐す。左手には団扇を持ち、右手は掌を伏せて膝上に置く。像を納める厨子は高さ119.0センチ。礼盤状の台座に4本の柱を立てて屋根を架け、四方を吹き放しにした輦（れん）状のものである。かつては聖霊会（しょうりょうえ、聖徳太子の忌日法要）の際に、本像と太子感得の舎利とが東院から西院大講堂へ渡御した。
木造如意輪観音坐像
重要文化財。唐時代。像高17.9センチ。六臂の如意輪観音像で、赤みがかった広葉樹材の一材から本体と蓮肉を木取りする。彩色は施さず、素地仕上げに截金で文様を表す。本像は、高雄曼荼羅（京都・神護寺蔵の、空海将来本の系統を引く両界曼荼羅）中の如意輪観音と図像的に共通することが指摘され、その作風から見ても日本製ではなく、8世紀か9世紀頃の中国製とみられる。台座の銘文によれば、本像は聖徳太子の家臣の調子丸の子孫に伝わったものである。正嘉2年（1258年）叡尊が願主となり、截金、持物、光背、台座、天蓋を整備した。
木造聖観音立像
重要文化財。奈良時代。像高181.5センチ。もとは金堂に安置されていた。台座蓮肉を含めヒノキ材の一木造で内刳はない。彩色は大部分剥落している。右腕は垂下し、左腕は肘を曲げ、水瓶を持つ。ただし、左手先と水瓶は後補。光背は板3枚を継いだもので、本像用のものとしてはやや大きく、他像分の転用の可能性もある。『奈良六大寺大観 法隆寺四』（1971年）は本像を平安時代、10世紀頃の作としていたが、2001年刊行の補訂版ではその後の調査結果をふまえて奈良時代後期の作としている。後世の菩薩像では頭髪の一部が耳の中ほどに掛かる表現が多くみられるが、本像にはそれがなく、古風な表現になっている。また、平安時代の彩色の下に銀泥による文様が部分的に残存しており、これは奈良時代のものとみられる。
木造聖観音立像
重要文化財。平安時代。像高165.2センチ。もとは金堂に安置されていた。ヒノキ材の一木造で内刳はない。両肩から先に別材を矧ぎ、右腕全体と左手先を後補とする。表面は漆箔仕上げとするが、ほぼ剥落している。11世紀初頭から半ば頃の制作。
木造普賢延命菩薩坐像
重要文化財。平安時代。像高91.8センチ。もとは金堂に安置されていた。20臂を有する密教系の菩薩像である。クスノキ材の一木造で内刳をほどこす。両脚部、両肩から先などに別材を矧ぐ。彩色は大部分剥落している。脇手は手首ないし前膊部を後補とするものが多い。持物のすべてと方形の台座も後補。杉材の光背は当初のもので、剥落が多いが当初の彩色を残している。
木造千手観音立像
重要文化財。平安時代。像高97.5センチ。サクラの一材から頭体主要部を木取りし、内刳を行う。千手観音像は42臂で千手を代表させるものが多く、本像も42臂像であったが、脇手のほとんどが失われている。両足先や表面の漆箔は後補である。作風に天平時代風がうかがえるが、全体に彫りが荒く、10から11世紀の作とみられる。
木造薬師如来坐像
重要文化財。平安時代。像高86.5センチ。ヒノキ材の一木造で内刳を行い、表面は漆箔仕上げとする。頭体は一材から木取りするが、頭部は割首（いったん割り放してから再接合）とする。両脚部は別材を矧ぎ、左腕は肘、手首で、右腕は肩、肘、手首で、それぞれ矧ぐ。両手先は後補。台座は蓮肉部のみは当初のものだが、それ以外は後補か他像分の転用とみられる。平安時代後期の作。
木造釈迦如来坐像
重要文化財。平安時代。像高85.8センチ。ヒノキ材で、内刳を行い、表面は漆箔仕上げとする。頭体は一材から木取りするが、前後に割矧ぎ、頭部も割首とする。両脚部は別材を矧ぎ、左腕は肘で、右腕は肩、肘、手首で、それぞれ矧ぐ。腹前で法界定印（ほっかいじょういん、左手を下、右手を上にして組み、両手親指を接する）を結ぶが、両手先は後補である。像内に阿弥陀如来の種子（梵字）があり、本来は阿弥陀如来像として造立されたとみられる。台座は細かい花文があり、ほぼ当初のものとみられる。平安時代後期、11世紀末頃の作。
木造阿閦如来坐像
重要文化財。平安時代。像高87.0センチ。ヒノキ材で、内刳を行い、表面は漆箔仕上げとする。頭体主要部を一材から木取りするが、前後に割矧ぎ、頭部は割首とする。表面は漆箔仕上げ。両脚部は別材を矧ぎ、両腕はそれぞれ肘、手首で矧ぐ。左手で衣の端をにぎる。像内に「キリーク」（阿弥陀如来の種子）の墨書があり、本来は阿弥陀如来像として造立されたとみられる。台座は蓮肉部のみが当初のもので、他は後補および他像分の転用とみられる。平安時代後期、12世紀半ば頃の作。
木造阿弥陀如来坐像
重要文化財。鎌倉時代。像高91.8センチ。ヒノキ材の寄木造（前後二材矧ぎ）、頭部は割首とする。表面は漆箔仕上げ。両脚部は別材を矧ぎ、右腕は肩、肘、手首で、左腕は肩で、それぞれ矧ぐ。左手先と右手3・4・5指は後補。台座は大部分が大正2年（1913年）の補作で、それ以外の部分も他像分の転用とみられる。上述の薬師如来像、釈迦如来像、阿閦如来像とともにもと伝法堂にあった像。面相、体部の肉付けなどの特色から、制作時期は他像よりやや遅れて鎌倉時代初期とみられる。
木造阿弥陀如来坐像
重要文化財。平安時代。像高107.8センチ。転法輪印（両手を胸前に構える）を結ぶ阿弥陀如来像。東京国立博物館に寄託。『奈良六大寺大観 法隆寺四』によれば、同書の発刊時点（1971年）では東院絵殿北裏の小室に安置されていた。ヒノキ材の寄木造で、前後および正中でそれぞれ材を矧ぐ。両脚部は別材を矧ぎ、左腕は肘で、右腕は肩、肘、手首で、それぞれ矧ぐ。表面の漆箔は後補だが、像自体の保存はよい。光背は周縁部を欠くが二重円相と光脚は当初のもの。十重の蓮華座も大部分当初のものである。平安時代末期の作とみられる。像内には阿弥陀の種子（梵字）や真言などの当初の墨書があるが、作者や造立年代の記載はない。
木造弥勒菩薩半跏像
重要文化財。像高97.0センチ。ヒノキ材の一木造で内刳は行わない。彩色はほとんど剥落している。左手に宝塔を乗せた蓮華を持ち（ただし持物は後補）、左脚を踏み下げて坐す。両前膊の半ばから先、大腿部の半ばから先、踏み下げた左脚は江戸時代の後補。光背と台座は明治38年（1905年）の補作である（台座裏修理銘による）。もと金堂に安置され、さらに以前には三経院にあって唯識講の本尊とされていた像である。
木造天鼓音如来坐像
重要文化財。像高80.0センチ。ヒノキ材の一木造で、内刳はない。表面は彩色仕上げとする。両脚部は別材を矧ぎ、左腕は肘、手首で、右腕は肘でそれぞれ矧ぐ。左手先と右前膊は後補。右手は五指を伸ばして膝上に置き、左手は握って膝上に置く。天鼓音如来と呼ばれているが、前述のように両手先が後補であるため当初の印相は不明であり、本来の像名も不明である。平安時代中期、10世紀半ば頃の作。
木造阿弥陀如来坐像
重要文化財。平安時代。像高34.2センチ。転法輪印（両手を胸前に構える）を結ぶ阿弥陀如来像。もとは夢殿の東面に安置されていた。一木造（樹種不明）で漆箔仕上げとする。台座は蓮弁を後補するが当初のもの。光背は近世の補作である。平安時代末期の作とみられる。
木造弥勒菩薩坐像
重要文化財。平安時代。像高94.0センチ。ケヤキ材の一木造で、内刳を行う。表面は彩色仕上げとするがほとんど剥落する。両脚部は別材を矧ぎ、両腕はそれぞれ肩、肘、手首で、右腕は肘でそれぞれ矧ぐ。左手の第2・3指は後補。平安時代後期、11世紀半ば頃の作。台座はほぼ同時代の他像（2像分）からの転用とみられる。
木造善女竜王立像
重要文化財。鎌倉時代。像高20.0センチ。もと夢殿の救世観音像を安置する厨子内にあったもの。高野山金剛峯寺にある善女竜王の画像は、中国の官人風に表されているが、本像は図像的にまったく異なるもので、老相の神将形の像である。亀の背に乗り、体には竜が巻き付いている。像は黒漆塗の春日厨子に収められており、厨子扉内面には八大竜王を描く。
金銅釈迦如来立像
重要文化財。所在不明。
以下に、「彫刻」として重要文化財に指定されている仮面類について略説する。
木造伎楽面1面
重要文化財。奈良時代。法隆寺伝来の伎楽面のうち31面は1878年に当時の皇室に献納され、現在は東京国立博物館の法隆寺宝物館に保管されている。法隆寺側に残ったのは1面だけで、桐材製。老相で三角帽子をかぶるところから面種は「大孤父」とみられる。法隆寺宝物館の伎楽面はクスノキ材製19面、桐材製9面、乾漆製3面があり、クスノキ材製は飛鳥時代、他は奈良時代の作とされる。
木造舞楽面35面（附2面）
重要文化財。平安及び鎌倉時代。内訳は胡徳楽（ことくらく）7、地久（ちきゅう）7、退宿徳（たいしょうとく）2、石川（せっせん）1、抜頭（ばとう）1、還城楽（げんじょうらく）1、二ノ舞2、新鳥蘇（しんとりそ）5、皇仁庭（おうにんてい）2、崑崙八仙（ころばせ）4、陵王1、納曽利（なそり）2。附（つけたり）の2面は散手と崑崙八仙である。胡徳楽面のうち古いものは9 - 10世紀にさかのぼる。石川（せっせん）は鎌倉時代には絶えた演目で、法隆寺の作品は石川面の現存唯一の遺品である。抜頭と還城楽は一対の作品でともに天養元年（1144年）の年記がある。附指定の2面は室町時代の作。
木造行道面10面（附1片）
重要文化財。平安時代。聖徳太子の忌日法要である聖霊会（しょうりょうえ）で用いられた仮面。保延4年（1138年）の聖霊会で使用されたもので、各面に同年の銘がある。内訳は獅子頭2、綱引1、蝿払1、八部衆6で、八部衆残欠1片が附（つけたり）指定となっている。行道の先頭を行く獅子、その綱を引く綱引と随侍する蝿払、聖徳太子像を乗せた輦（れん）をかつぐ八部衆からなる。
木造菩薩面3面（附5面）
重要文化財。平安時代。来迎会（らいごうえ）所用の面で、3面とも平安時代末期の作であり、うち1面に康和4年（1102年）仏師善祐の銘がある。
木造追儺面3面
重要文化財。鎌倉時代。西円堂の追儺会（ついなえ）で用いられた面で、父鬼、母鬼、子鬼の3面。西円堂の追儺会は弘長元年（1261年）に始められたもので、これらの面はその当時（13世紀）にさかのぼる面とみられる。

## 国宝・重要文化財指定年月日
指定年月日は、文化庁編『国宝・重要文化財総合目録』（第一法規、1980）および『国宝・重要文化財大全 別巻』（所有者別総合目録・名称総索引・統計資料）、毎日新聞社、2000、に基づく。
| 像 名                                                                                                   | 所 在              | 重要文化財 （旧国宝） 指定日 | 国宝指定日 | 備考 |
| --- | ------------------ | ---------------------------- | ---------- | --- |
| 銅造釈迦如来及両脇侍像                                                                                  | 金堂               | 1897.12.28                   | 1951.06.09 | 1897年に「釈迦如来金銅坐像1躯」及び「釈迦如来脇士金銅立像2躯」として指定。1951年の新国宝指定時に上記2件を統合指定し、名称を「銅造釈迦如来及両脇侍像」とした。                        |
| 銅造薬師如来坐像                                                                                        | 金堂               | 1897.12.28                   | 1952.03.29 | |
| 木造四天王立像                                                                                          | 金堂               | 1897.12.28                   | 1952.03.29 | |
| 木造毘沙門天・吉祥天立像                                                                                | 金堂               | 1901.03.27                   | 1967.06.15 | |
| 銅造阿弥陀如来及び脇侍像 2躯                                                                            | 金堂               | 1899.08.01                   |            | 1899年に「金銅弥陀三尊像3 躯」として指定。2009年7月10日付けで「阿弥陀如来及び脇侍像2躯」と「観音菩薩像1躯」の2件の重要文化財に分割。同日付けで附（つけたり）の像内納入品を追加指定。 |
| 木造天蓋 3箇                                                                                            | 金堂               | 1897.12.28                   | 2020.09.30 | |
| 塑造塔本四面具 78躯・2基                                                                                | 五重塔             | 1902.04.17他                 | 1956.06.28 | 1902年から1944年にかけて順次指定された計11件の重要文化財（旧国宝）を、1956年の新国宝指定時に1件に統合した。                                                                          |
| 塑造金剛力士立像 2躯（吽形躰部木造）                                                                    | 中門               | 1909.09.21                   |            | |
| 木造伝観勒僧正坐像                                                                                      | 経蔵               | 1899.08.01                   |            | |
| 木造薬師如来及両脇侍坐像                                                                                | 大講堂             | 1900.04.07                   | 1952.11.22 | |
| 木造四天王立像（所在講堂）                                                                              | 大講堂             | 1909.04.05                   |            | |
| 木造聖徳太子・山背王・殖栗王・卒末呂王・恵慈法師坐像                                                    | 聖霊院             | 1902.04.17                   | 1952.11.22 | |
| 木造地蔵菩薩立像（聖霊院安置）                                                                          | 聖霊院             | 1902.04.17                   |            | |
| 木造如意輪観音坐像（聖霊院安置）                                                                        | 聖霊院             | 1902.04.17                   |            | |
| 木造阿弥陀如来坐像（三経院安置）                                                                        | 三経院             | 1906.09.06                   |            | |
| 木造持国天・増長天立像（三経院安置）                                                                    | 三経院             | 1915.08.20                   |            | |
| 乾漆薬師如来坐像                                                                                        | 西円堂             | 1902.04.17                   | 1953.11.14 | |
| 木造十二神将立像 12躯のうち亥神、戌神を除く10躯                                                         | 西円堂             | 1906.09.06                   |            | |
| 木造十二神将立像 戌神、亥神2躯                                                                          | 西円堂             | 1929.04.06                   |            | |
| 木造千手観音立像（所在地蔵堂）                                                                          | 西円堂             | 1906.09.06                   |            | 指定名称には（所在地蔵堂）とあるが、その後西円堂へ移された。 |
| 木造地蔵菩薩半跏像                                                                                      | 地蔵堂             | 1909.09.21                   |            | |
| 木造釈迦如来及両脇侍坐像                                                                                | 上御堂             | 1900.04.07                   | 1953.03.31 | |
| 木造四天王立像（上堂四天王）                                                                            | 上御堂             | 1901.03.27                   |            | |
| 塑造薬師如来坐像                                                                                        | 食堂               | 1900.04.07                   |            | |
| 木造薬師如来両脇士像（新堂安置）                                                                        | 新堂               | 1902.04.17                   |            | |
| 木造四天王立像（新堂安置）                                                                              | 新堂               | 1902.04.17                   |            | |
| 木造不動明王及二童子立像                                                                                | 護摩堂             | 1911.04.17                   |            | |
| 木造弘法大師坐像                                                                                        | 護摩堂             | 1911.04.17                   |            | |
| 木造文殊菩薩騎獅像                                                                                      | 宝珠院本堂         | 1906.09.06                   |            | 所有者は宗教法人宝珠院。 |
| 木造観音菩薩立像（救世観音）                                                                            | 夢殿               | 1897.12.28                   | 1951.06.09 | |
| 乾漆行信僧都坐像                                                                                        | 夢殿               | 1897.12.28                   | 1952.03.29 | |
| 塑造道詮律師坐像                                                                                        | 夢殿               | 1901.03.27                   | 1953.03.31 | |
| 木造聖観音立像                                                                                          | 夢殿               | 1902.04.17                   |            | |
| 木造聖徳太子立像                                                                                        | 夢殿               | 1909.09.21                   |            | |
| 乾漆阿弥陀如来及両脇侍像                                                                                | 伝法堂             | 1909.04.05                   |            | 伝法堂「中の間」安置。 |
| 乾漆阿弥陀如来及両脇侍像                                                                                | 伝法堂             | 1902.04.17                   |            | 伝法堂「西の間」安置。 |
| 乾漆阿弥陀如来坐像                                                                                      | 伝法堂             | 1909.04.05                   |            | 伝法堂「東の間」安置（両脇侍像は別件で指定）。 |
| 乾漆観音勢至菩薩立像                                                                                    | 伝法堂             | 1902.04.17                   |            | 伝法堂「東の間」安置の阿弥陀如来像の脇侍。 |
| 木造梵天・帝釈天立像                                                                                    | 伝法堂             | 1901.03.27                   |            | |
| 木造四天王立像（所在伝法堂）                                                                            | 伝法堂             | 1915.08.20                   |            | |
| 木造薬師如来坐像                                                                                        | 伝法堂             | 1906.09.06                   |            | |
| 木造釈迦如来坐像                                                                                        | 伝法堂             | 1906.09.06                   |            | |
| 木造弥勒仏坐像                                                                                          | 伝法堂             | 1906.09.06                   |            | |
| 木造阿弥陀如来坐像                                                                                      | 伝法堂             | 1902.04.17                   |            | 複数ある阿弥陀如来像のうち像高79.9cmのもの。 |
| 木造阿弥陀如来及両脇侍像                                                                                | 北室院本堂         | 1906.09.06                   |            | 所有者は宗教法人北室院。 |
| 銅造阿弥陀如来及両脇侍像 （伝橘夫人念持仏）・木造厨子                                                   | 大宝蔵院           | 1897.12.28                   | 1953.03.31 | 阿弥陀如来及両脇侍像と厨子とは別件で旧国宝に指定。1953年の新国宝指定時に両者を統合指定した。                                                                                         |
| 銅造観音菩薩立像（夢違観音）                                                                            | 大宝蔵院           | 1899.08.01                   | 1952.11.22 | |
| 木造観音菩薩立像（九面観音）                                                                            | 大宝蔵院           | 1897.12.28                   | 1955.06.22 | |
| 木造観音菩薩立像（百済観音）                                                                            | 大宝蔵院           | 1897.12.28                   | 1951.06.09 | |
| 木造地蔵菩薩立像                                                                                        | 大宝蔵院           | 1902.04.17                   | 1953.11.14 | |
| 金銅釈迦如来文殊菩薩像一座（戊子年銘）                                                                  | 大宝蔵院           | 1902.04.17                   |            | |
| 銅造観音菩薩立像（伝・金堂薬師如来脇侍）2躯                                                             | 大宝蔵院           | 1897.12.28                   |            | |
| 塑造吉祥天立像                                                                                          | 大宝蔵院           | 1936.09.18                   |            | |
| 金銅薬師如来坐像（伝峰薬師胎内仏）                                                                      | 大宝蔵院           | 1902.04.17                   |            | |
| 木心乾漆弥勒菩薩坐像                                                                                    | 大宝蔵院           | 1902.04.17                   |            | |
| 木造文殊・普賢菩薩立像                                                                                  | 大宝蔵院           | 1902.04.17                   |            | |
| 木造日光・月光菩薩立像                                                                                  | 大宝蔵院           | 1902.04.17                   |            | |
| 木造観音・勢至菩薩立像                                                                                  | 大宝蔵院           | 1902.04.17                   |            | |
| 銅造観音菩薩立像（旧金堂）                                                                              | 大宝蔵院           | 1899.08.01                   |            | 1899年に「金銅弥陀三尊像3 躯」として指定されたうちの1躯。2009年7月10日付けで「阿弥陀如来及び脇侍像2躯」と「観音菩薩立像1躯」の2件の重要文化財に分割された。                          |
| 金銅誕生釈迦仏立像1躯・金銅観音菩薩立像5躯                                                              | 大宝蔵院           | 1902.04.17                   |            | 6躯一括指定。うち3躯（観音像のうち2躯と誕生釈迦仏）は1903年盗難。 |
| 塑造梵天・帝釈天立像                                                                                    | 大宝蔵院           | 1900.04.07                   |            | |
| 塑造四天王立像                                                                                          | 大宝蔵院           | 1902.04.17                   |            | |
| 厨子入木造聖徳太子坐像 円快作                                                                           | 大宝蔵院           | 1906.09.06                   |            | |
| 木造如意輪観音坐像                                                                                      | 大宝蔵院           | 1906.09.06                   |            | |
| 厨子入銅板押出阿弥陀三尊及僧形像・銅板押出如来及両脇侍立像（板扉貼付）・ 銅板舟形後屏（銅板押出天蓋付） | 大宝蔵院           | 1902.04.17 1926.04.19        |            | 押出仏2点（1902年指定）と後屏（1926年指定）は別個に重要文化財に指定されていた。 1976年6月5日付けでこれら2件の重要文化財を1件に統合し、厨子と天蓋を追加指定した。                     |
| 磚製阿弥陀如来及脇侍像                                                                                  | 大宝蔵院           | 1929.04.06                   |            | |
| 木造薬師如来坐像                                                                                        | 大宝蔵殿           | 1906.09.06                   |            | |
| 木造釈迦如来坐像                                                                                        | 大宝蔵殿           | 1906.09.06                   |            | |
| 木造阿閦如来坐像                                                                                        | 大宝蔵殿           | 1913.08.20                   |            | |
| 木造阿弥陀如来坐像                                                                                      | 大宝蔵殿           | 1906.09.06                   |            | 複数ある阿弥陀如来像のうち像高91.8cmのもの。 |
| 木造阿弥陀如来坐像（所在夢殿）                                                                          | 大宝蔵殿           | 1906.09.06                   |            | 指定当時は夢殿安置、像高34.2 cm。 |
| 木造聖観音立像                                                                                          | 大宝蔵殿           | 1897.12.28                   |            | 2体ある聖観音像のうち像高165.2cmのもの。 |
| 木造聖観音立像                                                                                          | 大宝蔵殿           | 1909.04.05                   |            | 2体ある聖観音像のうち像高181.5cmのもの。 |
| 木造普賢延命坐像                                                                                        | 大宝蔵殿           | 1906.09.06                   |            | |
| 木造天鼓音如来坐像                                                                                      | 大宝蔵殿           | 1906.09.06                   |            | |
| 木造千手観音立像                                                                                        | 大宝蔵殿           | 1929.04.06                   |            | |
| 木造弥勒菩薩半跏像                                                                                      | 大宝蔵殿           | 1900.04.07                   |            | |
| 木造弥勒菩薩坐像                                                                                        | 大宝蔵殿           | 1906.09.06                   |            | |
| 木造善女竜王立像                                                                                        | 大宝蔵殿           | 1902.04.17                   |            | |
| 木造光背                                                                                                | 大宝蔵殿           | 1915.08.20                   |            | |
| 金銅僧徳聡等造像記（甲午年銘）                                                                          | 大宝蔵殿           | 1909.04.05                   |            | |
| 木造阿弥陀如来坐像                                                                                      | 東京国立博物館寄託 | 1909.04.05                   |            | 複数ある阿弥陀如来像のうち像高107.8cmのもの。もと東院絵殿安置。 |
| 金銅釈迦如来立像                                                                                        |                    | 1906.09.06                   |            | 1910年盗難 |
| 木造伎楽面 1面                                                                                          | 大宝蔵殿           | 1906.09.06                   |            | |
| 木造舞楽面 35面                                                                                         | 大宝蔵殿           | 1902.04.17他                 |            | 胡徳楽7、地久7、退宿徳2、石川、抜頭、還城楽、二ノ舞2、新鳥蘇5、皇仁庭2、崑崙八仙4、陵王、納曽利2、附：散手、崑崙八仙                                                                 |
| 木造行道面（聖霊会所用）10面                                                                            | 大宝蔵殿           | 1915.08.20                   |            | 獅子頭2、綱引、蝿払、八部衆6、 附：八部衆残欠1片 |
| 木造菩薩面3面（附：菩薩面5面）                                                                          | 大宝蔵殿           | 1902.04.17                   |            | |
| 木造追儺面 3面                                                                                          | 大宝蔵殿           | 1973.06.06                   |            | |

## 用語説明
材質・技法
- 金銅仏（こんどうぶつ） - 「金銅」とは銅に金鍍金（金メッキ）を施したもの。金と銅の合金ではない。
- 木屎漆（こくそうるし） - 麦漆（漆液に小麦粉を混ぜたもの）に木粉を混ぜたペースト状のもので、乾燥すると硬化する。仏像の目鼻立ち、髪、装身具などの成形に用いる。
- 脱活乾漆（だっかつかんしつ） - 麻布を漆で張り合わせて張子状の像を作る技法。まず粘土で像の概形を作り、この上に麻布を漆で何層か張り、細部は木屎漆を盛り上げて成形する。その後、原型の粘土を掻き出し、像内には形崩れを防ぐため、木の骨組みを組む。奈良時代に多く制作されたが、制作方法が複雑であり、高価な漆を大量に用いるため、平安時代以降の作例はまれである。
- 木心乾漆（もくしんかんしつ） - 木彫で像の概形を作り、その上に木屎漆を盛り上げて成形したもの。木彫に部分的に木心乾漆を併用した作品もある。
- 塑造（そぞう） - 粘土で像を作る技法を塑造、この技法で作られた像を塑像という。焼きものではなく、自然乾燥である。木や銅線などで像の概形を作り、これに苆（すさ、植物繊維）などを混ぜた粘土を、荒土、中土、仕上土の順にかぶせていく。
- 内刳（うちぐり） - 木彫の像の内部にノミを入れて空洞を作ること。干割れ防止、重量軽減のために行われ、胎内仏などの像内納入品を納めるためにも使われる。内刳は通常、背中や像底（坐像の場合）などの目立たない箇所から行う。背中から内刳を行う場合を「背刳」といい、その際に当てる蓋板を「背板」という。
- 一木造（いちぼくづくり） - 像の頭部・体部を通じた中心部分を一つの木材から彫り出す技法。両手先、両脚先、坐像の場合の膝の部分などには別材を矧ぎ付ける場合が多いが、この場合も像の主要部が一材からできている場合は一木造という。
- 寄木造（よせぎづくり） - 像の中心部分が前後2材、左右2材、前後左右4材など、複数の材で形成されているものを指す。平安時代後期に発達した技法で、分業制作が容易になる、巨像の制作ができるなどのメリットがある。
- 割矧（わりはぎ） - 寄木造と異なり、材木にノミを入れて前後、左右などに一旦割り放し、内刳をしてから再び接合するもの。首の周囲にノミを入れて頭部を割り放すものを「割首」という（面相などの細部の仕上げを容易にするために行われる）。
- 玉眼（ぎょくがん） - 像の眼の部分に内側から水晶を当てる技法。この技法を用いない場合を「彫眼」（ちょうがん）という。
- 漆箔（しっぱく、うるしはく） - 像表面に漆で金箔を張るもの。
- 粉溜（ふんだみ） - 金箔の上に金粉を蒔く技法。
- 截金（きりかね） - 金箔を細く裁断した金線を張り付けて、着衣の文様などを表す技法。
- 鋳掛け（いかけ） - 金属製品の欠損部分に溶かした金属を注入し、補修すること。
- 型持（かたもち） - 銅像など金属製の像を鋳造する際、内型と外型がずれないように支えとする金具のこと。
- 象嵌（ぞうがん） - 金属の表面に別の金属を形に合わせて嵌め込む技法。修理のほか、文様や銘文を表す際にも用いる。「象嵌」という用語は陶磁器の場合にも用いる。

服制
- 大衣（だいえ） - 如来像の着衣を指す。日本では一般に「法衣」（ころも）と、その上に着る「袈裟」を区別するが、本来インドでは僧の着衣は袈裟（カシャーヤ）であった。「大衣」の本義は、仏教の修行者が着用を許される3種の袈裟（三衣）の一つである。
- 僧祇支（そうぎし） - 大衣の下に着用する下着。
- 偏衫（へんさん） - 下着で、右肩から吊り下げる薄い布。
- 裳（も） - 下半身にまとう巻きスカート状のもの。裙（くん）ともいう。
- 条帛（じょうはく） - 菩薩像などが肩（通常は左肩）から斜めに掛けているタスキ状の布。
- 天衣（てんね） - 菩薩、天人などが両肩から垂らしている細長い布。像の正面で交差したり、両腕から体の外側に垂下するなど、像によってさまざまなデザインがある。

部分名称
- 瓔珞（ようらく） - 菩薩像などが身に付ける装飾で、貴金属、宝石などを糸に通してつなげたもの。
- 天冠台（てんかんだい） - 菩薩像などの頭上のティアラ状の装飾。
- 蓮肉（れんにく） - 漢方薬の「蓮肉」とは意味が異なり、蓮華座（ハスの花をかたどった仏像の台座）のうち、蓮弁（花びら）で囲まれた半球形の部分を指す。
- 螺髪（らほつ） - 如来像の頭髪の形式。巻貝のような形状のものを多数植え込むことによって、巻き毛を表したもの。
- 肉髻（にっけい） - 如来像の頭頂の椀状の盛り上がりを指す。
- 戟（げき） - 四天王像などが持つ、長柄の武器。
- 羂索（けんさく） - 不動明王像などが持つ綱。本義は古代インドで用いられた、投げ縄のような狩猟具で、「衆生をあまねく救い取る」などの含意がある。
- 化仏（けぶつ） - 仏像の光背や頭上などに表された小型の仏像を指す。「化仏」の本義は、仏が相手に応じて姿を変えて出現したもの。

その他
- 施無畏与願印（せむい・よがんいん） - 如来像の印相（両手の構え）のうち代表的なもの。右手は指を伸ばし、掌を正面に向けて立て、胸の辺に構える（施無畏印）。左手は、立像の場合、腕を体側に下げ、掌を正面に向ける。坐像の場合は、掌を正面ないし上方に向けて膝のあたりに構える。